# Japonia
Japonia (în japoneză 日本, , sens literal: „originea soarelui”) este o țară insulară din Asia de Est, situată pe un lanț de insule aflate între Oceanul Pacific și Marea Japoniei, la est de Peninsula Coreeană. Denumirea oficială este 日本国 Nipponkoku, textual „Țara de la originea soarelui.” Este cunoscută în românește și sub numele de Țara Soarelui Răsare. Potrivit legendei, Japonia a fost creată de către zei care au înfipt o sabie în ocean, la scoaterea ei formându-se patru picături ce au devenit insulele principale, precum și o multitudine de insule mici (peste 6000).
Japonia este un stat membru al ONU, OCDE, G7 și G20, și este considerată o mare putere. Japonia este a treia cea mai mare economie a lumii (conform PIB-ului nominal) și al cincilea cel mai mare exportator și importator. Țara beneficiază de o forță de muncă înalt calificată și este printre cele mai educate țări din lume, unde marea parte a cetățenilor săi dețin studii superioare. Deși Japonia a renunțat oficial la dreptul său de a declara război împotriva altor țări, aceasta menține o forță militară modernă, având al optulea cel mai mare buget militar din lume, ce este folosit pentru auto-apărare și pentru misiuni de menținere a păcii. Japonia este o țară dezvoltată, ce are un nivel foarte ridicat de dezvoltare umană, speranță de viață ridicată, infrastructură avansată și un nivel scăzut de corupție. Japonia este cunoscută la nivel mondial pentru contribuțiile sale în știință și tehnologie.
Prima locuire cunoscută a arhipelagului datează din Paleoliticul Superior, cu începutul Paleoliticului japonez datând în jurul anului 36.000 î.Hr. Între secolele al IV-lea și al VI-lea, regatele sale au fost unite sub un împărat în Nara, și mai târziu Heian-kyō. Din secolul al XII-lea, puterea reală a fost deținută de dictatori militari (shōgun) și lorzi feudali (daimyō), fiind aplicată de nobilimea războinică (samurai). După conducerea de către shogunatele Kamakura și Ashikaga și un secol de războaie interne, Japonia a fost unificată în 1600 de către shogunatul Tokugawa, care a implementat o politică externă izolaționistă. În 1853, o flotă a Statelor Unite a forțat Japonia să deschidă comerțul cu Occidentul, ceea ce a dus la sfârșitul shogunatului și la restaurarea puterii imperiale în 1868. În perioada Meiji, Imperiul Japonez a urmărit o industrializare și modernizare rapidă, precum și militarism și colonizare peste hotare. În 1937, Japonia a invadat China, iar în 1941 a atacat Statele Unite ale Americii și puterile coloniale europene, intrând în al Doilea Război Mondial ca putere a Axei. După ce a suferit înfrângerea în Războiul din Pacific și două bombardamente atomice, Japonia a capitulat în 1945 și a intrat sub ocupația Aliaților. După război, țara a cunoscut o creștere economică rapidă, deși economia sa a stagnat din 1990.
Japonia este o monarhie constituțională cu o legislatură bicamerală, Dieta Națională. O mare putere și singurul membru asiatic al G7, Japonia a renunțat constituțional la dreptul de a declara război, dar menține una dintre cele mai puternice armate din lume. O țară foarte dezvoltată, cu una dintre cele mai mari economii din lume, Japonia este un lider global în știință și tehnologie, precum și în industriile auto, robotică și electronică. Are una dintre cele mai mari speranțe de viață din lume, deși trece printr-un declin al populației. Cultura Japoniei este bine cunoscută în întreaga lume, incluzând arta, bucătăria, filmul, muzica și cultura populară, care cuprinde industrii proeminente de benzi desenate, animație și jocuri video.

## Etimologie
Numele pentru Japonia în limba japoneză este scris folosind kanji 日本 și este pronunțat Nihon sau Nippon. Înainte ca 日本 să fie adoptat la începutul secolului al VIII-lea, țara era cunoscută în China ca Wa (倭, schimbat în Japonia în jurul anului 757 în 和) și în Japonia prin endonimul Yamato. Nippon, citirea sino-japoneză originală a caracterelor, este preferată pentru uz oficial, inclusiv pe bancnotele și timbrele japoneze. Nihon este folosit de obicei în vorbirea cotidiană și reflectă schimbările din fonologia japoneză în perioada Edo. Caracterele 日本 înseamnă „originea soarelui”, care este sursa epitetului occidental popular „Țara Soarelui Răsare”.
Numele „Japan” se bazează pe pronunțiile chineze Min sau Wu ale 日本 și a fost introdus în limbile europene prin intermediul comerțului timpuriu. În secolul al XIII-lea, Marco Polo a înregistrat pronunția chineză mandarină timpurie a caracterelor 日本國 ca Cipangu. Vechea denumire malaeză pentru Japonia, Japang sau Japun, a fost împrumutată dintr-un dialect chinez de coastă sudică și întâlnită de comercianții portughezi în Asia de Sud-Est, care au adus cuvântul în Europa la începutul secolului al XVI-lea. Prima versiune a numelui în engleză apare într-o carte publicată în 1577, care a scris numele ca Giapan într-o traducere a unei scrisori portugheze din 1565.

## Istorie

### De la preistorie până la istoria clasică

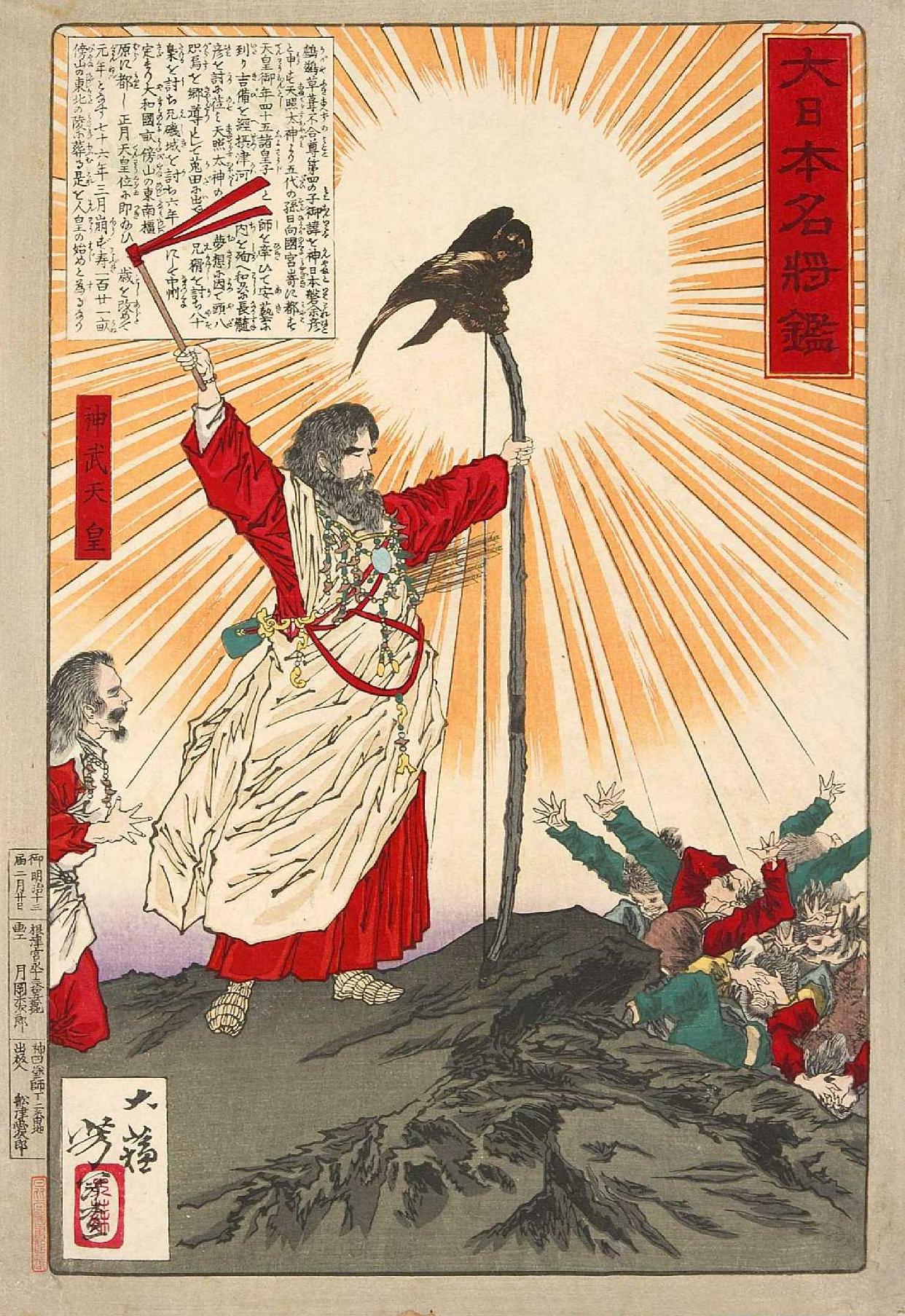
Împăratul legendar Jimmu.

Oamenii moderni au ajuns în Japonia în urmă cu aproximativ 38.000 de ani (~36.000 î.Hr.), marcând începutul Paleoliticului japonez. Aceasta a fost urmată de la aproximativ 14.500 î.Hr. (începutul perioadei Jōmon) de o cultură mezolitică până la neolitică de vânători-culegători semi-sedentari caracterizată prin locuințe în gropi și agricultură rudimentară. Vasele de lut din această perioadă sunt printre cele mai vechi exemple de ceramică supraviețuitoare. Începând cu aproximativ 700 î.Hr., poporul Yayoi vorbitor de japoneză a început să intre în arhipelag din Peninsula Coreeană, amestecându-se cu populația Jōmon; perioada Yayoi a văzut introducerea practicilor, inclusiv cultivarea orezului în apă, un nou stil de ceramică și metalurgia din China și Coreea. Conform legendei, Împăratul Jimmu (nepotul zeiței Amaterasu) a fondat un regat în centrul Japoniei în 660 î.Hr., începând o linie imperială continuă.
Japonia apare pentru prima dată în istoria scrisă în Cartea Han a Chinei, completată în anul 111 d.Hr. Budismul a fost introdus în Japonia din Baekje (un regat coreean) în 552, dar dezvoltarea budismului japonez a fost influențată în principal de China. În ciuda rezistenței inițiale, budismul a fost promovat de clasa conducătoare, inclusiv figuri precum Prințul Shōtoku, și a câștigat acceptare pe scară largă începând cu perioada Asuka (592–710).
În 645, guvernul condus de Prințul Naka no Ōe și Fujiwara no Kamatari a conceput și implementat Reformele Taika de mare amploare. Reforma a început cu reforma agrară, bazată pe idei și filozofii confucianiste din China. Aceasta a naționalizat toate terenurile din Japonia, pentru a fi distribuite în mod egal între cultivatori, și a ordonat compilarea unui registru de gospodărie ca bază pentru un nou sistem de impozitare. Scopul real al reformelor a fost de a aduce o centralizare mai mare și de a spori puterea curții imperiale, care a fost de asemenea bazată pe structura guvernamentală a Chinei. Emisari și studenți au fost trimiși în China pentru a învăța despre scrierea, politica, arta și religia chineză. Războiul Jinshin din 672, un conflict sângeros între Prințul Ōama și nepotul său, Prințul Ōtomo, a devenit un catalizator major pentru reformele administrative ulterioare. Aceste reforme au culminat cu promulgarea Codului Taihō, care a consolidat statutele existente și a stabilit structura guvernelor centrale și locale subordonate. Aceste reforme legale au creat statul ritsuryō, un sistem de guvernare centralizată în stil chinez care a rămas în vigoare timp de o jumătate de mileniu.
Perioada Nara (710–784) a marcat apariția unui stat japonez centrat pe Curtea Imperială din Heijō-kyō (Nara modernă). Perioada este caracterizată de apariția unei culturi literare incipiente, cu finalizarea Kojiki (712) și Nihon Shoki (720), precum și de dezvoltarea artei și arhitecturii inspirate de budism. O epidemie de variolă în 735–737 se crede că a ucis până la o treime din populația Japoniei. În 784, Împăratul Kanmu a mutat capitala, stabilindu-se în Heian-kyō (actualul Kyoto) în 794. Aceasta a marcat începutul perioadei Heian (794–1185), în timpul căreia a apărut o cultură japoneză distinctă. Povestea lui Genji de Murasaki Shikibu și versurile imnului național al Japoniei "Kimigayo" au fost scrise în această perioadă.

### Perioada feudală

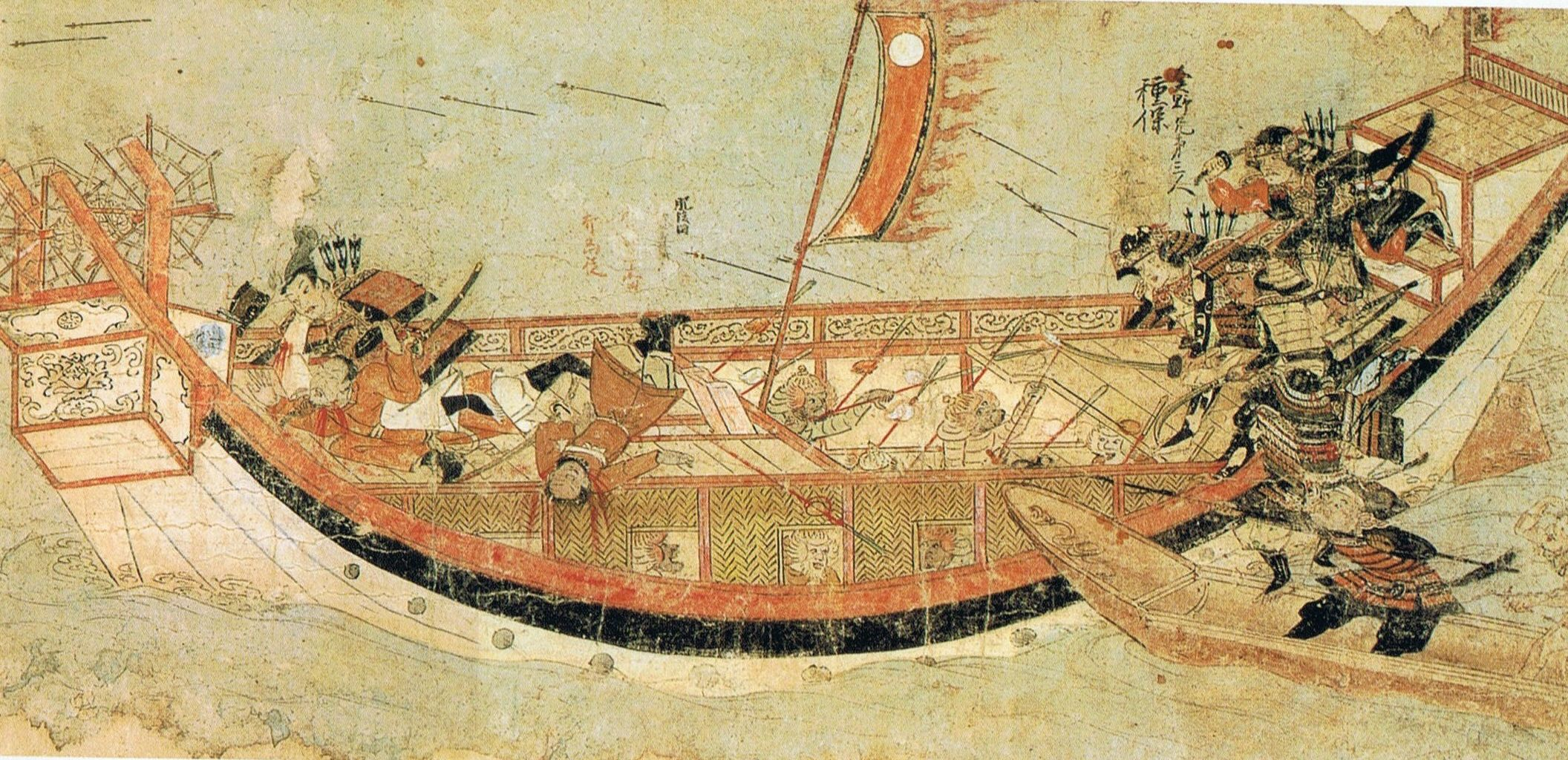
Samurai japonezi urcându-se într-o navă mongolă în timpul invaziilor mongole din Japonia, ilustrat în Mōko Shūrai Ekotoba, anul 1293.

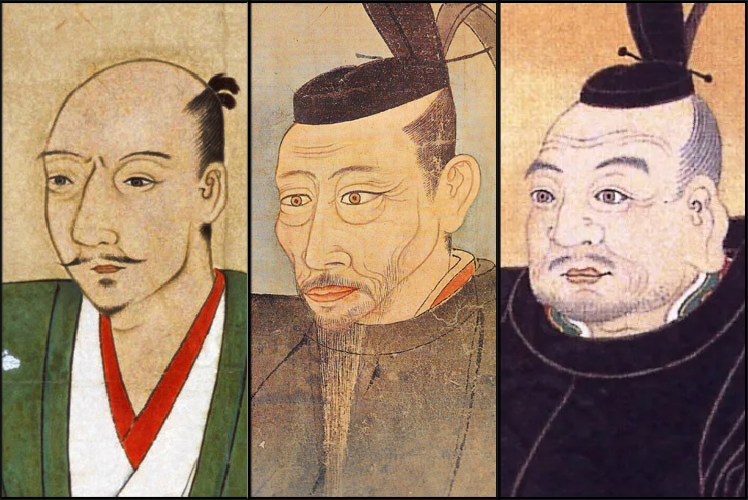
Trei unificatori ai Japoniei. De la stânga la dreapta: Oda Nobunaga, Toyotomi Hideyoshi și Tokugawa Ieyasu.

Perioada feudală a Japoniei a fost caracterizată de apariția și dominația unei clase conducătoare de războinici, samuraii. În 1185, după înfrângerea clanului Taira de către clanul Minamoto în Războiul Genpei, samuraiul Minamoto no Yoritomo a înființat un guvern militar la Kamakura. După moartea lui Yoritomo, clanul Hōjō a preluat puterea ca regenți pentru shōgun. Școala Zen a budismului a fost introdusă din China în perioada Kamakura (1185–1333) și a devenit populară printre clasa samurailor. Shogunatul Kamakura a respins invaziile mongole din 1274 și 1281, dar a fost în cele din urmă răsturnat de Împăratul Go-Daigo. Go-Daigo a fost învins de Ashikaga Takauji în 1336, începând perioada Muromachi (1336–1573). Shogunatul Ashikaga care a urmat nu a reușit să controleze lorzii feudali (daimyō) și un război civil a început în 1467, deschizând perioada Sengoku ("Statele Războinice") de un secol.
În secolul al XVI-lea, comercianții portughezi și misionarii iezuiți au ajuns pentru prima dată în Japonia, inițiind schimburi comerciale și culturale directe între Japonia și Occident. Oda Nobunaga a folosit tehnologia europeană și armele de foc pentru a cuceri mulți alți daimyō; consolidarea puterii sale a început ceea ce a devenit cunoscut sub numele de perioada Azuchi-Momoyama. După moartea lui Nobunaga în 1582, succesorul său, Toyotomi Hideyoshi, a unificat națiunea la începutul anilor 1590 și a lansat două invazii nereușite în Coreea în 1592 și 1597.
Tokugawa Ieyasu a servit ca regent pentru fiul lui Hideyoshi, Toyotomi Hideyori, și și-a folosit poziția pentru a câștiga sprijin politic și militar. Când a izbucnit un război deschis, Ieyasu a învins clanurile rivale în Bătălia de la Sekigahara în 1600. El a fost numit shōgun de către Împăratul Go-Yōzei în 1603 și a înființat shogunatul Tokugawa la Edo (Tokyo modern). Shogunatul a adoptat măsuri, inclusiv buke shohatto, un cod de conduită pentru a controla daimyō autonomi, și în 1639 politica izolaționistă sakoku ("țară închisă") care a marcat cei două secole și jumătate de unitate politică precară cunoscută sub numele de perioada Edo (1603–1868). Creșterea economică modernă a Japoniei a început în această perioadă, rezultând în construirea de drumuri și rute de transport pe apă, precum și instrumente financiare precum contractele futures, sistemul bancar și asigurările brokerilor de orez din Osaka. Studiul științelor occidentale (rangaku) a continuat prin contactul cu enclava olandeză din Nagasaki. Perioada Edo a dat naștere kokugaku ("studii naționale"), studiul Japoniei de către japonezi.

### Perioada modernă

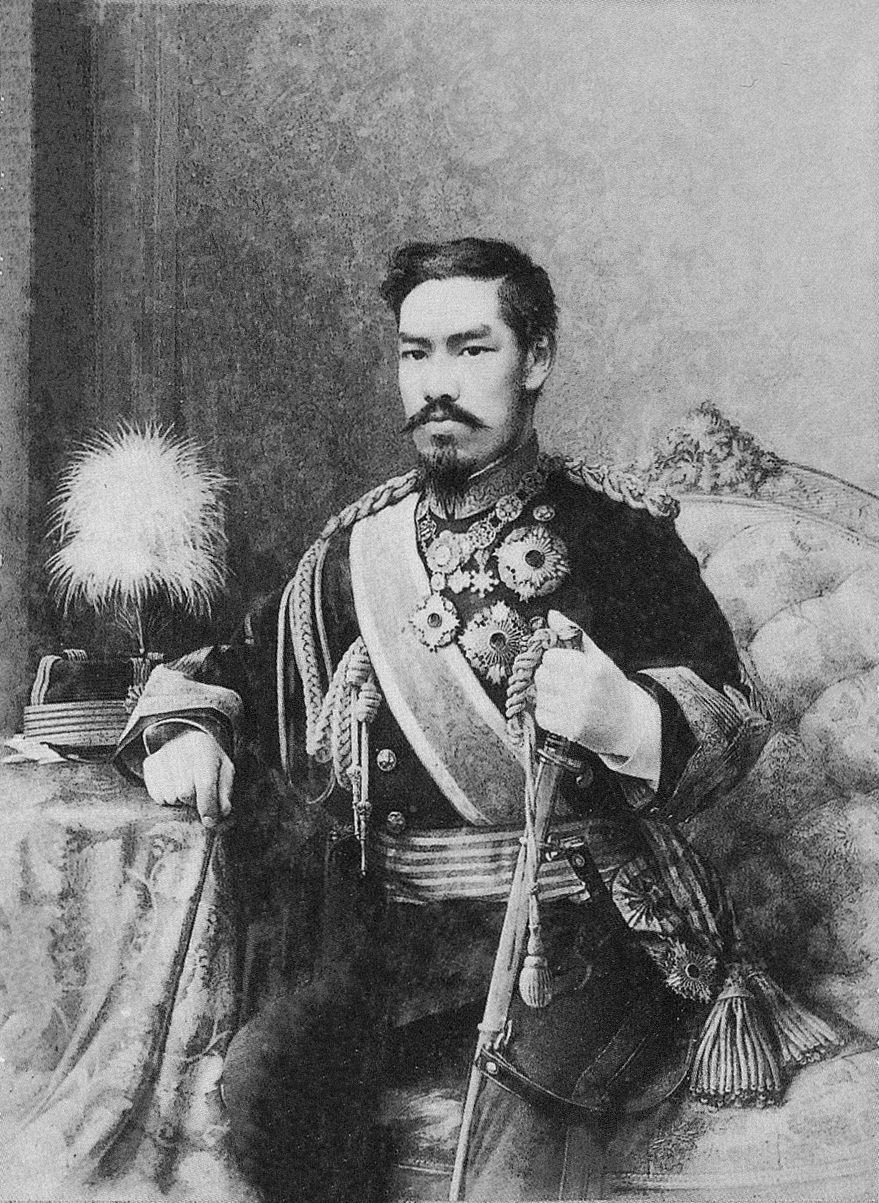
Împăratul Meiji.

Imperiul Japonez și influența sa, anul 1942.

Marina Statelor Unite l-a trimis pe Comodorul Matthew C. Perry pentru a forța deschiderea Japoniei către lumea exterioară. Ajungând la Uraga cu patru „Nave Negre” în iulie 1853, Expediția Perry a dus la Convenția de la Kanagawa din martie 1854. Tratamente similare ulterioare cu alte țări occidentale au adus crize economice și politice. Demisia shōgunului a dus la Războiul Boshin și la stabilirea unui stat centralizat nominal unificat sub împărat (Restaurarea Meiji). Adoptând instituții politice, judiciare și militare occidentale, Cabinetul a organizat Consiliul Privy, a introdus Constituția Meiji (29 noiembrie 1890) și a format Dieta Imperială. În perioada Meiji (1868–1912), Imperiul Japoniei a apărut ca cel mai dezvoltat stat din Asia și ca o putere mondială industrializată care a urmărit conflicte militare pentru a-și extinde sfera de influență. După victoriile din Primul Război Sino-Japonez (1894–1895) și Războiul ruso-japonez (1904–1905), Japonia a obținut controlul asupra Taiwanului, Coreei și jumătății sudice a Sahalinului și a anexat Coreea în 1910. Populația Japoniei s-a dublat de la 35 de milioane în 1873 la 70 de milioane până în 1935, cu o schimbare semnificativă către urbanizare.
La începutul secolului al XX-lea a avut loc o perioadă de democrație Taishō (1912–1926) umbrită de expansiunea și militarizarea crescândă. Primul Război Mondial a permis Japoniei, care s-a alăturat părții învingătoare a Aliaților, să captureze posesiunile germane din Pacific și din China. Anii 1920 au înregistrat o schimbare politică spre statism, o perioadă de fărădelege după Marele Cutremur din Tokyo din 1923, adoptarea legilor împotriva disidenței politice și o serie de lovituri de stat eșuate. Acest proces s-a accelerat în anii 1930, dând naștere mai multor grupuri naționaliste radicale care împărtășeau o ostilitate față de democrația liberală și o dedicație pentru expansiunea în Asia. În 1931, Japonia a invadat și ocupat Manciuria; în urma condamnării internaționale a ocupației, a demisionat din Liga Națiunilor doi ani mai târziu. În 1936, Japonia a semnat Pactul Anti-Comintern cu Germania nazistă; Pactul Tripartit din 1940 a făcut-o una dintre Puterile Axei.
Imperiul Japoniei a invadat alte părți ale Chinei în 1937, declanșând cel de-al Doilea Război Chino-Japonez (1937–1945). În 1940, Imperiul a invadat Indochina Franceză, după care Statele Unite au impus un embargo petrolier asupra Japoniei. În zilele de 7-8 decembrie 1941, forțele japoneze au efectuat atacuri surpriză asupra Pearl Harbor, precum și asupra forțelor britanice din Malaysia, Singapore și Hong Kong, printre altele, începând al Doilea Război Mondial în Pacific. În zonele ocupate de Japonia în timpul războiului, au fost comise numeroase abuzuri împotriva locuitorilor locali, mulți fiind forțați să devină sclavi sexuali. După victoriile Aliaților în următorii patru ani, culminând cu invazia sovietică a Manciuriei și bombardamentele atomice de la Hiroshima și Nagasaki în 1945, Japonia a acceptat o capitulare necondiționată. Războiul a costat Japonia coloniile sale și milioane de vieți. Aliații (conduși de Statele Unite) au repatriat milioane de coloniști japonezi din fostele lor colonii și din lagărele militare din întreaga Asie, eliminând în mare parte Imperiul Japonez și influența sa asupra teritoriilor cucerite. Aliații au convocat Tribunalul Militar Internațional pentru Extremul Orient pentru a judeca liderii japonezi, cu excepția împăratului, pentru crime de război.
În 1947, Japonia a adoptat o nouă constituție care sublinia practicile liberale democratice. Ocupația Aliaților s-a încheiat cu Tratatul de la San Francisco în 1952, iar Japoniei i s-a acordat calitatea de membru al Națiunilor Unite în 1956. O perioadă de creștere record a propulsat Japonia să devină a doua cea mai mare economie din lume; aceasta s-a încheiat la mijlocul anilor 1990 după spargerea unei bule speculative, începând „Deceniul Pierdut”. În 2011, Japonia a suferit unul dintre cele mai mari cutremure din istoria sa înregistrată, declanșând dezastrul nuclear de la Fukushima Daiichi. Pe 1 mai 2019, după abdicarea istorică a Împăratului Akihito, fiul său Naruhito a devenit Împărat, începând era Reiwa.

## Geografie

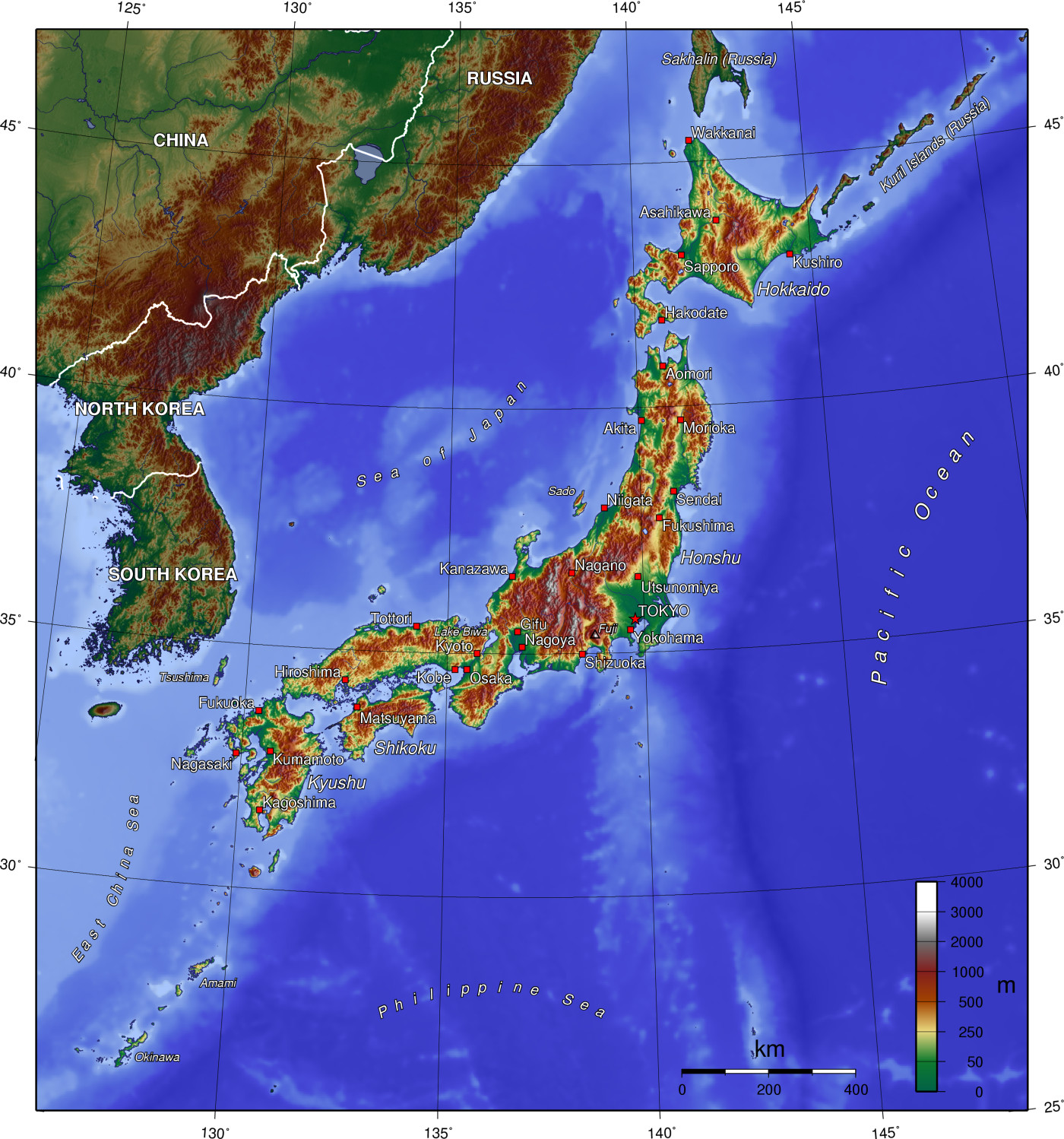
O hartă topografică a Japoniei.

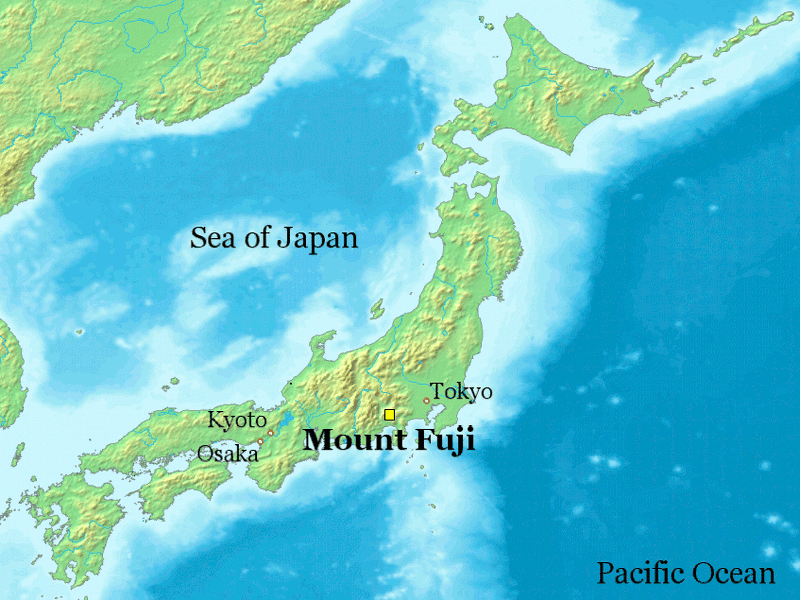
Muntele Fuji

Japonia cuprinde 14.125 de insule care se întind de-a lungul coastei Pacificului din Asia. Se întinde pe peste 3.000 km (1.900 mi) de la nord-est la sud-vest, de la Marea Ohotsk până la  Marea Chinei de Est. Cele cinci insule principale ale țării, de la nord la sud, sunt Hokkaido, Honshu, Shikoku, Kyushu și Okinawa. Insulele Ryukyu, care includ Okinawa, sunt un lanț situat la sud de Kyushu. Insulele Nanpō se află la sud și est de insulele principale ale Japoniei. Împreună, acestea sunt cunoscute adesea ca arhipelagul japonez. În 2019, teritoriul Japoniei era de 377.975,24 km² (145.937,06 mi²). Japonia are a șasea cea mai lungă linie de coastă din lume, cu 29.751 km (18.486 mi). Datorită insulelor sale îndepărtate, Japonia are a opta cea mai mare zonă economică exclusivă din lume, acoperind 4.470.000 km² (1.730.000 mi²).
Arhipelagul japonez este acoperit în proporție de 67% de păduri și 14% de terenuri agricole. Relieful în principal accidentat și muntos este limitat pentru locuire. Astfel, zonele locuibile, în principal în zonele de coastă, au densități de populație foarte ridicate: Japonia este a 40-a cea mai dens populată țară chiar și fără a lua în considerare această concentrare locală. Honshu are cea mai mare densitate a populației, cu 450 persoane/km² (1.200/mi²) în 2010, în timp ce Hokkaido are cea mai mică densitate, cu 64,5 persoane/km² în 2016. În 2014, aproximativ 0,5% din suprafața totală a Japoniei era teren recuperat (umetatechi). Lacul Biwa este un lac antic și cel mai mare lac de apă dulce din țară.

Japonia este substanțial predispusă la cutremure, tsunami și erupții vulcanice din cauza poziției sale de-a lungul Cercului de Foc al Pacificului. Are al 17-lea cel mai mare risc de dezastre naturale, conform Indexului Mondial de Risc din 2016. Japonia are 111 vulcani activi. Cutremurele distrugătoare, adesea rezultând în tsunami, au loc de câteva ori în fiecare secol; cutremurul din Tokyo din 1923 a ucis peste 140.000 de oameni. Cutremure majore mai recente sunt cutremurul din 1995 din Hanshin și cutremurul din 2011 din Tōhoku, care a declanșat un tsunami mare.

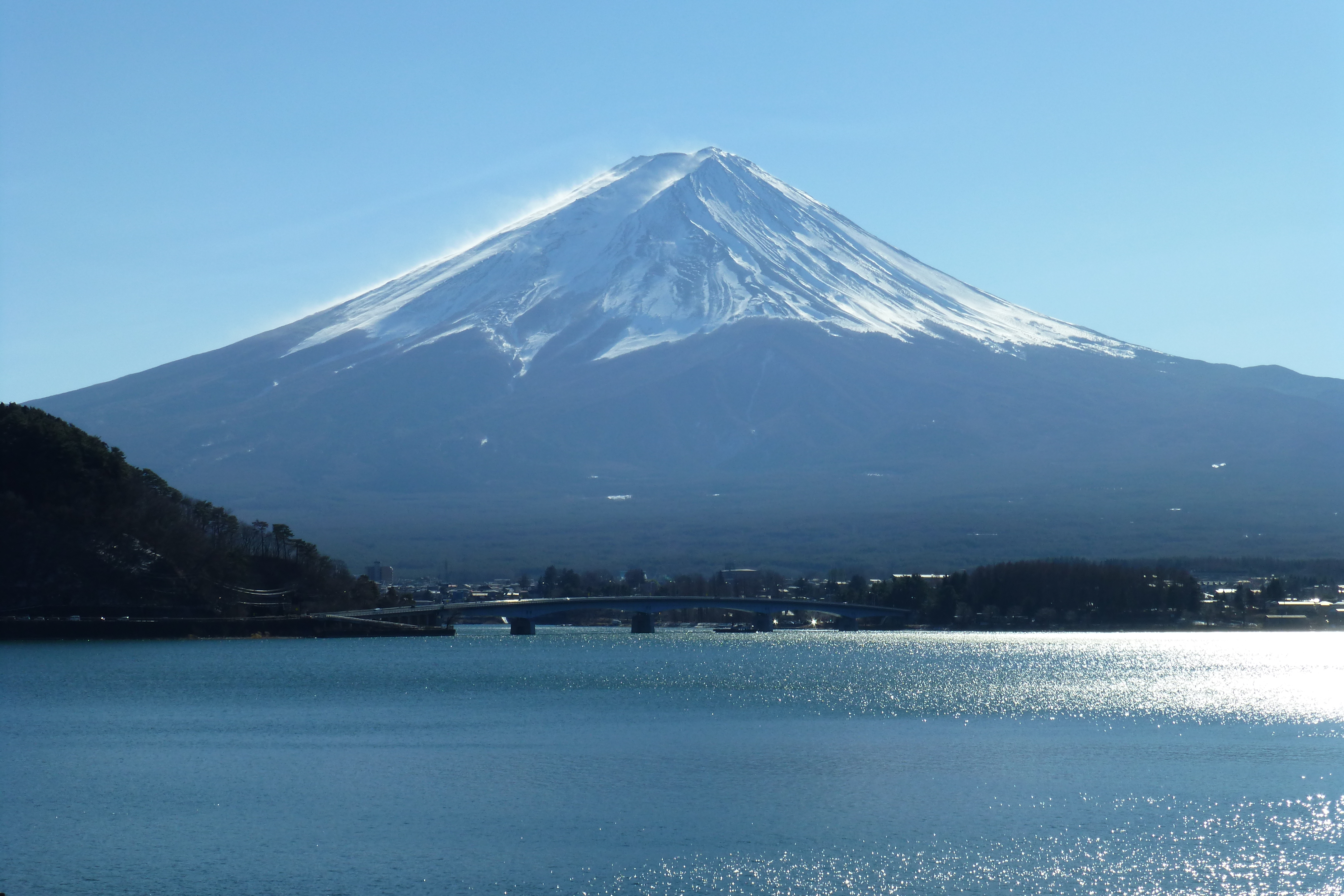
Muntele Fuji și lacul Kawaguchiko

### Climă
Clima Japoniei este predominant temperată, dar variază considerabil de la nord la sud. Regiunea cea mai nordică, Hokkaido, are un climat continental umed, cu ierni lungi și reci și veri foarte calde până la răcoroase. Precipitațiile nu sunt abundente, dar insulele dezvoltă de obicei straturi adânci de zăpadă în timpul iernii.
În regiunea Mării Japoniei de pe coasta de vest a Honshu, vânturile de nord-vest aduc ninsori abundente în timpul iernii. Vara, regiunea experimentează uneori temperaturi extrem de ridicate din cauza efectului Foehn. Podișul Central are un climat continental umed tipic interiorului, cu diferențe mari de temperatură între vară și iarnă. Munții din regiunile Chūgoku și Shikoku adăpostesc Marea Interioară Seto de vânturile sezoniere, aducând vreme blândă pe tot parcursul anului.
Coasta Pacificului are un climat subtropical umed, cu ierni mai blânde și ninsori ocazionale și veri fierbinți și umede datorită vântului sezonier de sud-est. Insulele Ryukyu și Nanpō au un climat subtropical, cu ierni calde și veri fierbinți. Precipitațiile sunt foarte abundente, în special în timpul sezonului ploios. Sezonul principal ploios începe la începutul lunii mai în Okinawa, iar frontul de ploaie se deplasează treptat spre nord. La sfârșitul verii și începutul toamnei, taifunurile aduc adesea ploi abundente. Conform Ministerului Mediului, ploile abundente și creșterea temperaturilor au cauzat probleme în industria agricolă și în alte sectoare. Cea mai ridicată temperatură înregistrată vreodată în Japonia, 41,1 °C (106,0 °F), a fost măsurată pe 23 iulie 2018 și repetată pe 17 august 2020.

### Biodiversitate
Japonia are nouă eco-regiuni forestiere care reflectă clima și geografia insulelor. Acestea variază de la păduri tropicale umede cu frunze late în Insulele Ryūkyū și Bonin, până la păduri temperate mixte și cu frunze late în regiunile cu climă blândă ale insulelor principale, și la păduri temperate de conifere în zonele reci și de iarnă ale insulelor nordice. În 2019, Japonia avea peste 90.000 de specii de faună sălbatică, inclusiv ursul brun, macacul japonez, câinele raton japonez, micuțul șoarece de câmp japonez și salamandra gigant japoneză.
O rețea extinsă de parcuri naționale a fost stabilită pentru a proteja zone importante de floră și faună, precum și 52 de situri umede Ramsar. Patru situri au fost înscrise pe Lista Patrimoniului Mondial UNESCO pentru valoarea lor naturală remarcabilă.

### Plante și păduri
Zona este bogată în specii de plante, variind de la plante tropicale la subarctice și chiar alpine, care cresc în tundra alpină. Mușchii și ferigile sunt deosebit de întalnite în natură. Datorită locației sale îndepărtate de continent, specii endemice precum cedrul japonez sunt larg răspândite. Floarea de cireș și crizantema sunt considerate flori naționale. Fiecare guvern local își desemnează, de asemenea, propria floare națională.
Aproximativ două treimi din suprafața terestră este împădurită (rata de acoperire forestieră: 66%; suprafața forestieră: 25,12 milioane hectare în 2009). De la subtropicale la subarctice, există precipitații anuale suficiente în toate regiunile, permițând formarea pădurilor. În ceea ce privește vegetația de pe câmpii, aproximativ două treimi în sud sunt păduri cu frunze veșnic verzi, în timp ce aproximativ o treime în nord sunt păduri cu frunze căzătoare, în mod tipic păduri de fag. La altitudini mai mari există, de asemenea, păduri de conifere veșnic verzi, iar în unele locuri păduri de conifere căzătoare.
Distribuirea acestei suprafețe forestiere este 53% (13,35 milioane hectare) pădure naturală, 41% (10,36 milioane hectare) pădure artificială și 6% păduri care nu au crescut încă din cauza condițiilor precum altitudinea. Dintre acestea, pădurile artificiale sunt în mare parte păduri de cedru (4,52 milioane hectare) datorită influenței expansiunii împăduririi după al Doilea Război Mondial. Acest lucru se datorează faptului că o mare parte din pădurile naturale au fost tăiate din cauza cererii mari de lemn în perioada de creștere economică rapidă și au fost înlocuite cu păduri de cedru și chiparos având în vedere doar eficiența producției de lemn. După aceea, importurile din străinătate au crescut brusc, iar prețul lemnului a scăzut brusc, rezultând multe păduri artificiale neprofitabile care au fost abandonate. În pădurile de cedru abandonate, vegetația de subarboret nu se dezvoltă, rezultând un ecosistem sărac și multe probleme în ceea ce privește prevenirea dezastrelor și conservarea surselor de apă. În plus, plantarea masivă a arborilor de cedru și chiparos a dus la răspândirea febrei fânului, care este uneori numită "boala națională".

### Mediu înconjurător

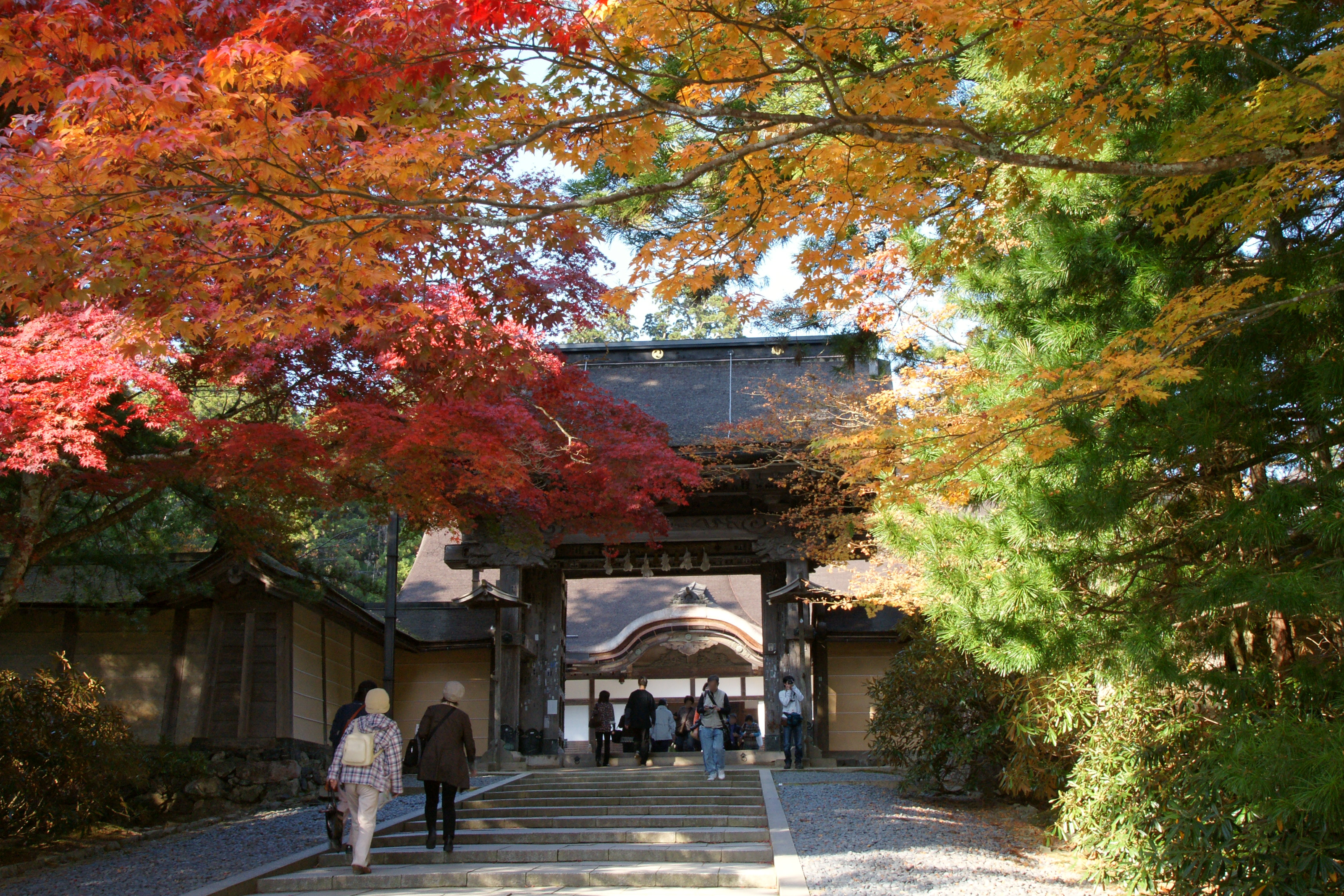
Frunze de arțar de toamnă (momiji) la Kongōbu-ji de pe Muntele Kōya, un sit al Patrimoniului Mondial UNESCO.

În perioada de creștere economică rapidă de după Al Doilea Război Mondial, politicile de mediu au fost neglijate de guvern și de corporațiile industriale; ca urmare, poluarea mediului era răspândită în anii 1950 și 1960. Ca răspuns la îngrijorările tot mai mari, guvernul a introdus legi pentru protecția mediului în 1970. Criza petrolului din 1973 a încurajat, de asemenea, utilizarea eficientă a energiei din cauza lipsei de resurse naturale a Japoniei.
Japonia se situează pe locul 20 în Indicele de Performanță de Mediu din 2018, care măsoară angajamentul unei țări față de sustenabilitatea mediului. Japonia este al cincilea cel mai mare emițător de dioxid de carbon din lume. În calitate de gazdă și semnatar al Protocolului de la Kyoto din 1997, Japonia are obligația de a reduce emisiile de dioxid de carbon și de a lua alte măsuri pentru a combate schimbările climatice. În 2020, guvernul Japoniei a anunțat un obiectiv de neutralitate a emisiilor de carbon până în 2050. Problemele de mediu includ poluarea aerului urban (NOx, particule suspendate și substanțe toxice), gestionarea deșeurilor, eutrofizarea apei, conservarea naturii, schimbările climatice, gestionarea substanțelor chimice și cooperarea internațională pentru conservare.

### Faună

#### Mamifere
Există peste 100 de specii care trăiesc în Japonia, dintre care peste 30% sunt endemice. Fauna de mamifere a Japoniei este divizată de Linia Blakiston între Hokkaido și Honshu, și Linia Watase între Insulele Tokara și Insulele Amami din Insulele Nansei, iar grupuri diferite de animale trăiesc pe fiecare parte a acestor granițe. Mamiferele mari includ ursul brun și cerbul Ezo din Hokkaido, și ursul negru asiatic, cerbul japonez și serow-ul japonez din Honshu. Populația endemică de macaci japonezi care trăiește pe Peninsula Shimokita este cea mai nordică populație de maimuțe din lume. Lupul japonez, lupul din Hokkaido, leul de mare japonez, vidra de mare japoneză și vidra de râu japoneză sunt toate specii dispărute.

#### Păsări

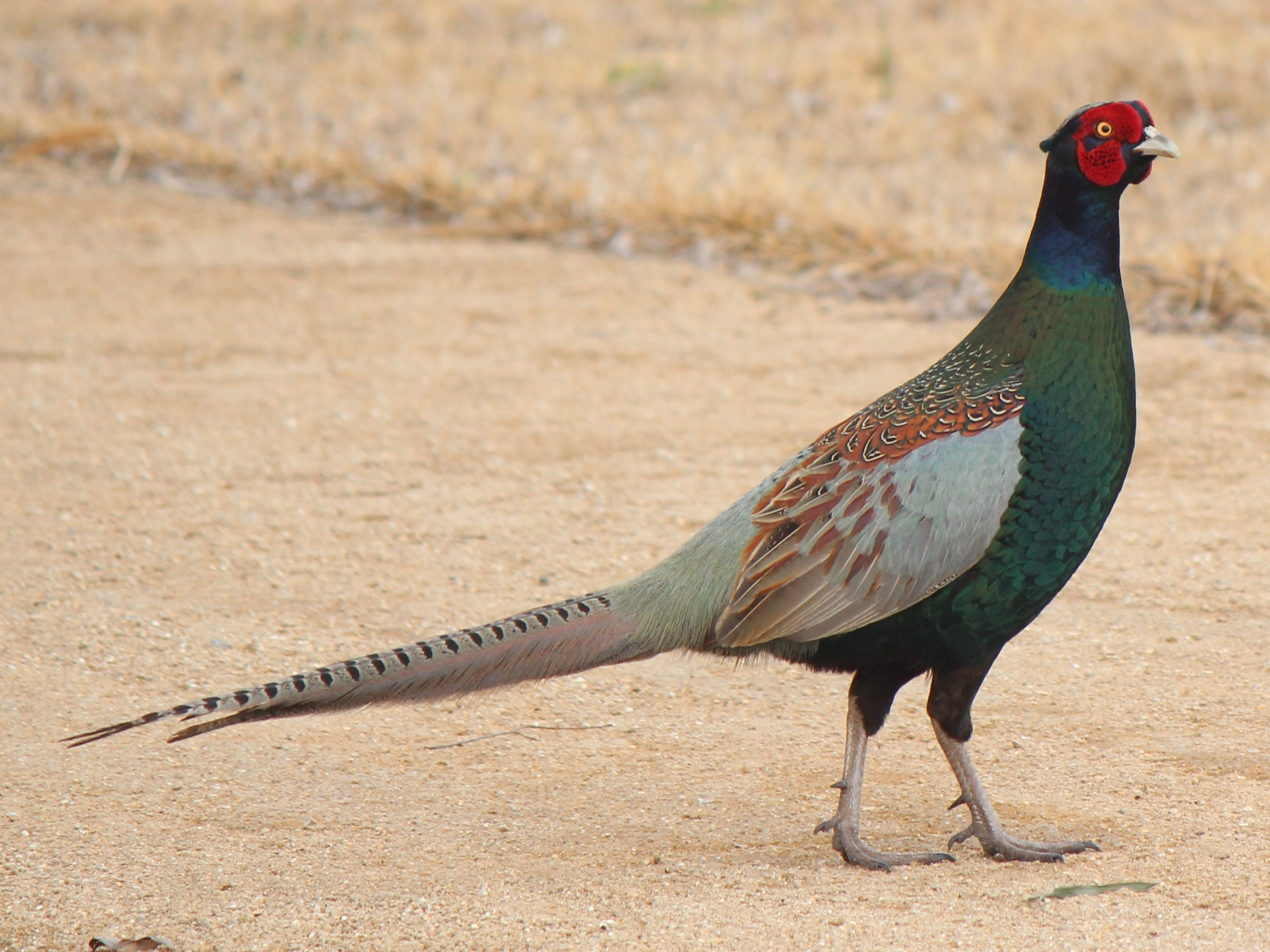
Fazanul verde (Phasianus versicolor), animalul național al Japoniei.

Japonia deține peste 500 de specii de păsări. Pe lângă oceanele de pe toate cele patru laturi, Japonia este bogată în surse de apă, având multe râuri, iazuri și lacuri, unde locuiesc o mare varietate de păsări acvatice. Arhipelagul japonez este un loc de iernat pentru păsările care se reproduc în Siberia și un loc de reproducere pentru păsările care iernează în sudul Asiei de Sud-Est și în alte părți. De asemenea, este un punct important de oprire pentru păsările migratoare care migrează din nord spre sud, iar o mare varietate de păsări migratoare poate fi observată în funcție de sezon. În ultimii ani, reducerea câmpiilor din cauza supradezvoltării și distrugerea pădurilor din Asia de Sud-Est au devenit o amenințare pentru supraviețuirea păsărilor din Japonia. Treizeci și șapte de zone umede de importanță internațională ca habitate pentru păsările acvatice sunt înregistrate în cadrul Convenției Ramsar și sunt protejate.
Păsările rezidente nemigratoare includ pasărea națională, fazanul. Ciorile, vrăbiile, porumbeii, rândunelele și codobaturile trăiesc în apropierea așezărilor umane și au fost iubite în cultură încă din vremuri străvechi. Recent, bulbucii cu urechi brune și graurii sunt mai prevalenți în jurul așezărilor umane.
Speciile endemice includ privighetoarea japoneză de tufiș. Populația de ibis cu creastă japonez este dispărută. Ibișii cu creastă japonezi care sunt crescuți artificial în prezent în orașul Sado au fost împrumutați dintr-o populație din China.

#### Reptile și Amfibieni
Ambele specii se găsesc în subtropice, cu mai mult de jumătate dintre specii concentrate în Insulele Nansei. Acest lucru se datorează progresului speciilor pe fiecare insulă. Excepția o reprezintă salamandrele, care nu se găsesc în Insulele Nansei, dar sunt cunoscute la nivel mondial pentru numărul mare de specii pe care le produc. În plus, salamandra gigant, cel mai mare amfibian existent din lume, este cunoscută la nivel mondial ca cel mai reprezentativ amfibian al Japoniei.

#### Pește
Apele de coastă sunt bogate în specii de pește atât în varietate, cât și în număr, iar zona de la largul coastei Sanriku până la Insulele Kuril este considerată una dintre cele trei mari zone de pescuit din lume. Curenți calzi și reci curg în apele de coastă, iar planctonul se dezvoltă probabil la granița de maree unde se întâlnesc. Există, de asemenea, platouri continentale largi și linii de coastă diverse și complexe în zonă, făcând-o o locație favorabilă pentru pescuit. Nu există multe specii de pești de apă dulce, deoarece râurile sunt mai mici decât cele de pe continent. Deși o mare varietate de specii locuiesc în lacuri antice, cum ar fi Lacul Biwa, eliberarea artificială a speciilor comestibile, cum ar fi ayu, și expansiunea populațiilor de pești non-nativi au dus la probleme precum dispariția speciilor rare și schimbări drastice în fauna de pești de apă dulce. Pe de altă parte, clima are multe precipitații, făcând ușoară formarea apelor salmastre în estuare, iar moluștele sunt de asemenea abundente.
În plus, un raport publicat de Census of Marine Life în 2010 a dezvăluit că apele din jurul Japoniei găzduiesc aproximativ 33.000 de specii de viață marină, cel mai mare număr dintre 25 de mări reprezentative din lume. Acest lucru arată că climatul Japoniei este extrem de divers de la nord la sud. De exemplu, Hokkaido reprezintă limita sudică a gheții plutitoare, în timp ce Insulele Ryukyu și Insulele Ogasawara reprezintă limita nordică a creșterii coralilor.

#### Insecte
Există o mare varietate de insecte, de la subtropicale la subarctice. Existența padurilor diversificate duce la un număr mare de insecte prezente. Multe insecte pot fi văzute chiar și în zonele urbane. Există multe precipitații și numeroase zone umede și câmpuri de orez, astfel că există în special multe specii de libelule. De asemenea, au fost multe insecte care trăiau în satoyama, cum ar fi gândacii rinocer, dar pe măsură ce stilurile de viață s-au schimbat, numărul lor a scăzut. Încă din perioada Edo, greierii și lăcustele au fost păstrați. Cultura de a păstra insecte ca animale de companie este rară la nivel mondial. Marele împărat purpuriu este fluturele național.

## Guvern și Politică

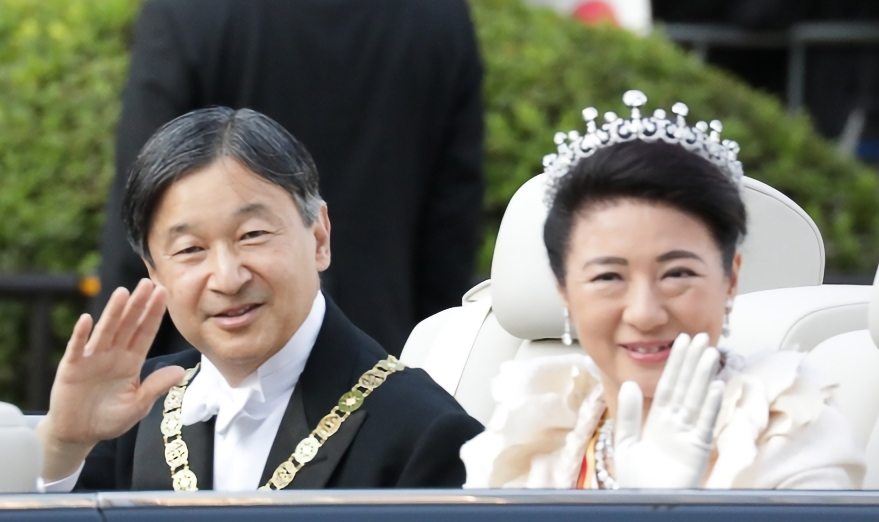
Împăratul Naruhito, actualul șef al statului, și împărăteasa Masako.

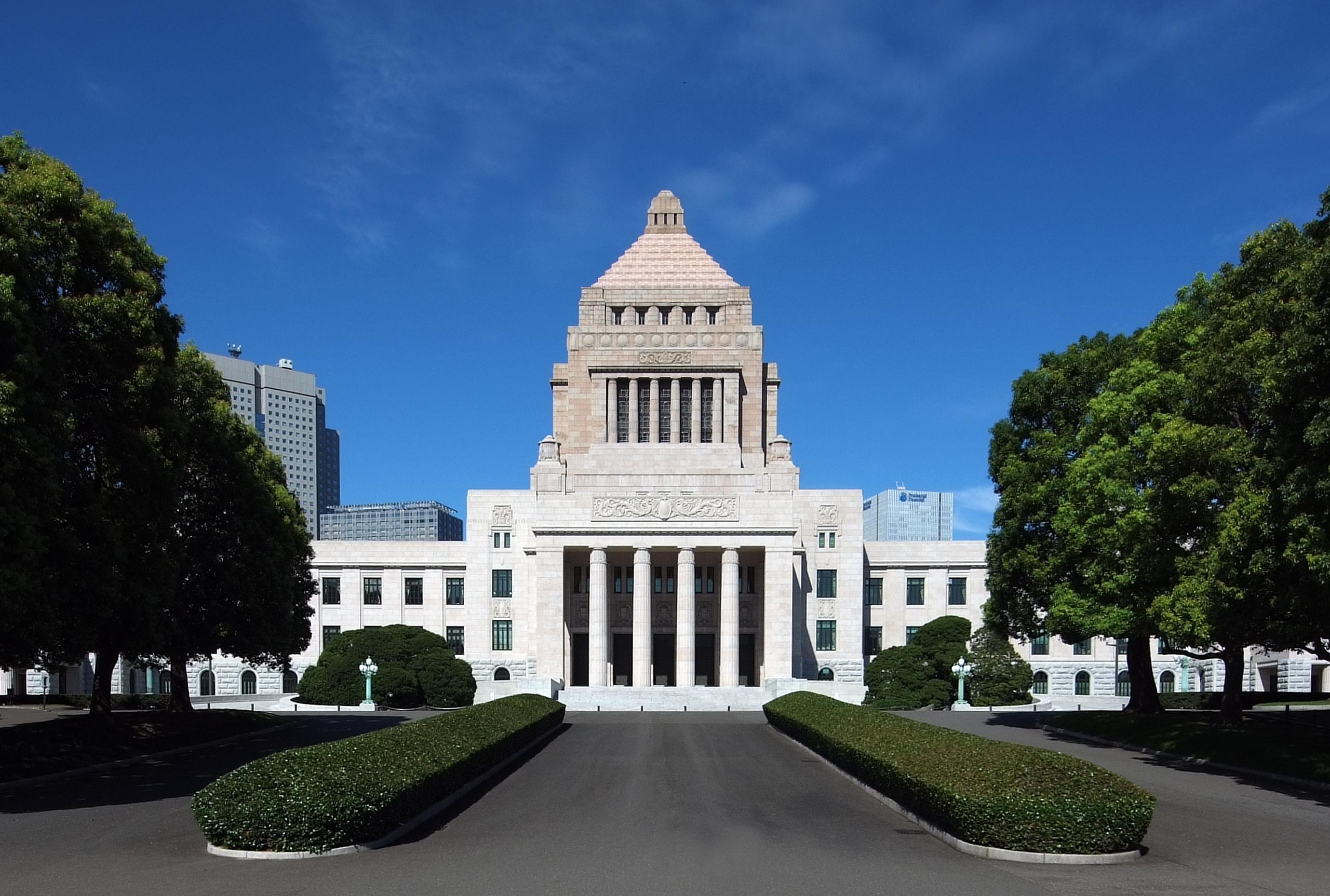
Clădirea Dietei Naționale

Japonia este un stat unitar și o monarhie constituțională în care puterea Împăratului este limitată la un rol ceremonial. Puterea executivă este deținută de Prim-ministrul Japoniei și de Cabinetul său, a căror suveranitate este învestită în poporul japonez. Naruhito este Împăratul Japoniei, succedându-l pe tatăl său, Akihito, la accederea sa pe Tronul Crizantemelor în 2019.
Organul legislativ al Japoniei este Dieta Națională, un parlament bicameral. Aceasta este formată dintr-o Cameră a Reprezentanților cu 465 de locuri, aleasă prin vot popular la fiecare patru ani sau când este dizolvată, și o Cameră a Consilierilor cu 245 de locuri, ai cărei membri aleși prin vot popular au mandate de șase ani. Există sufragiu universal pentru adulții de peste 18 ani, cu vot secret pentru toate funcțiile alese. Prim-ministrul, în calitate de șef al guvernului, are puterea de a numi și demite miniștrii de stat și este numit de împărat după ce este desemnat dintre membrii Dietei. Fumio Kishida este prim-ministrul Japoniei; a preluat funcția după ce a câștigat alegerile pentru conducerea Partidului Liberal Democrat în 2021. Partidul Liberal Democrat, un partid conservator, a fost partidul dominant în țară din anii 1950, adesea numit Sistemul din 1955.
Influențat istoric de dreptul chinez, sistemul juridic japonez s-a dezvoltat independent în perioada Edo prin texte precum Kujikata Osadamegaki. Începând cu sfârșitul secolului al XIX-lea, sistemul judiciar a fost în mare parte bazat pe dreptul civil european, în special cel german. În 1896, Japonia a stabilit un cod civil bazat pe Bürgerliches Gesetzbuch german, care rămâne în vigoare cu modificări postbelice. Constituția Japoniei, adoptată în 1947, este cea mai veche constituție nemodificată din lume. Dreptul statutar își are originea în legislativ, iar constituția cere ca împăratul să promulge legislația adoptată de Dietă fără a-i conferi puterea de a se opune legislației. Corpul principal al dreptului statutar japonez se numește Cele Șase Coduri. Sistemul judiciar al Japoniei este împărțit în patru niveluri de bază: Curtea Supremă și trei niveluri de instanțe inferioare.

### Constituție
Constituția actuală este Constituția Japoniei, care definește forma de stat și organizarea și funcționarea guvernului. A fost promulgată pe 3 noiembrie 1946 și a intrat în vigoare pe 3 mai 1947. Formal, a fost adoptată prin procedura de amendare a Constituției Imperiului Japoniei, aplicând Articolul 73 din Constituția Imperiului Japoniei.
Procedura de modificare a constituției actuale este stipulată în Articolul 96, dar este clasificată ca o constituție rigidă și nu a fost niciodată modificată până în prezent.
Principiul fundamental al Constituției Japoniei este "demnitatea individului," așa cum este menționat în Articolul 13.
De mult timp, există dezbateri cu privire la amendarea Constituției, concentrându-se pe Articolul 9, care renunță la război și interzice menținerea forțelor militare, și scopul Forțelor de Autoapărare. Subiectele pentru amendarea Constituției includ înființarea unei curți constituționale, noi drepturi ale omului și clauze de urgență. Există, de asemenea, dezbateri privind deficiențele legale în procedurile de amendare sub ocupație, din cauza restricțiilor asupra suveranității și a schimbărilor în puterea de redactare constituțională. Unii susțin că însăși Constituția Japoniei este invalidă și că Constituția Imperiului Japoniei este încă valabil

### Libertatea presei
Articolul 21 din Constituția Japoniei garantează libertatea de exprimare, inclusiv libertatea presei, și interzice cenzura și secretul comunicărilor. Cu toate acestea, libertatea de exprimare nu este garantată absolut fără limite, iar restricțiile necesare și rezonabile pentru bunăstarea publică sunt permise, așa cum s-a arătat în cazul distribuției de pliante anti-război Tachikawa. În cazul Nishiyama, un jurnalist a fost găsit vinovat pentru depășirea limitelor activităților de raportare legitime.
Actele directe de violență împotriva organizațiilor media de către instituțiile publice sunt aproape inexistente, iar singurul caz de terorism politic în Japonia în care un jurnalist a fost ucis până în 2021 a fost Incidentul Sekihoutai din 1987, în care un jurnalist de la Asahi Shimbun a fost ucis. În acest incident, au fost făcute amenințări nu doar împotriva membrilor presei, ci și împotriva unor foști prim-miniștri precum Yasuhiro Nakasone și Noboru Takeshita.
O practică unică în Japonia este sistemul cluburilor de presă, prin care instituțiile media membre au acces exclusiv la conferințele de presă organizate de guvern și agențiile administrative și beneficiază de primirea informațiilor. Conferințele de presă organizate de cluburile de presă sunt exclusive pentru instituțiile media membre și au fost criticate de jurnaliști independenți și de presa străină ca fiind o încălcare a libertății presei.
Televiziunea și radiodifuziunea folosind undele publice necesită o licență de afaceri de radiodifuziune emisă de Ministerul Afacerilor Interne și Comunicațiilor, conform Legii Radiodifuziunii și Legii Radioului. Articolul 4 din Legea Radiodifuziunii impune conținut neutru (să nu afecteze securitatea publică sau morala bună, să fie corect din punct de vedere politic, să raporteze faptele fără a le distorsiona și să clarifice problemele din cât mai multe unghiuri posibile în cazul conflictelor), iar deși abrogarea acestui articol a fost luată în considerare în 2018, acesta rămâne în vigoare până în 2021. Bugetul Corporației Japoneze de Radiodifuziune (NHK), un post public sub jurisdicția Ministerului Afacerilor Interne și Comunicațiilor, necesită aprobarea Dietei, conform articolului 70 din Legea Radiodifuziunii.
Ziarele sunt supuse unei desemnări speciale menite să prevină concurența excesivă, dar Comisia pentru Comerț Echitabil solicită o revizuire a acestei desemnări, invocând "anumite practici comerciale neloiale în industria ziarelor" și este în conflict cu Asociația Editorilor și Publisherilor de Ziare din Japonia, grupul industrial. Ziarele beneficiază și de o rată redusă a taxei pe consum.
În Indexul Libertății Presei 2020, realizat de organizația non-guvernamentală Reporters Without Borders (RSF) din Franța, Japonia a fost clasată pe locul 66 din 180 de țări investigate și a fost categorizată ca a treia cea mai mare "țară cu probleme semnificative" într-o clasificare pe cinci niveluri. Deși RSF afirmă că Japonia este o "monarhie parlamentară care respectă în general principiul pluralismului media," listează și probleme precum sistemul cluburilor de presă menționat mai sus, "departamentele editoriale continuă să fie influențate de politicile marilor 'keiretsu' care prioritizează interesele economice" și "hărțuirea pe rețelele sociale a jurnaliștilor care acoperă accidentul de la centrala nucleară Fukushima Daiichi și problema bazei din Okinawa." Cu toate acestea, acest clasament se bazează pe cercetări calitative, cum ar fi chestionare adresate jurnaliștilor, avocaților, cercetătorilor etc. din țară, iar scorurile sunt influențate de sentimentele acestor grupuri față de propriul guvern. În plus, distribuția scorurilor pentru țările investigate tinde să fie concentrată în jurul mediei, rezultând diferențe în clasamente mai mari decât diferențele în scoruri.
În raportul Freedom of the Press 2017 realizat de Freedom House, care este mai cunoscut la nivel mondial, Japonia a fost clasată pe locul 48 din 199 de țări ca o țară care asigură libertatea presei. În raportul Freedom on the Net 2019, Japonia a fost clasată pe locul 11 din 65 de țări ca o țară care asigură libertatea internetului. În Freedom in the World 2020, libertatea generală a Japoniei a fost evaluată la 96 din 100, făcând-o cea mai liberă țară din Asia.

### Organizare administrativ-teritorială
Japonia este o țară insulară, fiind alcătuită din aproximativ 3000 de insule, dintre care cele mai mari (de la nord la sud) sunt: Hokkaido, Honshu, Shikoku și Kyushu. Japonia are un relief muntos, aproximativ 80% din suprafață este ocupată de munți cu vârfuri înalte, uneori depășind 3000 metri, fiind înconjurați de văi adânci, care formau în trecut bariere împotriva cotropitorilor.

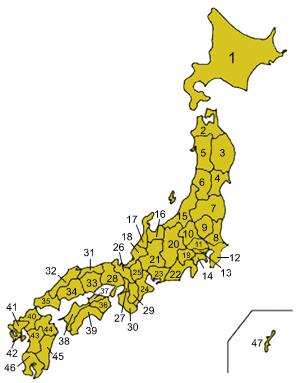
Harta Japoniei, cu prefecturile numerotate conform ISO 3166-2:JP.

Administrativ, Japonia se împarte în următoarele 47 de prefecturi, care împreună formează așa numitul sistem todofuken (都道府県 todōfuken?):
| 1. Hokkaido 2. Aomori 3. Iwate 4. Miyagi 5. Akita 6. Yamagata 7. Fukushima 8. Ibaraki 9. Tochigi 10. Gunma 11. Saitama 12. Chiba 13. Tokyo 14. Kanagawa 15. Niigata 16. Toyama | 17. Ishikawa 18. Fukui 19. Yamanashi 20. Nagano 21. Gifu 22. Shizuoka 23. Aichi 24. Mie 25. Shiga 26. Kyoto 27. Osaka 28. Hyogo 29. Nara 30. Wakayama 31. Tottori 32. Shimane | 33. Okayama 34. Hiroshima 35. Yamaguchi 36. Tokushima 37. Kagawa 38. Ehime 39. Kochi 40. Fukuoka 41. Saga 42. Nagasaki 43. Kumamoto 44. Oita 45. Miyazaki 46. Kagoshima 47. Okinawa |

Prefecturile sunt, mai departe, împărțite în municipii (市 shi?), orașe (町 machi?) și sate (村 mura?). Unele prefecturi, cum ar fi Hokkaido, sunt divizate în subprefecturi (支庁 shichō?). Municipiile mai mari sunt împărțite în sectoare (区 ku?), și tot în sectoare (23 la număr) este divizată porțiunea de est a zonei metropolitane Tokyo. În zonele rurale mai există o diviziune administrativă, gun (郡 gun?).

### Relații externe

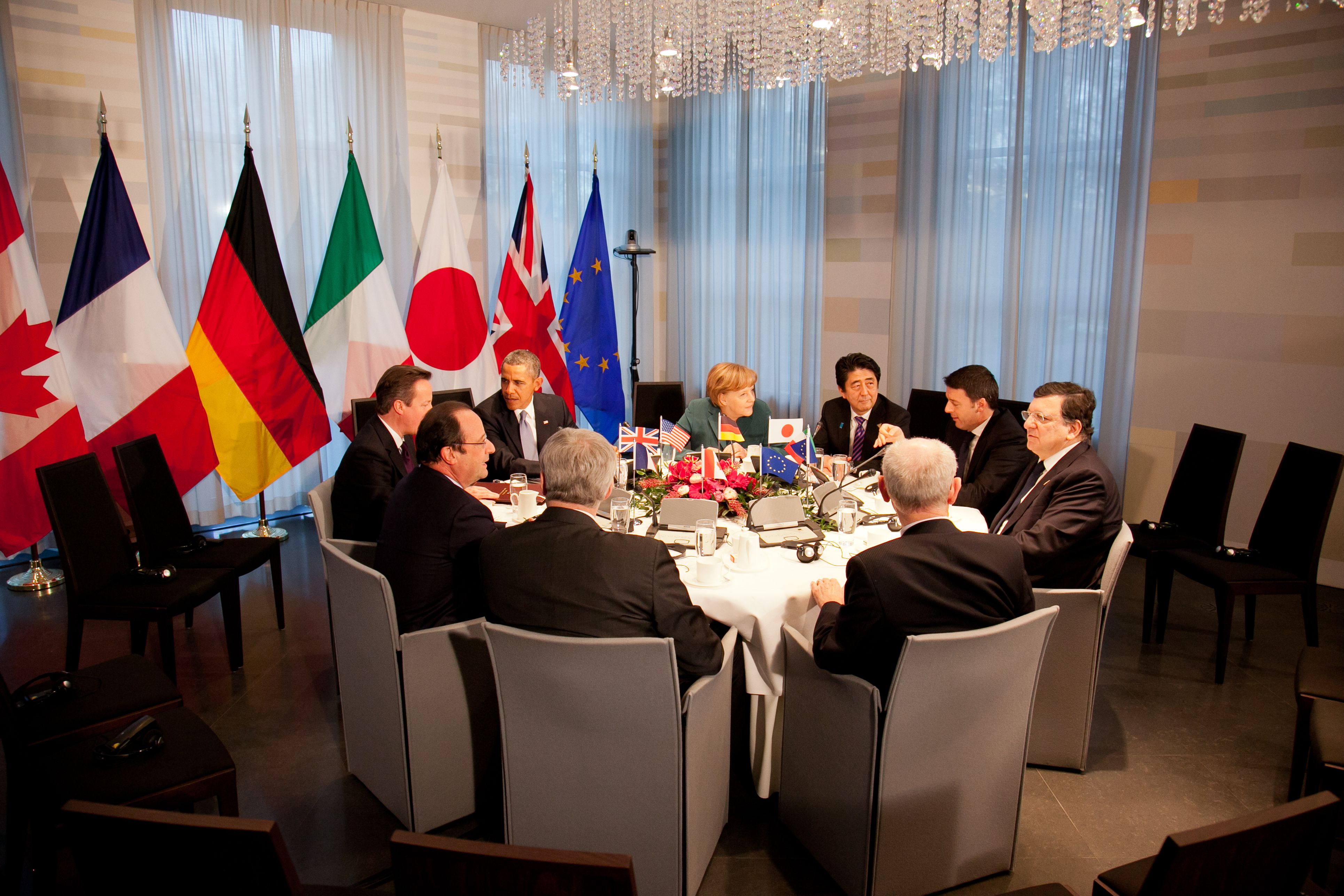
Japonia este membră atât a G7, cât și a G20.

Stat membru al Națiunilor Unite din 1956, Japonia este una dintre cele patru țări G4 care urmăresc reformarea Consiliului de Securitate. Japonia este membră a G7, APEC și „ASEAN Plus Three” și participă la Summitul Asia de Est. Este al cincilea cel mai mare donator de asistență oficială pentru dezvoltare din lume, donând 9,2 miliarde de dolari în 2014. În 2024, Japonia avea a patra cea mai mare rețea diplomatică din lume.
Japonia are relații economice și militare strânse cu Statele Unite, cu care menține o alianță de securitate. Statele Unite reprezintă o piață majoră pentru exporturile japoneze și o sursă importantă de importuri japoneze și sunt angajate să apere țara, având baze militare în Japonia. În 2016, Japonia a anunțat viziunea Indo-Pacific liber și deschis, care conturează politicile sale regionale. Japonia este, de asemenea, membră a Dialogului de Securitate Cvadrilateral („Quad”), un dialog multilateral de securitate reformat în 2017, care urmărește să limiteze influența chineză în regiunea Indo-Pacific, alături de Statele Unite, Australia și India.
Japonia este implicată în mai multe dispute teritoriale cu vecinii săi. Japonia contestă controlul Rusiei asupra Insulelor Kurile de Sud, care au fost ocupate de Uniunea Sovietică în 1945. Controlul Coreei de Sud asupra stâncilor Liancourt este recunoscut, dar nu acceptat, deoarece acestea sunt revendicate de Japonia. Japonia are relații tensionate cu China și Taiwanul în privința Insulelor Senkaku și a statutului Okinotorishima.

### Armata

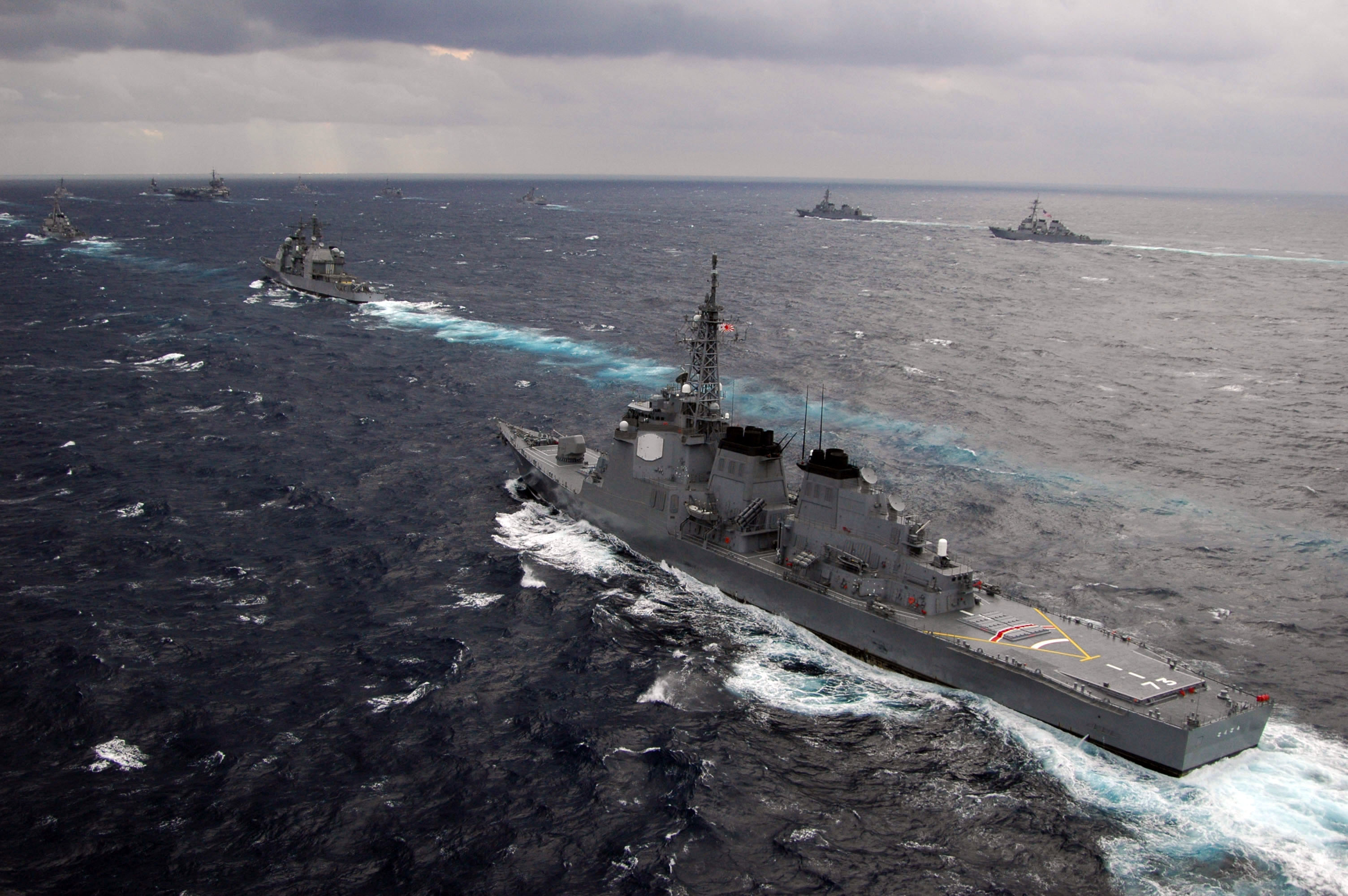
Distrugător de clasă JMSDF Kongō.

Japonia este a doua cea mai bine clasată țară asiatică în Indexul Global al Păcii din 2022, după Singapore. În 2022, Japonia a cheltuit 1,1% din PIB-ul său total pentru bugetul de apărare și a menținut al zecelea cel mai mare buget militar din lume. Armata țării (Forțele de Autoapărare ale Japoniei) este restricționată de Articolul 9 al Constituției Japoniei, care renunță la dreptul Japoniei de a declara război sau de a folosi forța militară în disputele internaționale. Armata este guvernată de Ministerul Apărării și constă în principal din Forța Terestră de Autoapărare a Japoniei, Forța Maritimă de Autoapărare a Japoniei și Forța Aeriană de Autoapărare a Japoniei. Desfășurarea trupelor în Irak și Afganistan a marcat prima utilizare în străinătate a armatei Japoniei de la Al Doilea Război Mondial.
Guvernul Japoniei a făcut schimbări în politica sa de securitate, care includ înființarea Consiliului Național de Securitate, adoptarea Strategiei Naționale de Securitate și dezvoltarea Ghidurilor Programului Național de Apărare. În mai 2014, prim-ministrul Shinzo Abe a declarat că Japonia dorește să renunțe la pasivitatea pe care a menținut-o de la sfârșitul celui de-Al Doilea Război Mondial și să-și asume mai multă responsabilitate pentru securitatea regională. În decembrie 2022, prim-ministrul Fumio Kishida a confirmat această tendință, instruind guvernul să crească cheltuielile cu 65% până în 2027. Tensiunile recente, în special cu Coreea de Nord și China, au reaprins dezbaterea cu privire la statutul JSDF și relația acestuia cu societatea japoneză.
Reflectând implicarea profundă a fostei armate japoneze în politică, bazată pe autoritatea de comandă supremă a Constituției Imperiului Japoniei, articolul 7 din Legea Forțelor de Autoapărare stipulează că Prim-ministrul are autoritatea supremă de comandă și supraveghere a Forțelor de Autoapărare, acordându-se o atenție deosebită controlului civil. De asemenea, în reflectarea perioadei antebelice, Forțele de Autoapărare nu au fost dislocate în străinătate pentru o lungă perioadă de timp, dar au început să fie dislocate după misiunile din Golful Persic și Cambodgia. În prezent, misiunile de dislocare în străinătate constituie principala misiune a Forțelor de Autoapărare.
De la sfârșitul celui de-al Doilea Război Mondial, trupele japoneze, indiferent de afilierea lor, nu au experimentat niciun conflict direct. În 1950, în timpul ocupației Forțelor Aliate, unitatea de deminare a Pazei de Coastă japoneze (unitatea specială de deminare) a fost desfășurată în Războiul din Coreea, rezultând în pierderi. Deși unitățile de deminare ale Marinei Japoneze sunt adesea recunoscute pentru nivelul lor ridicat de antrenament prin exerciții publice precum Exercițiul de Putere de Foc Fuji, acestea nu au experiență în confruntări cu armatele sau organizațiile de miliție ale altor țări, iar capacitățile lor în combat efectiv sunt necunoscute.
Pe baza Tratatului de Securitate Japonia-SUA, armata americană este staționată în Japonia. [Note 63] Aceasta este singura forță militară străină staționată în Japonia (cu excepția teritoriilor disputate Takeshima și Teritoriile de Nord).
Japonia este clasată pe locul 10 în Indicele Global al Păcii din 2022, pe locul 11 în Clasamentul Global al Demilitarizării, una dintre cele trei componente ale Indicelui Global al Păcii, și pe locul 12 în Indicele Păcii Pozitive. Cu toate acestea, s-a decis ca apărarea națională a Japoniei să fie echipată cu o capacitate completă de contraatac până în decembrie 2022. Taiwan și Coreea de Sud sunt de asemenea considerate parteneri extrem de importanți în ceea ce privește securitatea.

### Personal, echipamente și buget
Următoarele politici și tendințe continuă:
1. Japonia se situează printre primele locuri din lume în ceea ce privește cheltuielile absolute de apărare, dar raportul cheltuielilor de apărare la puterea economică a țării este menținut remarcabil de scăzut.
2. Ceea ce lipsește în privința dimensiunii, reflectat în numărul de trupe, tancuri, avioane de luptă și nave de război, este compensat prin îmbunătățirea calității și a capabilităților unui aliat (Statele Unite).
3. În ultimii ani, din cauza înrăutățirii situației financiare, Japonia a dezarmat unilateral și independent, în loc să se angajeze în dezarmarea cooperativă cu potențialii inamici și țările vecine, dar, începând din 2022 (Reiwa 4), a apărut o tendință notabilă de îmbunătățire a capabilităților sale de apărare.
4. Bugetul total al țării pentru apărare pentru anul fiscal 2020 a fost de 49,1 miliarde de dolari (SUA) la cursurile de schimb, ceea ce îl face al șaptelea cel mai mare din lume.

Rata de creștere sau scădere a cheltuielilor militare în cei zece ani de la 1999 până la 2008 a fost de 194% în China, 173% în Rusia, 51,5% în Coreea de Sud și 1,7% în Japonia, arătând o scădere relativă față de țările vecine. (Acest lucru a ridicat, de asemenea, îngrijorări în Statele Unite.)
Motivele pentru care clasamentul Japoniei în termeni de valoare absolută în dolari (locul 9 în lume) este mult mai mare decât clasamentul său ca procent din PIB (aproximativ locul 150 în lume) includ următoarele:
1. PIB-ul în sine este mare și țara are o mare putere națională.
2. Yenul este o monedă puternică.
3. Dispune de vaste ape teritoriale și de o Zonă Economică Exclusivă (ZEE), precum și de rute maritime lungi.
4. Este înconjurată de superputeri militare.
5. Din cauza dimensiunilor sale relativ mici, țara se străduiește să aibă personal și echipamente de înaltă calitate, ceea ce înseamnă că achiziția de echipamente și pregătirea tind să fie costisitoare.
6. Costurile cu forța de muncă sunt ridicate și ocupă o mare parte a bugetului.
7. În ciuda dorinței de a produce echipamente pe plan intern, exporturile au fost restricționate sub cele Trei Principii privind Exporturile de Arme, astfel încât prețul unitar de achiziție nu a scăzut.

#### Personal
Numerele oficiale ale personalului Forțelor de Autoapărare (SDF) în 2020 (rotunjite la mia cea mai apropiată) sunt 150.000 pentru GSDF (Forțele Terestre), 45.000 pentru MSDF (Forțele Maritime), 47.000 pentru ASDF (Forțele Aeriene) și 4.000 pentru Biroul Statului Major Comun, totalizând 247.000. O caracteristică notabilă este că există doar aproximativ 48.000 de rezerviști în SDF, ceea ce reprezintă un procent foarte mic din forța activă (în mod obișnuit, numărul rezerviștilor depășește numărul personalului activ). Ministerul Apărării are aproximativ 21.000 de angajați civili.

#### Echipament
Japonia deține multe arme bine stabilite produse în străinătate, precum și echipamente domestice care sunt considerate a fi de performanță egală sau chiar superioară. Profitând de forța lor industrială de bază puternică, multe dintre vehiculele și navele lor, și unele dintre avioanele lor, au fost dezvoltate intern. Cu toate acestea, exportul acestora a fost restricționat de Cele Trei Principii privind Exporturile de Arme. De asemenea, tind să procure cât mai mult posibil pe plan intern, chiar și sub licență, chiar dacă este vorba de un produs al altei țări. Ca urmare, multe dintre armele procurate de Forțele de Autoapărare sunt mai scumpe decât echivalentele din străinătate, dar pot produce armele și piesele de întreținere fără a fi influențate de voința altor țări.

#### Buget
A existat o decizie de cabinet de a limita cheltuielile pentru apărare la 1% din PNB, ceea ce a stabilit un plafon de 1% pentru cheltuielile de apărare. Deși aceasta a fost acum abrogată, acest raport rămâne baza și astăzi. Începând din 2013, cheltuielile pentru apărare au crescut, iar în anul fiscal 2020 au atins un nivel record.

### Descurajarea nucleară
Din cauza experienței Japoniei de a suferi numeroase victime în urma bombardamentelor atomice americane de la Hiroshima și Nagasaki și a poziției sale ca singura țară care a fost supusă bombardamentelor atomice, există o rezistență puternică și o repulsie față de ideea de descurajare nucleară în rândul poporului japonez. Cu toate acestea, deși guvernul japonez susține "Principiile celor Trei Non-Nucleare", nu s-a declarat o zonă liberă de arme nucleare și, în schimb, adoptă o poziție de descurajare nucleară de facto, bazându-se pe "umbrela nucleară" a SUA. Dintre țările vecine, SUA, Rusia și China sunt toate state posesoare de arme nucleare, iar Coreea de Nord a anunțat că a reușit să dezvolte arme nucleare. În răspuns la aceste circumstanțe, există discuții la nivel privat că Japonia ar trebui să ia în considerare deținerea propriilor arme nucleare sau împărțirea nucleară cu SUA, dar guvernul neagă deținerea sau împărțirea armelor nucleare.

### Relația China-Japonia
Începand cu anul 2001, China și-a extins rapid forțele militare, cu o creștere constantă a cheltuielilor pentru apărare și a modernizat puterea sa militară. Realitatea, viziunea de viitor și procesul decizional sunt neclare, ceea ce reprezintă o amenințare. În plus, există preocupări că armata ar putea deveni incontrolabilă din cauza unui control civil insuficient. Deși are o frontieră maritimă cu Japonia, China își întărește poziția de a-și extinde interesele maritime prin construirea unei flote oceanice și este implicată în dispute și conflicte cu țările vecine. În special, anexarea Taiwanului (recuperarea Taiwanului) este o politică națională, și a sugerat că va invada cu forța dacă va exista o mișcare pentru independență. În plus, conform revendicării Chinei, insulele Senkaku din prefectura Okinawa fac parte din Taiwan și le revendică drept suveranitate a Chinei. Mai mult, unii militari au făcut chiar declarații în acord cu argumentul chinez privind independența sau anexarea prefecturii Okinawa (recuperarea Insulelor Ryukyu). Există îngrijorări că Marina Armatei Populare de Eliberare va avea o influență puternică asupra Insulelor Nansei sau a nord-vestului Pacificului (Marea Filipinelor) în viitor. În aceste condiții, Japonia va continua să dialogheze cu China, în timp ce dezvoltă forțe de descurajare pentru a contracara puterea militară a Chinei și va menține și întări postura de securitate Japonia-SUA.

### Aplicarea legii

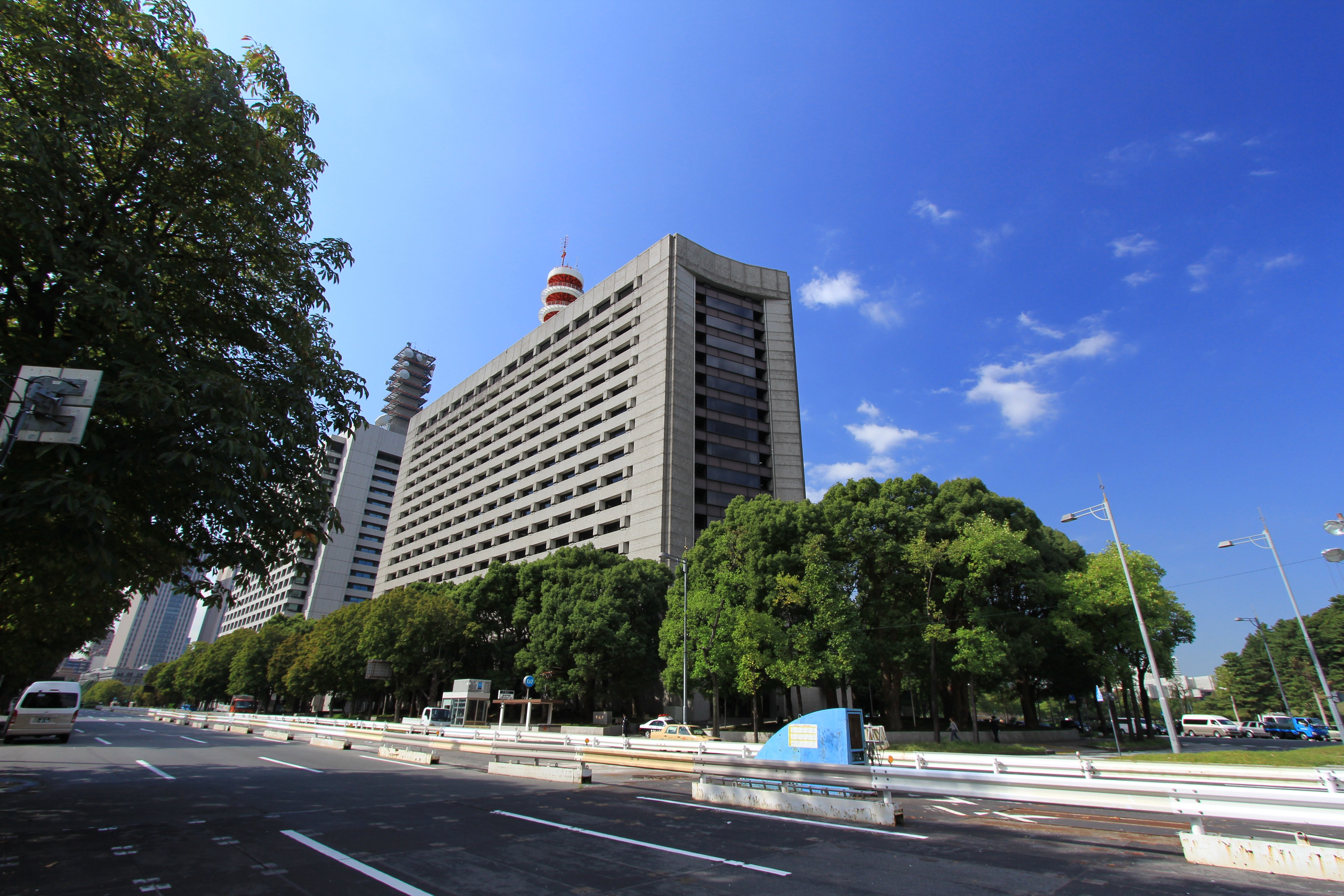
Sediul Departamentului de Poliție Metropolitană din Tokyo.

Securitatea internă în Japonia este asigurată în principal de departamentele de poliție prefecturale, sub supravegherea Agenției Naționale de Poliție. Ca organ central de coordonare pentru departamentele de poliție prefecturale, Agenția Națională de Poliție este administrată de Comisia Națională pentru Siguranță Publică. Echipa Specială de Asalt este alcătuită din unități tactice naționale de combatere a terorismului care cooperează cu echipele teritoriale de combatere a armelor de foc și echipele de combatere a terorismului NBC (nuclear, biologic, chimic). Garda de Coastă a Japoniei protejează apele teritoriale din jurul Japoniei și utilizează măsuri de supraveghere și control împotriva contrabandei, criminalității de mediu marin, braconajului, pirateriei, navelor de spionaj, vaselor străine de pescuit neautorizate și imigrației ilegale.
Legea de Control al Posesiei Armelor de Foc și Săbiilor reglementează strict deținerea civilă a armelor de foc, săbiilor și altor arme. Conform Oficiului Națiunilor Unite pentru Droguri și Criminalitate, printre statele membre ale ONU care raportează statistici, începând cu 2018, ratele de incidență ale crimelor violente, cum ar fi omorul, răpirea, violența sexuală și jafurile, sunt foarte scăzute în Japonia.

### Drepturile omului
Japonia a fost criticată pentru că nu a permis căsătoriile între persoane de același sex, în ciuda faptului că majoritatea japonezilor susțin egalitatea căsătoriei. Este cea mai puțin dezvoltată dintre țările G7 în ceea ce privește egalitatea LGBT. Japonia interzice legal discriminarea rasială și religioasă conform constituției sale. Japonia este, de asemenea, semnatară a Convenției internaționale privind eliminarea tuturor formelor de discriminare rasială, în timp ce se confruntă cu critici pentru profilarea rasială de către poliție. Japonia menține pedeapsa capitală.

## Siguranța publică și prevenirea dezastrelor
Conform Institutului pentru Economie și Pace, care are sediul central în Australia și sucursale în Statele Unite, Țările de Jos, Mexic și Belgia, datele obiective indică faptul că Japonia va ocupa primul loc în categoria „Siguranță și Securitate” din Indexul Global al Păcii în 2021. O țară sigură are multe efecte pozitive, inclusiv un PIB mai mare, o inflație relativ mai scăzută, mai puțină corupție și mai puține inegalități în distribuția resurselor.

### Menținerea ordinii publice
Poliția este responsabilă în principal pentru menținerea ordinii publice în Japonia. Poliția este organizată într-o structură pe două niveluri, constând din Comisia Națională de Siguranță Publică, un birou extern al Cabinetului, Agenția Națională de Poliție, comisiile de siguranță publică prefecturale și sediile poliției prefecturale. Secțiile de poliție, care sunt organizații subordonate celor din urmă, și posturile de poliție, care își au originea în Japonia, sunt responsabile pentru siguranța locală. Posturile de poliție sunt integrate în comunitatea locală și pot menține eficient și temeinic ordinea publică în zonele lor mici. Poliția japoneză este o forță de poliție civilă, inclusiv Echipa de Forțe Speciale (SAT). SAT este adesea recunoscută pentru nivelul său de competență ridicat în competițiile internaționale de forțe speciale.
În plus față de poliție, există și Paza de Coastă a Japoniei (ofițeri de pază de coastă), care are funcțiile unei gărzi de coastă, fiind un birou extern al Ministerului Pământului, Infrastructurii, Transporturilor și Turismului; Agenția de Servicii pentru Imigrări a Ministerului Justiției (ofițeri de control al imigrației), care îndeplinește unele dintre funcțiile unei gărzi de frontieră; Biroul Vamal al Ministerului Finanțelor (ofițeri vamali); și Departamentele de Control al Drogurilor (ofițeri de aplicare a legii antidrog) din fiecare birou regional de sănătate al Ministerului Sănătății, Muncii și Bunăstării, care au jurisdicție specializată asupra infracțiunilor legate de droguri.
Legea de Control al Armelor de Foc și Săbiilor reglementează strict posesia de arme, cum ar fi pistoalele și săbiile. Conform statisticilor de la Biroul Națiunilor Unite pentru Droguri și Criminalitate, dintre cele 192 de state membre ONU care raportează statistici privind criminalitatea și justiția penală, Japonia are o incidență remarcabil de scăzută a crimelor violente, cum ar fi omorurile, răpirile, violurile și jafurile. Există diverse teorii cu privire la motivele pentru care acest lucru se întâmplă, inclusiv factori instituționali, factori sociali și nivelul ridicat de respectare a legii în rândul japonezilor, dar controlul strict al armelor este unul dintre ele. Cu toate acestea, așa cum se poate observa în cazul controlului armelor în Regatul Unit, există țări unde proporția armelor folosite în cazuri de omor este de peste două ori mai mare decât în Japonia, în ciuda faptului că pedepsele sunt la fel de stricte sau chiar mai stricte decât în Japonia, astfel încât controlul armelor singur nu contribuie neapărat la menținerea ordinii publice. În plus, din cauza unei serii de incidente implicând arme și bombe fabricate artizanal de infractori solitari, a devenit o problemă necesitatea întăririi măsurilor care depășesc simpla colectare a informațiilor despre organizații specifice și luarea de măsuri împotriva armelor finalizate.
Închisorile și casele de detenție sunt gestionate de Ministerul Justiției, iar ofițerii de penitenciar sunt responsabili de gestionarea deținuților.

### Pompieri
Pentru a stinge incendiile, a transporta pacienții de urgență la spitale și a desfășura activități de salvare și prevenire a dezastrelor, stațiile de pompieri sunt localizate în întreaga țară și sunt supravegheate de Agenția pentru Managementul Incendiilor și Dezastrelor. În plus, există brigăzi de pompieri înființate în fiecare oraș, comună și sat, în conformitate cu Legea Organizației Serviciului de Pompieri.

### Răspunsul de urgență a guvernului

#### Declarația de stare de urgență
În caz de urgență națională, aceasta este emisă de către Prim-ministru pe baza unor legi precum Legea privind măsurile speciale pentru pregătirea în caz de dezastru nuclear și Legea privind măsurile speciale pentru combaterea noii gripe și a altor boli infecțioase.

#### J-Alert (prevenirea dezastrelor)
J-Alert are atât aspecte de prevenire a dezastrelor, cât și de apărare, și, în ceea ce privește prevenirea dezastrelor, transmite instantaneu informații de urgență despre dezastre de mare amploare, cum ar fi tsunami-urile, pentru a proteja populația.

## Economie

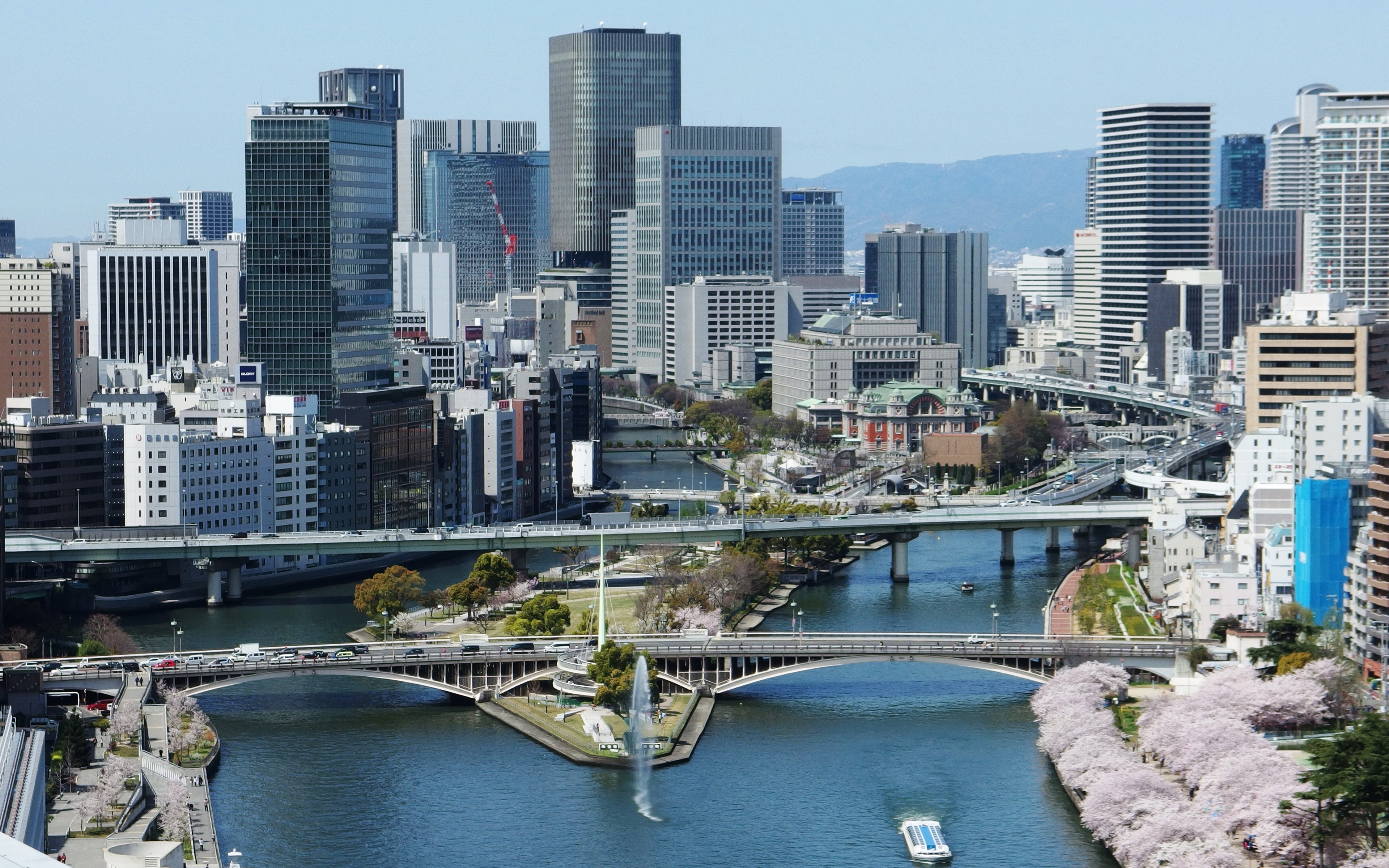
Zgârie-nori din Nakanoshima, Osaka; un important centru financiar din Japonia.

Japonia are a patra cea mai mare economie din lume după PIB-ul nominal, după Statele Unite, China și Germania, și a patra cea mai mare economie după PPC. Începând cu 2021, forța de muncă a Japoniei este a opta ca mărime din lume, constând din peste 68,6 milioane de lucrători. În 2022, Japonia avea o rată scăzută a șomajului, de aproximativ 2,6%. Rata sărăciei este a doua cea mai ridicată dintre țările G7 și depășește 15,7% din populație. Japonia are cel mai mare raport dintre datoria publică și PIB dintre economiile avansate, cu o datorie națională estimată la 248% din PIB în 2022. Yenul japonez este a treia cea mai mare monedă de rezervă din lume, după dolarul american și euro.
În 2022, Japonia a fost al cincilea cel mai mare exportator și al patrulea cel mai mare importator din lume. Exporturile sale au reprezentat 18,2% din PIB-ul total în 2021. În 2022, principalele piețe de export ale Japoniei erau China (23,9%, inclusiv Hong Kong) și Statele Unite (18,5%). Principalele exporturi ale Japoniei sunt vehiculele cu motor, produsele din fier și oțel, semiconductoarele și piesele auto. Principalele piețe de import ale Japoniei în 2022 erau China (21,1%), Statele Unite (9,9%) și Australia (9,8%). Principalele importuri ale Japoniei sunt mașinile și echipamentele, combustibilii fosili, produsele alimentare, produsele chimice și materiile prime pentru industriile sale.
Varianta japoneză a capitalismului are multe caracteristici distincte: întreprinderile keiretsu sunt influente, iar angajarea pe viață și avansarea în carieră pe baza vechimii sunt comune în mediul de lucru japonez. Japonia are un sector cooperativ mare, cu trei dintre cele mai mari zece cooperative din lume, inclusiv cea mai mare cooperativă de consum și cea mai mare cooperativă agricolă din 2018. Se clasează pe locuri înalte pentru competitivitate și libertate economică. Japonia s-a clasat pe locul șase în Raportul Global al Competitivității din 2019. A atras 36,9 milioane de turiști internaționali în 2024 și a fost pe locul unsprezece în lume în 2019 pentru turismul receptor. Raportul privind Competitivitatea în Turism și Călătorii din 2021 a clasat Japonia pe primul loc în lume din 117 țări. Veniturile sale din turismul internațional în 2019 au fost de 46,1 miliarde de dolari.

### Istoria Economiei
De la era Meiji, Japonia a adoptat un cod civil de tip occidental și a făcut din capitalismul bazat pe drepturile de proprietate fundamentul economiei sale. După ce a trecut prin regimul de război în timpul celui de-Al Doilea Război Mondial, Japonia a realizat o creștere economică ridicată axată pe producție printr-un sistem de convoi condus de Ministerul Comerțului Internațional și Industriei și Ministerul Finanțelor, care includea ordine de control al prețurilor, sistemul de producție prioritară și un sistem de cote pentru rezervele valutare. În 1968, Japonia a devenit a doua cea mai mare țară capitalistă din lume după Statele Unite, în termeni de produs național brut (PNB). Japonia avea, de asemenea, o rată a șomajului mai mică comparativ cu alte țări capitaliste și a fost numită odată "cea mai de succes țară socialistă."
Criza petrolului din 1974 a marcat o perioadă de creștere stabilă, iar restructurarea industrială a progresat, cu industrii ușoare, scurte și mici (industrii de înaltă tehnologie) precum cele auto, de aparate electrice și computere, care au crescut rapid. Pe măsură ce yenul a continuat să se aprecieze, unele dintre industriile cu dezavantaje comparative și-au pierdut competitivitatea și au intrat în declin, în timp ce industriile de export cu avantaje comparative și înaltă competitivitate, cum ar fi industria auto, au rezistat valului de apreciere a yenului și au devenit industrii de bază cu cel mai înalt nivel de competitivitate din lume. Cu toate acestea, industria manufacturieră devine din ce în ce mai redusă, cu bazele de producție mutându-se în străinătate.
Prăbușirea economiei de tip bulă la începutul anilor '90 a dus la o lungă recesiune cunoscută sub numele de "două decenii pierdute." Rata de creștere economică a Japoniei a fost mai mare decât cea a Europei și a Statelor Unite în perioada de creștere înaltă și creștere stabilă, dar de la începutul anilor '90 a fost mai mică decât cea a Europei, Statelor Unite și a altor țări din Asia de Est (rata medie de creștere economică a Japoniei din 1991 până în 2018 a fost de 1,0%). Japonia a cumpărat constant obligațiuni guvernamentale ale SUA, și, în august 2021, deținea obligațiuni în valoare de 1,3198 trilioane de dolari, cea mai mare sumă din lume. Conform Organizației Mondiale a Comerțului (OMC), comerțul internațional s-a diminuat din 2020 din cauza răspândirii noului coronavirus, iar deși răspândirea infecției se îndreaptă spre o rezoluție în 2022, deprecierea rapidă a yenului, declanșată de invazia Ucrainei, va duce la un deficit comercial cronic, care ar putea conduce la o prăbușire gravă asemănătoare Marii Depresiuni din anii 1930. Multe țări, inclusiv Japonia, au deja niveluri nesustenabile de datorie.

#### Sursa de venit
În Japonia, unde s-a realizat o creștere economică rapidă, exista percepția larg răspândită că săracii, cunoscuți sub numele de „clasa de mijloc”, nu existau. Cu toate acestea, în ultimii ani, existența săracilor a devenit larg cunoscută, iar percepția că decalajul dintre bogați și săraci se mărește s-a răspândit. Conform statisticilor Organizației pentru Cooperare și Dezvoltare Economică (OCDE), rata sărăciei în Japonia în perioada 2015-2018 a fost de 15,7 %, ocupând locul 10 între țările membre OCDE (din 35 de țări din cele 37 care au statistici privind rata sărăciei). Motivul pentru aceasta este creșterea numărului de pensionari și angajați cu salarii mici în posturi neregulate din cauza îmbătrânirii societății.

#### Angajare
În companiile japoneze de după război, angajarea continuă pe termen lung a fost norma până în anii 1980, așa că șomajul era o excepție, cu excepția concedierilor și reducerilor de personal cauzate de industriile și companiile în declin din cauza schimbărilor în structura socială sau de companiile care au dat faliment. Cu o rată ridicată de creștere economică și numeroase oportunități de muncă în industriile și companiile în creștere, nu era dificil pentru șomeri să găsească noi locuri de muncă și să-și reconstruiască carierele și viețile. Din anii 1990, progresul globalizării, creșterea zero a PIB-ului, deflația și creșterea angajărilor neregulate au dus la instabilitate în ocuparea forței de muncă, venituri reduse, o creștere a disparității dintre bogați și săraci, șomaj și dificultăți în găsirea unui nou loc de muncă, devenind probleme sociale. În plus, criza financiară globală care a început în 2008 a agravat rata șomajului până la 5,0%, cel mai rău nivel de la război încoace.
De la implementarea politicii economice Abenomics, s-au efectuat reforme ale stilului de muncă, rata șomajului a scăzut rapid și acum este cea mai mică din OCDE. Rata de participare a forței de muncă a crescut și ea la un nivel record, realizându-se ocuparea deplină a forței de muncă. De asemenea, angajarea involuntară în posturi neregulate este în scădere.
Muncitorii japonezi beneficiază de drepturi de muncă de bază garantate prin constituție. Cu toate acestea, anumite drepturi sunt rezervate funcționarilor publici. Sindicatele sunt organizate în diverse locuri de muncă și regiuni pentru a exercita drepturile de muncă de bază. În plus, persoanele care desfășoară profesii specializate formează asociații profesionale.

### Agricultura și pescuitul

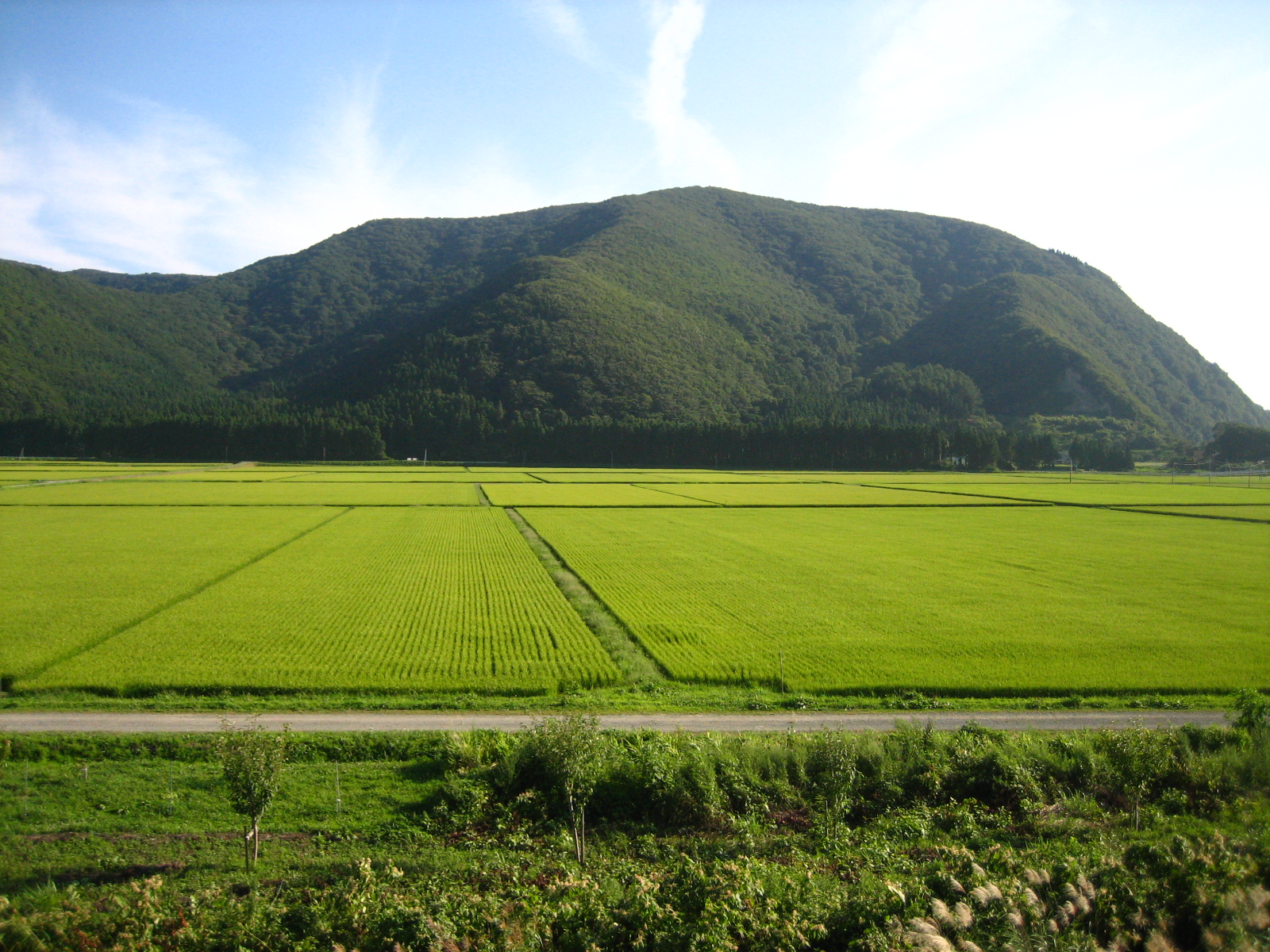
Un camp de orez din Aizu, Prefectura Fukushima

Sectorul agricol japonez reprezenta aproximativ 1,2% din PIB-ul total al țării în 2018. Doar 11,5% din terenul Japoniei este potrivit pentru cultivare. Din cauza acestei lipse de teren arabil, se folosește un sistem de terase pentru a cultiva în zone mici. Acest lucru duce la unul dintre cele mai ridicate niveluri de randament al culturilor pe unitate de suprafață din lume, cu o rată de autosuficiență agricolă de aproximativ 50% în 2018. Micul sector agricol al Japoniei este foarte subvenționat și protejat. Există o îngrijorare crescândă cu privire la agricultură, deoarece fermierii îmbătrânesc și întâmpină dificultăți în găsirea de succesori.
Japonia s-a clasat pe locul șapte în lume în ceea ce privește tonajul de pește capturat și a prins 3.167.610 de tone metrice de pește în 2016, în scădere față de media anuală de 4.000.000 de tone în deceniul precedent. Japonia menține una dintre cele mai mari flote de pescuit din lume și reprezintă aproape 15% din captura globală, ceea ce a generat critici că pescuitul japonez duce la epuizarea stocurilor de pește, cum ar fi tonul. Japonia a stârnit controverse susținând vânătoarea comercială de balene.

### Industrie și servicii

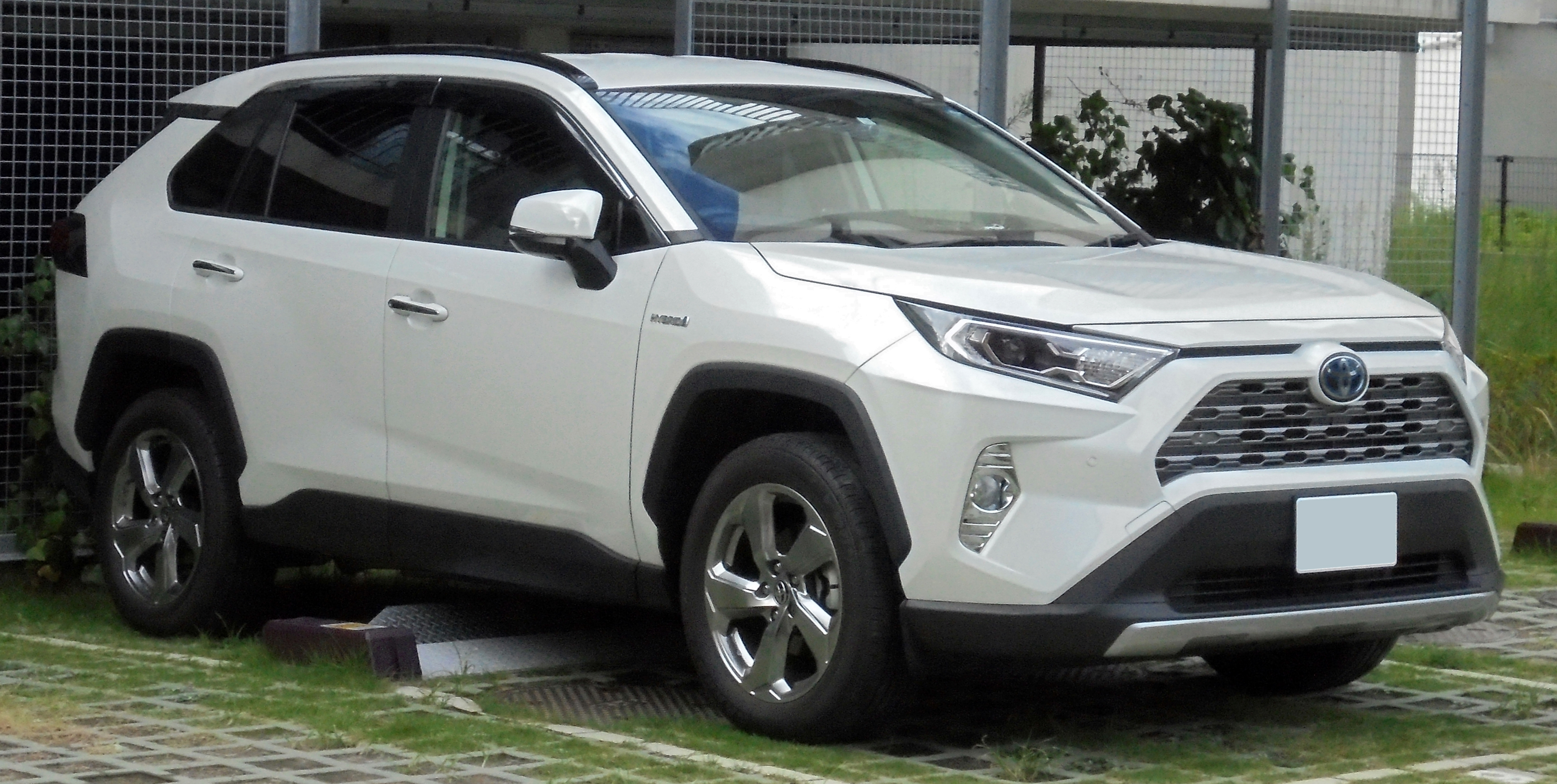
„RAV4” produs de Toyota. Japonia este al treilea cel mai mare producător de autovehicule din lume.

Japonia are o capacitate industrială mare și găzduiește unii dintre cei mai mari și mai avansați producători de vehicule, mașini-unelte, oțel și metale neferoase, nave, substanțe chimice, textile și alimente procesate. Sectorul industrial al Japoniei reprezintă aproximativ 27,5% din PIB-ul său. Producția industrială a țării este a treia cea mai mare din lume începând cu 2019.
Japonia este al treilea cel mai mare producător de automobile din lume în 2022 și găzduiește Toyota, cea mai mare companie de automobile din lume după producția de vehicule. Industria japoneză de construcții navale se confruntă cu o concurență tot mai mare din partea vecinilor săi est-asiatici, Coreea de Sud și China; o inițiativă guvernamentală din 2020 a identificat acest sector ca un obiectiv pentru creșterea exporturilor.
Sectorul serviciilor din Japonia reprezintă aproximativ 69,5% din producția economică totală începând cu 2021. Băncile, comerțul cu amănuntul, transporturile și telecomunicațiile sunt toate industrii majore, cu companii precum Toyota, Mitsubishi UFJ, NTT, Aeon, SoftBank, Hitachi și Itochu, enumerate printre cele mai mari din lume.

### Comerț și Finanțe
În 2019, principalele destinații de export ale Japoniei erau următoarele: 1. Statele Unite (19,8%), 2. China (19,1%), 3. Coreea de Sud (6,6%), 4. Taiwan (6,1%), 5. Hong Kong (4,8%), 6. Thailanda (4,3%), 7. Germania (2,9%), 8. Singapore (2,9%), 9. Vietnam (2,3%) și 10. Australia (2,1%). Exporturile către Asia reprezintă aproximativ 55% din totalul exporturilor.
Țările și regiunile de import sunt: 1. China (21,3%), 2. Statele Unite (15,4%), 3. Australia (6,3%), 4. Coreea de Sud (4,1%), 5. Arabia Saudită (3,8%), 6. Taiwan (3,7%), 7. Emiratele Arabe Unite (3,6%), 8. Thailanda (3,5%), 9. Germania (3,5%) și 10. Vietnam (3,1%). Asia reprezintă aproximativ 49% din importuri.
Balanța comercială este în surplus (aproximativ 3 trilioane de yeni în 2018). Principalele exporturi, în termeni de valoare, sunt automobile (15,6%), semiconductori și alte piese electronice (5,2%), piese auto (4,7%), oțel (4,0%), motoare (3,5%), echipamente pentru fabricarea semiconductorilor (3,2%), materiale plastice (3,2%), instrumente științifice și optice (2,8%), compuși organici (2,5%) și circuite electrice și alte echipamente (2,4%). Principalele importuri sunt țiței (10,1%), gaz natural lichefiat (LNG) (5,5%), îmbrăcăminte și accesorii (4,1%), produse farmaceutice (3,9%), echipamente de comunicații (3,6%), semiconductori și alte piese electronice (3,3%), cărbune (3,2%), echipamente de calcul, inclusiv periferice (2,8%), instrumente științifice și optice (2,3%) și metale neferoase (2,2%).
În procesul de dezvoltare, industriile japoneze au utilizat pe scară largă finanțarea indirectă pentru strângerea de fonduri, astfel încât băncile au un impact semnificativ asupra economiei. Băncile au folosit adesea active imobiliare ca garanție pentru credite, astfel încât terenurile au avut, de asemenea, un impact major asupra economiei. Cu toate acestea, după prăbușirea economiei de tip bulă, s-a trecut la finanțarea directă și la finanțarea indirectă bazată pe piață. Instituțiile financiare au fost afectate de problema persistentă a creditelor neperformante din perioada bulei, ceea ce a dus la o criză financiară la începutul anilor 1990. Guvernul a condus o serie de fuziuni de mare amploare și a forțat o soluție prin injectarea de fonduri publice, iar după aceea, sub politica de dobânzi ultra-scăzute, au început să obțină profituri mari. Banca Japoniei a ridicat politica de dobândă zero în 2006, dar ratele dobânzilor sunt încă scăzute și nu există o creștere a consumului personal, astfel încât redresarea economică nu este clară și, până în 2007, ratele dobânzilor nu au fost majorate.
În plus, datorită surplusului său constant de cont curent, Japonia este cel mai mare creditor din lume, iar încasările sale din dividende și dobânzi de la economia globală sunt în creștere. La sfârșitul anului 2017, activele externe ale Japoniei se ridicau la 1.012.431 miliarde de yeni, pasivele externe la 683.984 miliarde de yeni, iar activele externe nete la 328.447 miliarde de yeni, cea mai mare valoare din lume pentru al 27-lea an consecutiv.
Deși Japonia are al treilea cel mai mare excedent fiscal din lume, guvernul japonez își acoperă în prezent 35,9% din venituri prin obligațiuni guvernamentale (bugetul revizuit pentru anul fiscal 2022). Cu toate acestea, 92,3% din obligațiunile guvernamentale japoneze sunt deținute pe plan intern și sunt considerate active interne.

### Știință și tehnologie

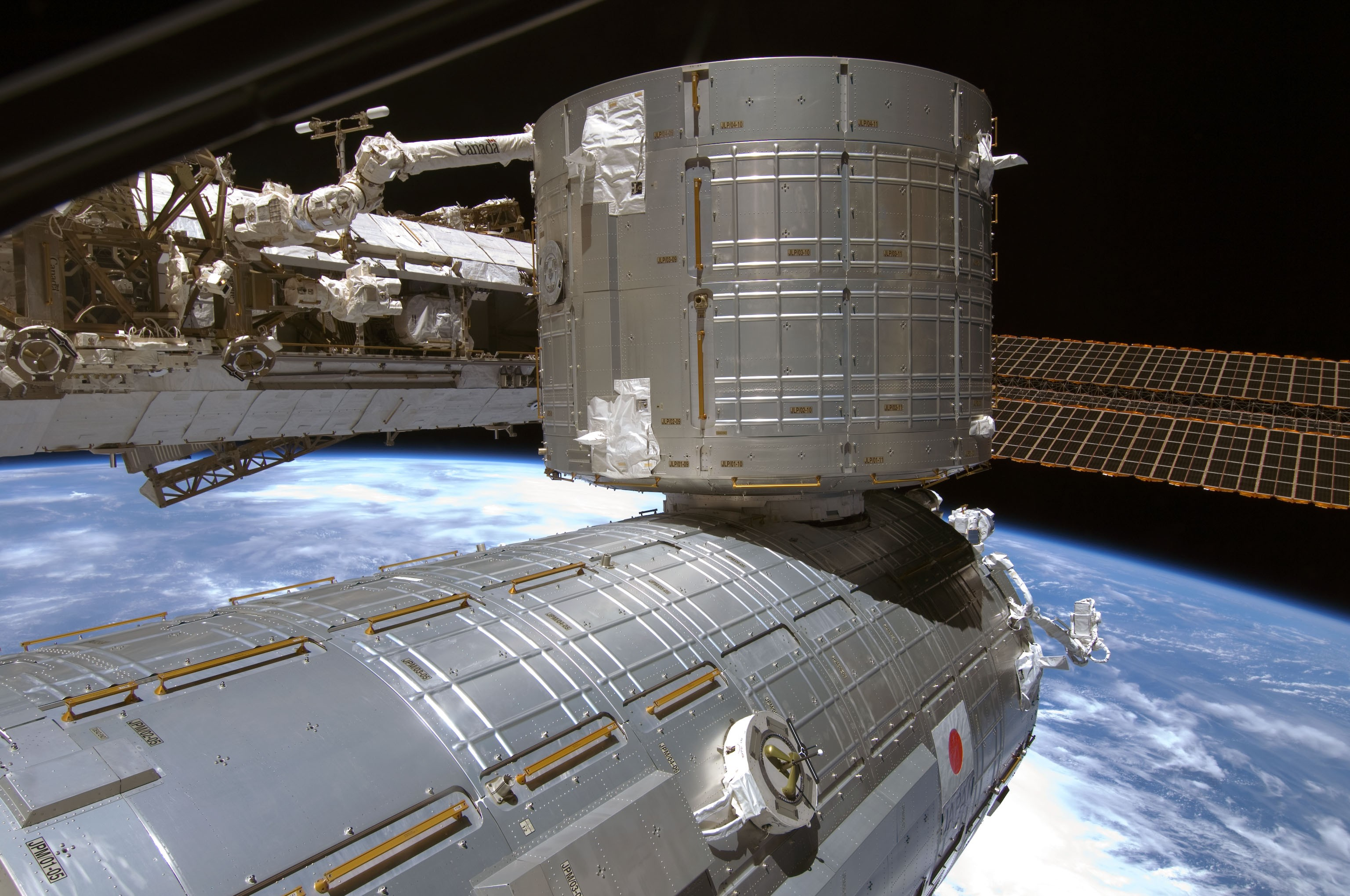
Modulul de experimente japoneze (Kibō) de la Stația Spațială Internațională.

Raportat la produsul intern brut, bugetul de cercetare și dezvoltare al Japoniei este al doilea cel mai mare din lume, cu 867.000 de cercetători împărțind un buget de 19 trilioane de yeni în 2017. Țara a produs douăzeci și doi de laureați ai Premiului Nobel în fizică, chimie sau medicină și trei medaliați Fields.
Japonia este lider mondial în producția și utilizarea roboților, furnizând 45% din totalul mondial în 2020, în scădere de la 55% în 2017. Japonia are al doilea cel mai mare număr de cercetători în știință și tehnologie per capita din lume, cu 14 la 1000 de angajați.
Odată considerată cea mai puternică din lume, industria japoneză de electronice de consum este în declin din cauza concurenței regionale din țările vecine din Asia de Est, cum ar fi Coreea de Sud și China. Cu toate acestea, sectorul jocurilor video din Japonia rămâne o industrie majoră. În 2014, piața de jocuri video de consum din Japonia a înregistrat venituri de 9,6 miliarde de dolari, dintre care 5,8 miliarde au provenit din jocurile pe mobil. Până în 2015, Japonia a devenit a patra cea mai mare piață de jocuri pentru PC din lume, după China, Statele Unite și Coreea de Sud.
Agenția Japoneză de Explorare Aerospațială este agenția spațială națională a Japoniei; desfășoară cercetări în domeniul spațial, planetar și aeronautic și conduce dezvoltarea de rachete și sateliți. Este participantă la Stația Spațială Internațională: Modulul Experimental Japonez (Kibō) a fost adăugat la stație în timpul zborurilor de asamblare ale Navetei Spațiale în 2008. Sonda spațială Akatsuki a fost lansată în 2010 și a ajuns pe orbita planetei Venus în 2015. Planurile Japoniei în explorarea spațială includ construirea unei baze lunare și trimiterea de astronauți pe Lună până în 2030. În 2007, Japonia a lansat exploratorul lunar SELENE (Exploratorul Selenologic și Ingineresc) de la Centrul Spațial Tanegashima. Cea mai mare misiune lunară de la programul Apollo, scopul său a fost să adune date despre originea și evoluția Lunii. Exploratorul a intrat pe o orbită lunară pe 4 octombrie 2007 și a fost deliberat prăbușit pe Lună pe 11 iunie 2009.

## Infrastructură

### Transport

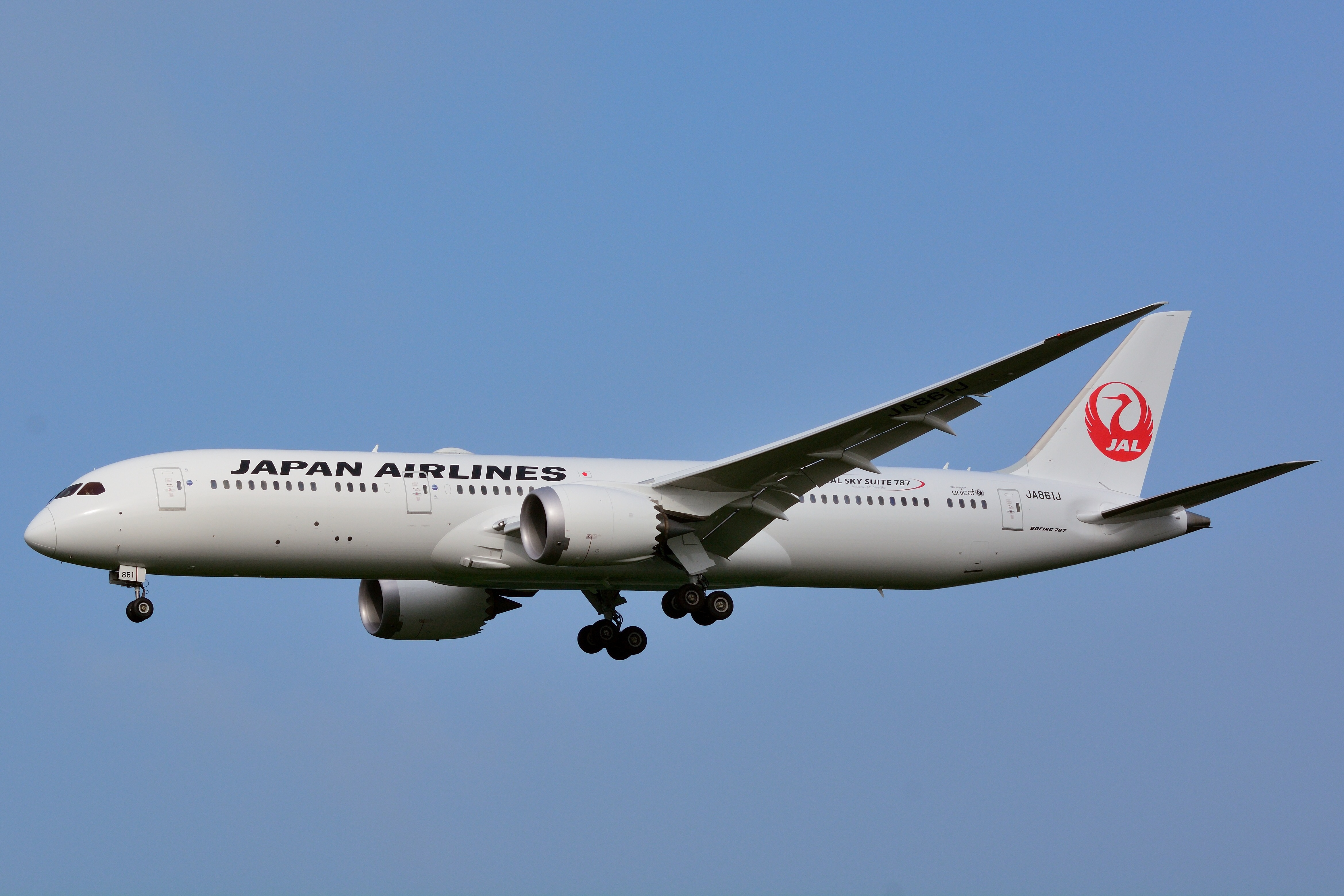
Japan Airlines, transportatorul de pavilion al Japoniei.

Japonia a investit masiv în infrastructura de transport începând cu anii 1990. Țara are aproximativ 1.200.000 de kilometri (750.000 de mile) de drumuri, dintre care 1.000.000 de kilometri (620.000 de mile) sunt drumuri de orașe, localități și sate, 130.000 de kilometri (81.000 de mile) sunt drumuri prefecturale, 54.736 de kilometri (34.011 de mile) sunt autostrăzi naționale generale, iar 7641 de kilometri (4748 de mile) sunt autostrăzi naționale expres în 2017.
Din momentul privatizării în 1987, zeci de companii feroviare japoneze concurează în piețele regionale și locale de transport de pasageri; printre cele mai importante companii se numără cele șapte întreprinderi JR, Kintetsu, Seibu Railway și Keio Corporation. Trenurile de mare viteză Shinkansen (trenuri-glonț) care leagă marile orașe sunt cunoscute pentru siguranța și punctualitatea lor.
În Japonia există 175 de aeroporturi în 2021. Cel mai mare aeroport intern, Aeroportul Handan din Tōkyō, a fost al doilea cel mai aglomerat aeroport din Asia în 2019. Hub-urile superport Keihin și Hanshin se numără printre cele mai mari din lume, cu 7,98 și respectiv 5,22 milioane de TEU în 2017.

#### Transportul feroviar
Cele mai mari patru insule ale Japoniei, Honshu, Hokkaido, Kyushu și Shikoku sunt acoperite de o vastă rețea de căi ferate. Trenurile sunt o modalitate foarte convenabilă pentru vizitatori de a călători în jurul Japoniei. Circa 70 la suta din rețeaua de căi ferate japoneze este deținută și operată de către Căile Ferate Japoneze (JR), în timp ce restul de 30 la sută aparține zecilor de companii private de cale ferată fondate fie de guverne regionale, fie de societăți private în colaborare cu guvernele regionale, în special în jurul zonelor metropolitane. În Japonia, căile ferate reprezintă principalul mijloc de transport folosit de călători, în special pentru transportul în masă și pentru transportul de mare viteză între marile orașe, precum și pentru transportul care face legătura între zonele metropolitane.
Trenurile japoneze sunt renumite pentru că ajung întotdeauna în timpul prevăzut. Cinci stații (Shinjuku, Ikebukuro, Shibuya, Umeda și Yokohama) au fiecare în medie 2 milioane de călători pe zi, Japonia fiind țara cu cel mai mare grad de folosire a căilor ferate pe cap de locuitor din lume. Lungimea totală a rețelei de căi ferate este de 23.670,7 km din care 2.893,1 km de rețea în totalitate electrificată cu ecartament normal de 1 435 mm 89,8 km cu ecartament îngust de 1 372 mm. Restul de of 20.656,8 km cu ecartament de 1 067 mm și 40 km cu ecartament de 762 mm sunt de asemenea electrificate.
Majoritatea locuitorilor Japoniei călătoreau pe jos până în ultima parte a secolului XIX. Prima cale ferată a fost construită între Tokyo și Yokohama în 1872. În momentul de față, Japonia are una dintre cele mai dezvoltate rețele de transport din lume.

### Energie

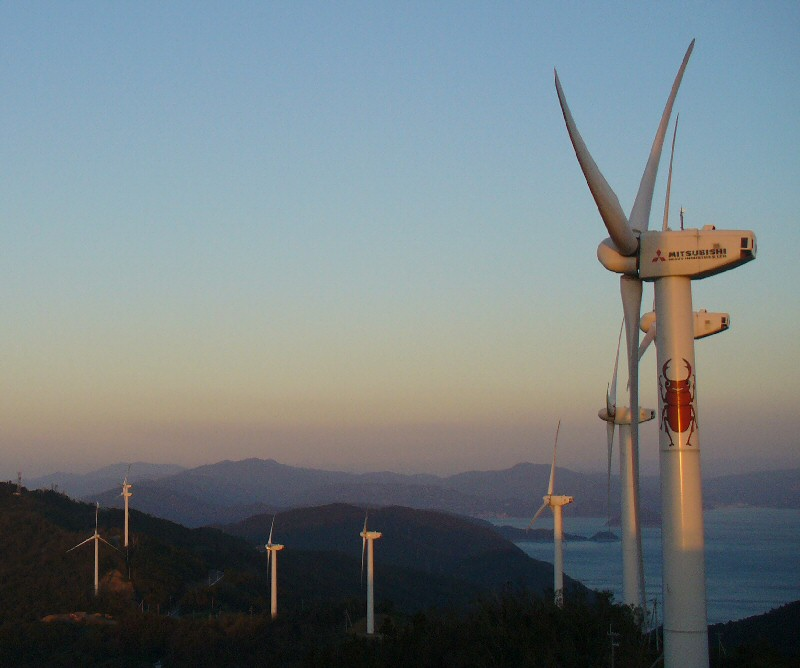
Parte a parcului eolian Seto Hill.

Începând cu 2019, 37,1% din energia produsă în Japonia provenea din petrol, 25,1% din cărbune, 22,4% din gaze naturale, 3,5% din energie hidroelectrică și 2,8% din energie nucleară, printre alte surse. Energia nucleară a scăzut de la 11,2% în 2010. Până în mai 2012, toate centralele nucleare ale țării au fost oprite din funcțiune din cauza opoziției continue din partea publicului, urmând dezastrului nuclear de la Fukushima Daiichi în martie 2011, cu toate că oficialii guvernamentali au continuat să încerce să influențeze opinia publică în favoarea repornirii unora dintre ele. Centrala nucleară Sendai a fost repornită în 2015, iar de atunci au fost repornite și alte centrale nucleare. Japonia nu deține rezerve interne semnificative și depinde în mare măsură de energia importată. Prin urmare, țara și-a propus să își diversifice sursele și să mențină niveluri ridicate de eficiență energetică.

### Alimentare cu apă și canalizare
Responsabilitatea pentru sectorul apei și igienei este împărțită între mai multe ministere în Japonia: Ministerul Sănătății, Muncii și Asistenței Sociale, responsabil pentru alimentarea cu apă destinată consumului intern; Ministerul Terenurilor, Infrastructurii, Transporturilor și Turismului, responsabil pentru dezvoltarea resurselor de apă și igienă; Ministerul Mediului, responsabil pentru calitatea apei ambiantale și conservarea mediului; și Ministerul Afacerilor Interne și Comunicațiilor, responsabil cu evaluarea performanțelor utilităților. Accesul la o sursă îmbunătățită de apă este universal în Japonia. Aproximativ 98% din populație primește alimentare cu apă prin rețele publice.

### Turism
După numărul de vizitatori străini, Japonia este a 16-a țară destinație din lume și a 5-a din Asia. În 2015 peste 19 milioane de turiști străini au vizitat Japonia, devenind primul an când numărul de turiști străini care vizitează Japonia a depășit numărul de turiști japonezi care vizitează țări străine. Principalele țări surse de turiști străini sunt China, Coreea de Sud, Taiwan, Hong Kong și SUA.
Japonia este cea mai populară destinație pentru călătorii externe pentru coreenii de sud și taiwanezi. În ultimii ani, Japonia a devenit destinație turistică de iarnă pentru mulți vizitatori din țările învecinate și australieni, care merg de exemplu la schiat la Niseko în Hokkaidō. În anul 2023, cele mai vizitate orașe au fost Tokyo și Osaka.

## Demografie

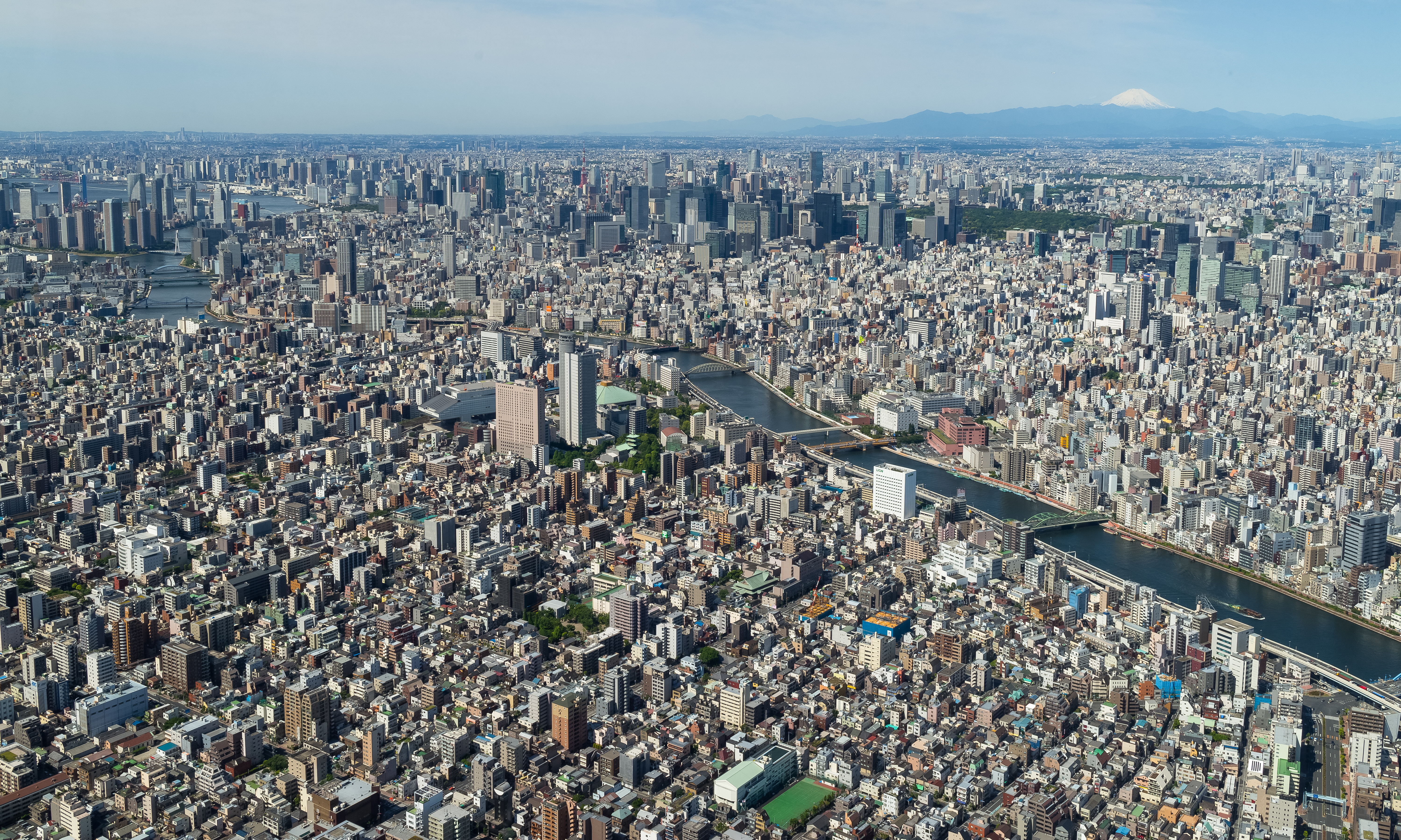
Vedere din Tokyo din vârful Tokyo Skytree. Zona Mare Tokyo este clasată drept cea mai populată zonă metropolitană din lume.

Japonia are o populație de aproape 123 de milioane de locuitori, dintre care aproape 120 de milioane sunt cetățeni japonezi (estimări din 2024). O mică parte din populație este reprezentată de rezidenți străini. Japonia este țara cu cea mai rapidă îmbătrânire a populației și cea mai mare proporție de cetățeni în vârstă din lume, aceștia reprezentând o treime din populația totală. Aceasta este rezultatul unui baby boom post-Al Doilea Război Mondial, urmat de o creștere a speranței de viață și o scădere a ratei natalității. Japonia are o rată totală de fertilitate de 1,4, sub rata de înlocuire de 2,1, fiind printre cele mai scăzute din lume, și o vârstă mediană de 48,4 ani, cea mai mare din lume. Începând cu 2020, peste 28,7% din populație are peste 65 de ani, adică mai mult de un sfert din populația Japoniei. Având în vedere că un număr tot mai mare de tineri japonezi nu se căsătoresc sau nu au copii, se estimează că populația Japoniei va scădea la aproximativ 88 de milioane până în 2065.
Schimbările în structura demografică au creat mai multe probleme sociale, în special o scădere a populației active și o creștere a costurilor pentru beneficiile securității sociale. Guvernul Japoniei proiectează că va exista aproape o persoană vârstnică pentru fiecare persoană în vârstă de muncă până în 2060. Imigrația și stimulentele pentru naștere sunt uneori sugerate ca soluții pentru a aduce muncitori mai tineri pentru a susține populația în vârstă a țării. Pe 1 aprilie 2019, legea revizuită privind imigrația a fost promulgată în Japonia, protejând drepturile lucrătorilor străini pentru a ajuta la reducerea deficitului de muncă în anumite sectoare.
În 2022, 92% din populația totală a Japoniei locuia în orașe. Capitala Tokyo are o populație de 13,9 milioane de locuitori în 2022 și face parte din Zona Metropolitană Mare Tokyo, cea mai mare zonă metropolitană din lume, cu 38.140.000 de locuitori în 2016. Japonia este o societate etnic și cultural omogenă, japonezii constituind 97% din populația țării. Grupurile etnice minoritare din țară includ popoarele indigene Ainu și Ryukyuan. Coreenii Zainichi, chinezii, filipinezii, vietnamezii, nepalezii, indonezienii, birmanezii, brazilienii în mare parte de origine japoneză și peruvienii în mare parte de origine japoneză sunt printre celelalte grupuri minoritare mici din Japonia. Burakumin constituie o minoritate socială.

### Limbă

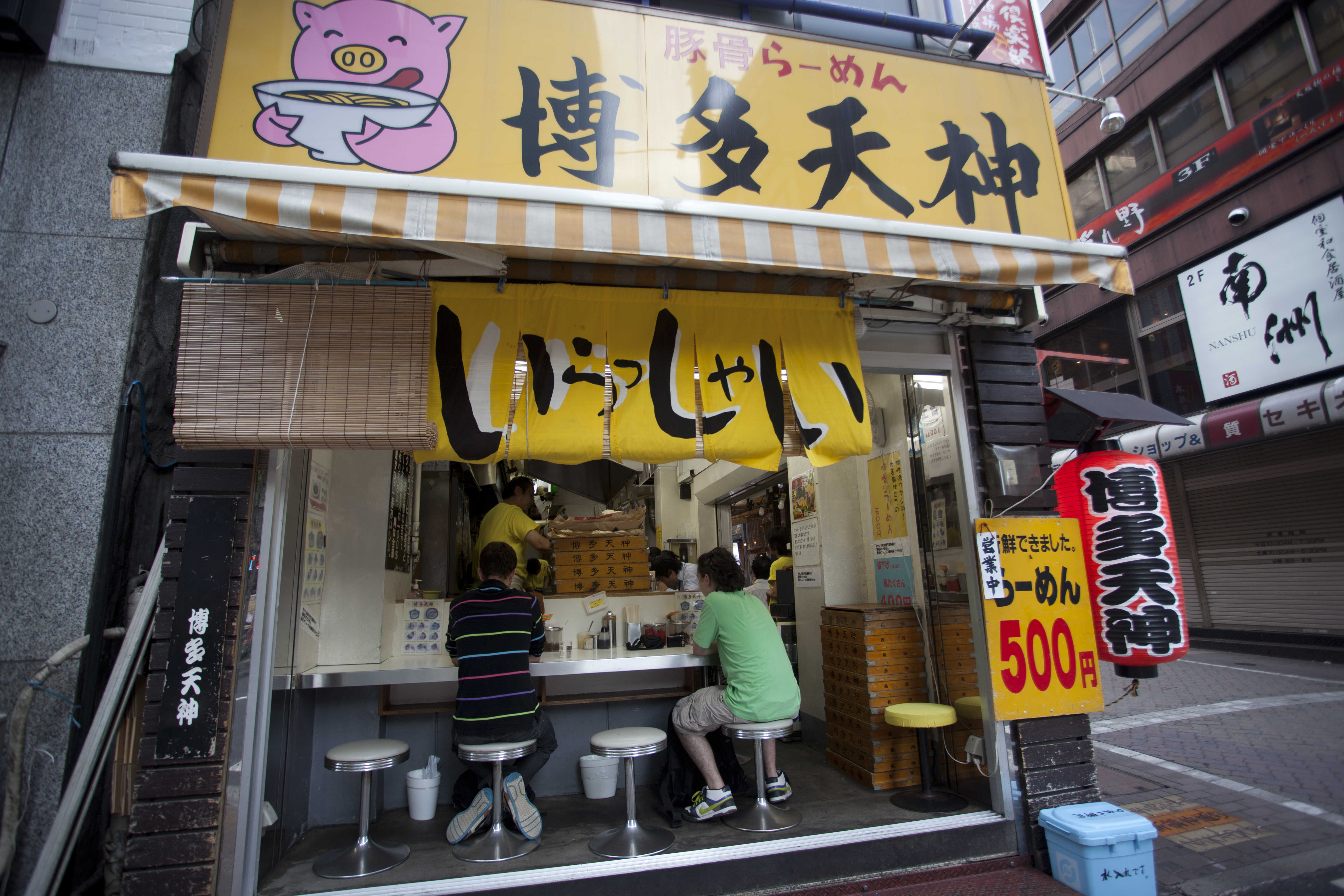
Semne stradale.

Limba japoneză este limba națională de facto a Japoniei și limba principală vorbită și scrisă de majoritatea oamenilor din țară. Scrierea japoneză folosește kanji (caractere chinezești) și două seturi de kana (sillabarii bazate pe scriere cursivă și radicali utilizați de kanji), precum și alfabetul latin și cifrele arabe. Engleza a avut un rol major în Japonia ca limbă de afaceri și limbă de legătură internațională. Ca rezultat, prevalența limbii engleze în sistemul educațional a crescut, clasele de engleză devenind obligatorii la toate nivelele sistemului școlar japonez până în 2020. Limbajul semnelor japonez (Japanese Sign Language) este principala limbă de semne utilizată în Japonia și a câștigat o recunoaștere oficială parțială, dar utilizarea sa a fost împiedicată în mod istoric de politici discriminatorii și de lipsa de sprijin educațional.
În afară de japoneză, limbile Ryukyuan (Amami, Kunigami, Okinawan, Miyako, Yaeyama, Yonaguni), parte din familia de limbi Japonice, sunt vorbite în lanțul insulelor Ryukyu. Puțini copii învață aceste limbi, dar guvernele locale au încercat să crească conștientizarea asupra limbilor tradiționale. Limba Ainu, care este o limbă izolată, este în declin, cu doar câțiva vorbitori nativi rămași până în 2014. În plus, mai multe alte limbi sunt învățate și folosite de minoritățile etnice, comunitățile de imigranți și un număr în creștere de studenți străini, cum ar fi coreeana (inclusiv un dialect distinct Zainichi Korean), chineza și portugheza.

### Imigrare
La sfârșitul anului 2024, în Japonia se aflau 3,8 milioane de străini, reprezentând aproximativ 3,04% din totalul populației rezidente din Japonia. Cele mai frecvente naționalități sunt chinezii, vietnamezii, coreenii, filipinezii, nepalezii, indonezienii, birmanezii și brazilienii, iar numărul acestora este în creștere, cu excepția celor cu naționalitate coreeană și nord-coreeană. Creșterea numărului de cetățeni străini se datorează creșterii numărului de muncitori străini. Legea privind controlul imigrației din 1990 a creat o nouă calificare pentru rezidenți pe termen lung pentru japonezii din Brazilia și alte țări, iar Programul de Pregătire a Stagiilor Tehnice a fost lansat în 1993, țara adoptând o politică de acceptare a muncitorilor străini.
Jumătate dintre cetățenii chinezi din Japonia sunt rezidenți permanenți sau rezidenți pe termen lung, iar cei din această categorie sunt, în mare parte, familiile cetățenilor japonezi care au rămas în China.
Mulți dintre cei cu naționalitate coreeană, nord-coreeană și taiwaneză sunt persoane care s-au născut în fostele teritorii japoneze înainte de război sau sunt descendenți ai celor ale căror părinți (sau amândoi) proveneau din acele teritorii. În ceea ce privește cetățenii coreeni și nord-coreeni, unii sunt refugiați care au venit în Japonia după război pentru a scăpa de Războiul Coreean, sărăcie și opresiune.
După ce Japonia a anexat Taiwanul în 1895 și Peninsula Coreeană în 1910, taiwanezii și coreenii au primit cetățenia japoneză ca parte a Japoniei până la înfrângerea Japoniei în al Doilea Război Mondial. Ca urmare, mulți oameni aveau rădăcini în aceste zone, iar mulți dintre ei au emigrat treptat pe continentul japonez, mai prosper din punct de vedere economic. În era Meiji, Japonia a impus restricții privind rezidența, circulația și afacerile occidentalilor prin sistemul de așezări, în schimbul acordării jurisdicției consulare, dar nu au existat restricții pentru coreeni și chinezi, cărora li s-a permis să trăiască în diferite părți ale Japoniei. În 1899, jurisdicția consulară asupra țărilor occidentale a fost abolită, iar sistemul de așezări a fost abolit pentru toată lumea (rezidență mixtă pe continent), dar restricții privind rezidența și munca au fost impuse lucrătorilor străini, inclusiv chinezi (din dinastia Qing și Republica China). Aceste măsuri au fost menite în principal să reglementeze prezența chinezilor și nu au fost aplicate coreenilor.
După anexare, taiwanezii au fost, de asemenea, supuși japonezi și nu aveau restricții privind locul de rezidență, dar nu li s-a permis să-și scoată înregistrările de familie (registrul de familie taiwanez sau coreean) din Taiwan sau Coreea, și li s-a permis să locuiască doar pe continent. Migrarea taiwanezilor înainte de război a fost redusă, iar taiwanezii care trăiau în Japonia erau, în general, bine educați și, spre deosebire de chinezi și coreeni, aveau experiență istorică de stăpânire colonială de către Țările de Jos, susținătorii dinastiilor Ming și Qing, nu aveau preocupări etnice, vorbeau fluent japoneza (și alte limbi) și lucrau din greu, astfel încât erau tratați bine. Chinezii erau în principal bucătari, frizeri și croitori, în timp ce coreenii erau în principal muncitori, iar migrarea lor era de amploare mare.
Numărul muncitorilor coreeni care se mutau în Japonia continentală a fost de 2.600 în 1910, când Coreea a fost anexată de Japonia, și a crescut la peste 130.000 până în 1923. În aprilie 1919, „Măsuri privind controlul călătoriilor coreenilor” a condus la restricționarea directă a călătoriilor coreenilor în Japonia (sistemul de certificate de călătorie), iar politica a fost schimbată într-o restricționare de facto a rezidenței sub pretextul restricțiilor de circulație. Dreptul de vot, care nu era implementat în Peninsula Coreeană, a fost recunoscut pe continent după adoptarea Legii pentru sufragiu universal (1925), iar mulți oameni s-au mutat și s-au stabilit acolo cu speranță, dar viețile lor nu au fost deloc prosperă. În timpul războiului, au traversat marea ca soldați sau personal militar, sau pentru angajare. Peste 800 de persoane au traversat marea și ca muncitori recrutați.
După încheierea războiului, mulți dintre ei s-au întors în țările de origine, dar unii au rămas în Japonia din motive personale și circumstanțe proprii. De asemenea, după război, un număr considerabil de coreeni au fugit în Japonia pentru a scăpa de haosul din țările lor (Războiul Coreean) (aceștia au fost recunoscuți ca refugiați de către Națiunile Unite) și de masacrele armatei sud-coreene (Incidentul Jeju din 3 aprilie, Incidentul Ligii Bodo, etc.). După aceea, odată cu semnarea Tratatului de Pace de la San Francisco, au pierdut cetățenia japoneză și au devenit cetățeni nord-coreeni. Ulterior, au trecut de la rezidenți permanenți conform tratatului la actualii rezidenți permanenți speciali și continuă să trăiască în Japonia. Mulți s-au naturalizat și au dobândit cetățenia japoneză, iar numărul coreenilor din Japonia continuă să scadă.
Problemele de identitate și naționalitate sunt probleme de drepturi ale omului cu care Japonia a trebuit să se confrunte de când s-a deschis către lume în era Meiji și au provocat conflicte între chinezii și indieni din diaspora și diferiți imigranți de dinainte de război și în cadrul comunităților taiwaneze și chinezo-japoneze pentru o perioadă lungă după război. Din anii 1990, au apărut probleme de drepturi ale omului privind a doua și a treia generație de imigranți japonezi care lucrează în Brazilia și alte țări, și lucrători străini, cum ar fi stagiarii tehnici din Asia de Sud-Est și China.

### Religie

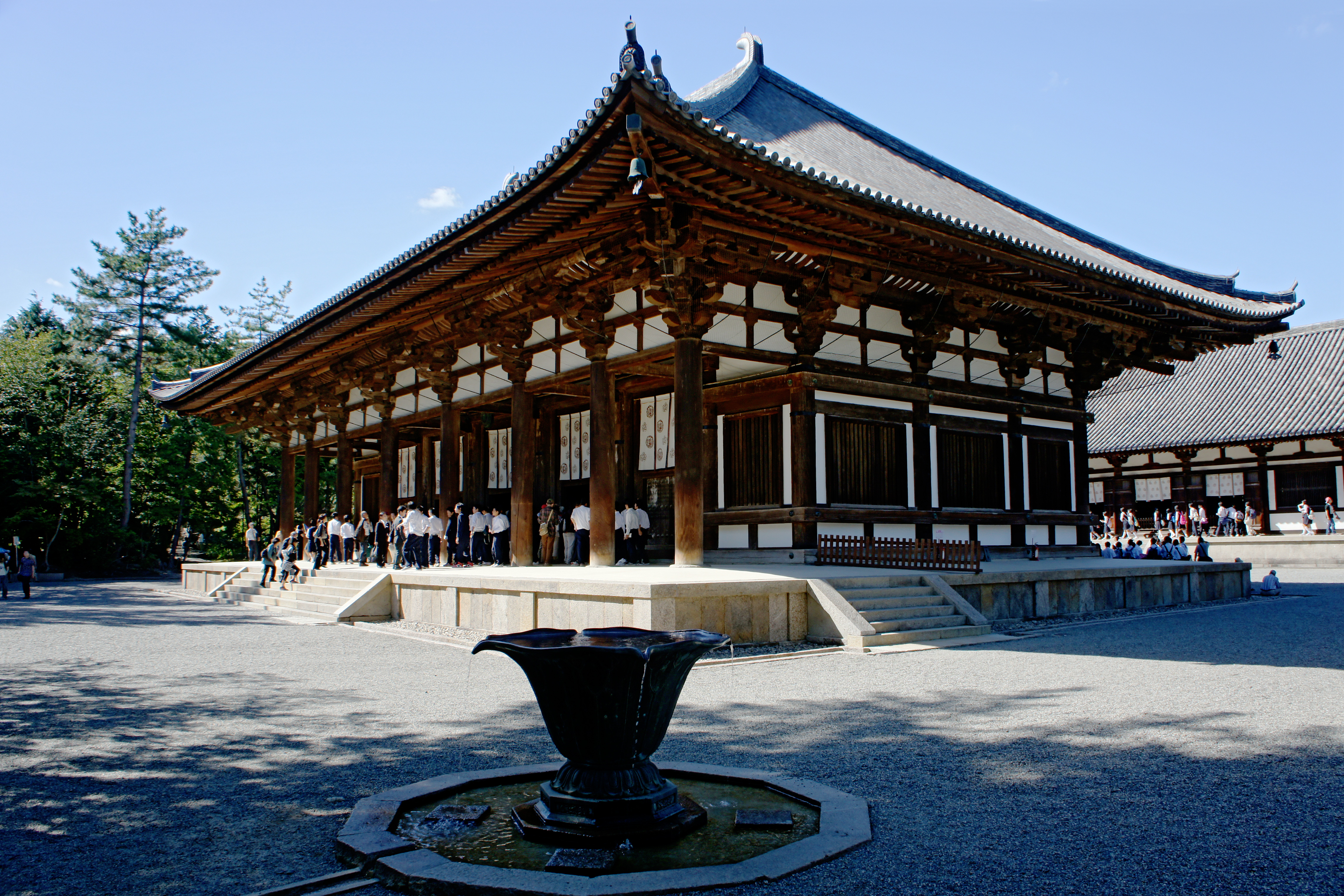
Sala de Aur (sec. VIII) a templului budist Toshodaiji, inclus în patrimoniul cultural mondial UNESCO ca parte a complexului „Monumente istorice ale Narei antice”

Principalele religii din Japonia sunt budismul și șintoismul. Totuși, majoritatea japonezilor nu sunt adepții unei singure religii, ci încorporează în viața lor de zi cu zi caracteristici din ambele religii, într-un proces numit sincretism. Învățăturile budiste și șintoiste sunt adânc încorporate în viața zilnică din Japonia. În general, este dificil pentru cei necunoscători să separe religia „adevărată” japoneză de superstițiile și ritualurile de zi cu zi, iar majoritatea japonezilor nu își pun problema să le separe.
Creștinismul din Japonia are o tradiție din secolul al XVII-lea, cu perioade de persecuție și interdicție.
Unele studii au sugerat faptul că doar 30% din populația Japoniei se consideră ca aparținând unei religii.
Potrivit unui studiu din 2000 condus de ziarul Yomiuri Shimbun, 76,6% din japonezii chestionați au declarat că nu cred într-o anumită religie. Un studiu de Yomiuri Shimbun, din 2005 a arătat că 72% din japonezi nu au nicio afiliere religioasă, 25% cred în religie și doar 20% au spus că practică o religie.
Potrivit lui Steve Heine (2011), mai puțin de 15% dintre japonezi cred în Dumnezeu.
Într-un alt studiu, studenții din Universității Tokio au fost rugați să-și numească religiile. Răspunsurile au fost după cum urmează: budiști 50; creștini 60; atei 1.500, agnostici 3.000.

### Educație

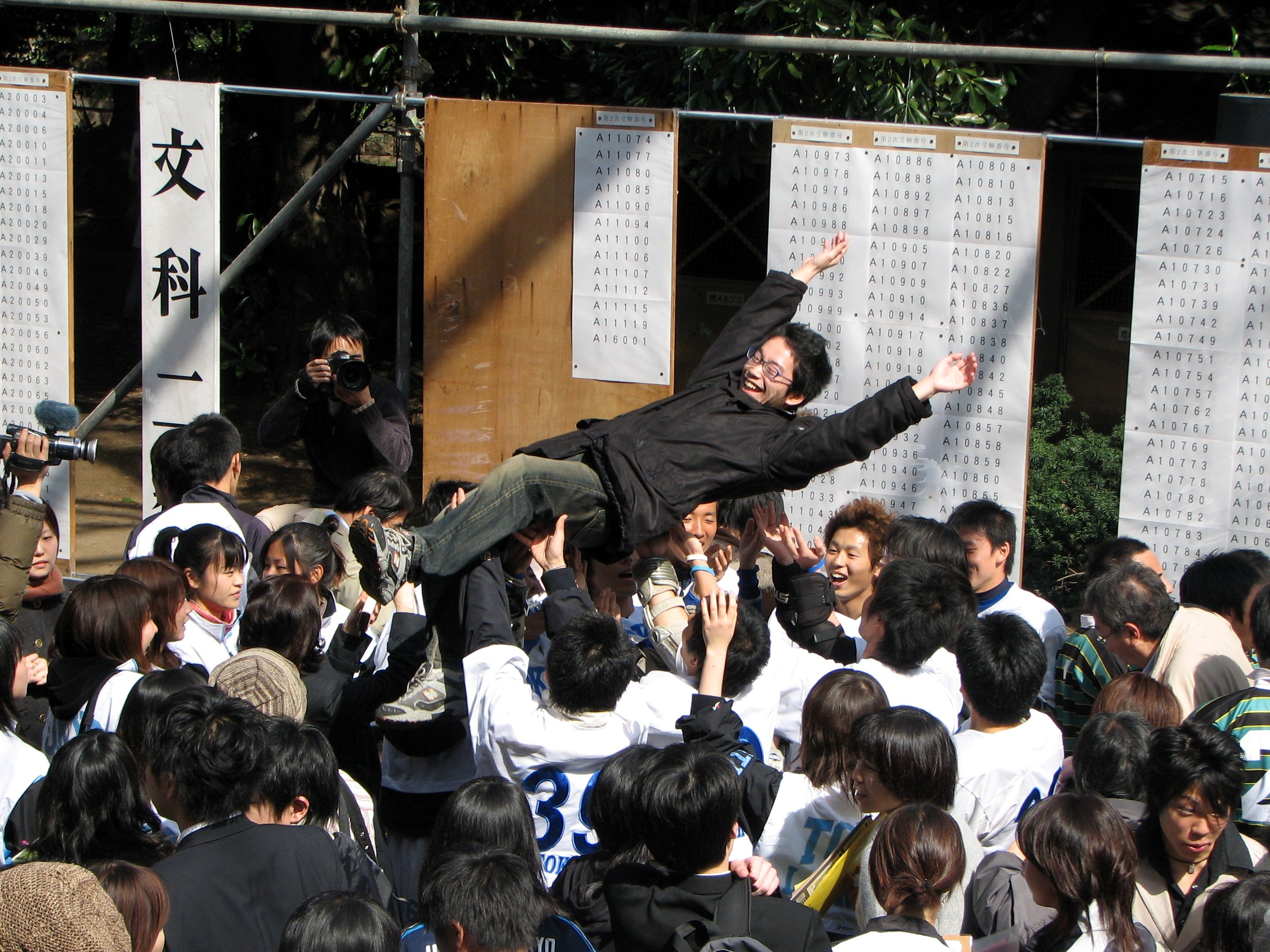
Studenții sărbătoresc după anunțarea rezultatelor examenelor de admitere la Universitatea din Tokyo.

Din Legea Fundamentală a Educației din 1947, educația obligatorie în Japonia cuprinde școala primară și gimnazială, care durează în total nouă ani. Aproape toți copiii își continuă educația la o școală superioară de trei ani.
Universitatea de top din țară este Universitatea din Tokyo. Începând din aprilie 2016, diverse școli au început anul academic cu școala primară și gimnazială integrate într-un program de nouă ani de învățământ obligatoriu; MEXT (Ministerul Educației, Culturii, Sportului, Științei și Tehnologiei) planifică ca această abordare să fie adoptată la nivel național.
Programul pentru Evaluarea Internațională a Elevilor (PISA), coordonat de OECD, clasează cunoștințele și abilitățile japonezilor de 15 ani pe locul trei în lume. Japonia se numără printre țările OECD cu cele mai bune performanțe în domeniul literaturii de citire, matematicii și științelor, cu un scor mediu al elevilor de 520, și are una dintre cele mai bine educate forțe de muncă din lume printre țările OECD. Aproximativ 3,1% din PIB-ul total al țării a fost cheltuit pe educație în 2018, sub media OECD de 4,9%.
În 2021, Japonia s-a clasat pe locul trei pentru procentul de persoane cu vârsta între 25 și 64 de ani care au obținut educație terțiară, cu 55,6%. Aproximativ 65% din japonezii cu vârsta între 25 și 34 de ani au o formă de calificare educațională terțiară, cu 34,2% dintre aceștia deținând o diplomă de licență, al doilea cel mai mare procent din OECD după Coreea de Sud.
Femeile japoneze sunt mai bine educate decât bărbații: 59% dintre femei dețin o diplomă universitară, în comparație cu 52% dintre bărbați.

### Sănătate

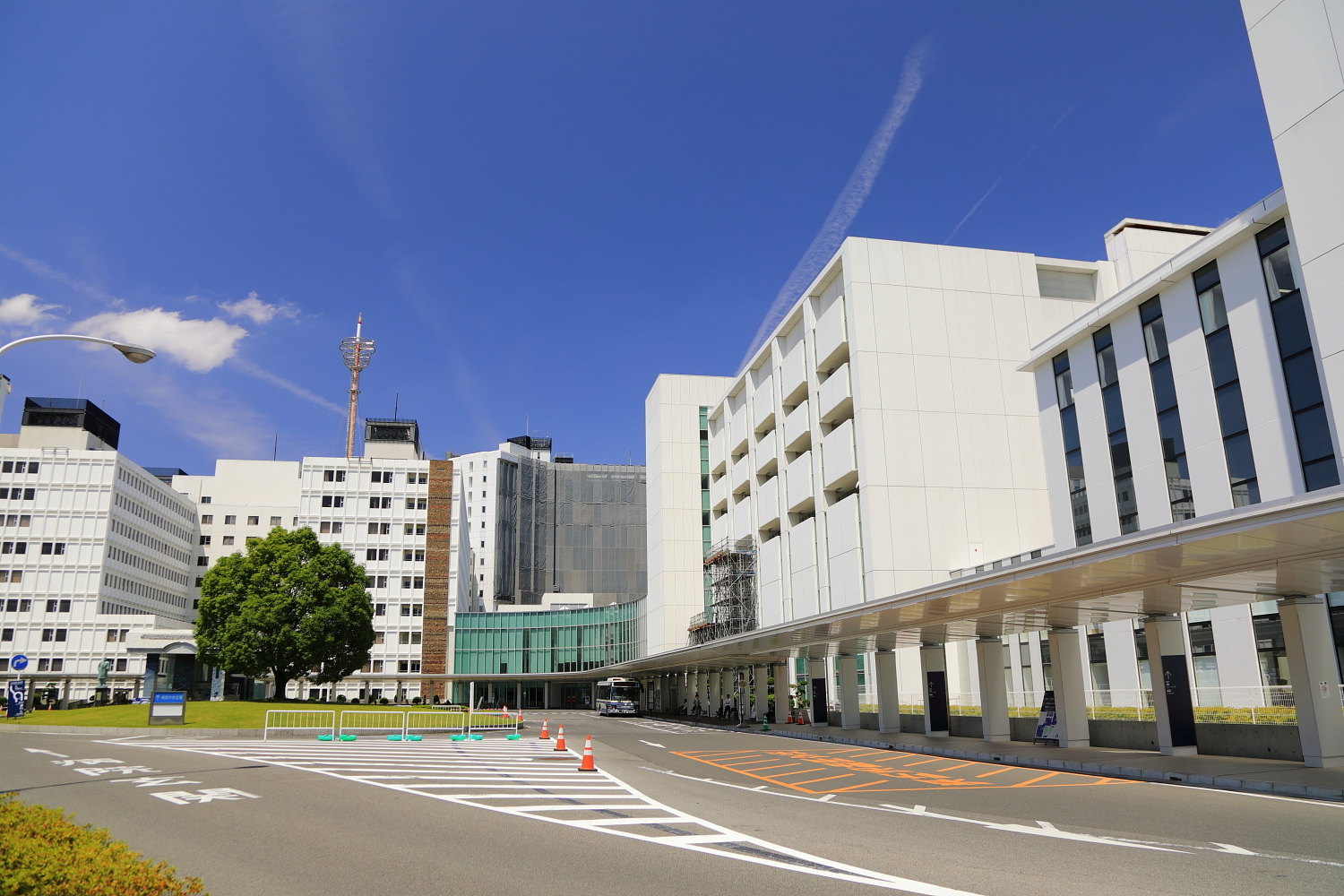
Spitalul Universitar Fujita este cel mai mare spital didactic din Japonia.

Îngrijirea sănătății în Japonia este furnizată de guvernele naționale și locale. Plata pentru serviciile medicale personale se realizează printr-un sistem universal de asigurare de sănătate care oferă o relativă egalitate în acces, cu tarife stabilite de un comitet guvernamental. Persoanele fără asigurare prin angajatori pot participa la un program național de asigurare de sănătate administrat de guvernele locale.
Începând din 1973, toate persoanele în vârstă sunt acoperite de asigurare sponsorizată de guvern.
Japonia a cheltuit 10,9% din PIB-ul său total pentru sănătate în 2020. În același an, speranța de viață globală în Japonia la naștere a fost de 84,62 de ani (81,64 de ani pentru bărbați și 87,74 de ani pentru femei), cea mai ridicată din lume, iar rata sa de mortalitate infantilă a fost foarte scăzută (2 la 1.000 de nașteri vii).
Din 1981, principalul cauză de deces în Japonia este cancerul, care a reprezentat 27% din totalul deceselor în 2018, urmat de bolile cardiovasculare, care au dus la 15% din decese. Japonia are una dintre cele mai ridicate rate de sinucidere din lume, considerată o problemă socială majoră. O altă problemă semnificativă de sănătate publică este fumatul în rândul bărbaților japonezi.
Cu toate acestea, Japonia are cea mai scăzută rată a bolilor de inimă din OECD și cel mai mic nivel de demență din țările dezvoltate.

#### Speranța de viață
Speranța de viață medie în 2017 a fost de 81,09 ani pentru bărbați și 87,26 ani pentru femei. Aceasta plasează Japonia pe locul al doilea în lume pentru femei și pe locul al treilea pentru bărbați. Speranța de viață sănătoasă medie a fost de 72,14 ani pentru bărbați și 74,79 ani pentru femei.

#### Principalele cauze de deces
Până imediat după sfârșitul războiului, bolile infecțioase, cum ar fi tuberculoza, erau comune, dar, începând cu 2018, principalele cauze de deces sunt neoplasmele maligne (cancerul), bolile de inimă și senilitatea, precum și bolile cronice, în special cele legate de stilul de viață.

#### Cheltuieli de sănătate
Proporția sărăciei în raport cu PIB-ul este de 7,8%, iar partea din povara suportată de guvern este de 81,3%, ceea ce reprezintă nivelul standard pentru țările cu un PIB per capita de 20.000 de dolari sau mai mult. Rata de finanțare publică este cu aproximativ 10% mai mare decât media OCDE.
Ca răspuns la scăderea rapidă a ratei natalității, la reducerea populației apte de muncă și la îmbătrânirea societății, a fost implementată o serie de reforme ale sistemului medical, cum ar fi creșterea primelor pentru asigurările medicale publice, creșterea părții din cheltuielile medicale plătite de pacienți și introducerea unui sistem de îngrijire medicală pentru vârstnici, toate acestea având tendința de a crește povara asupra oamenilor.

## Cultură

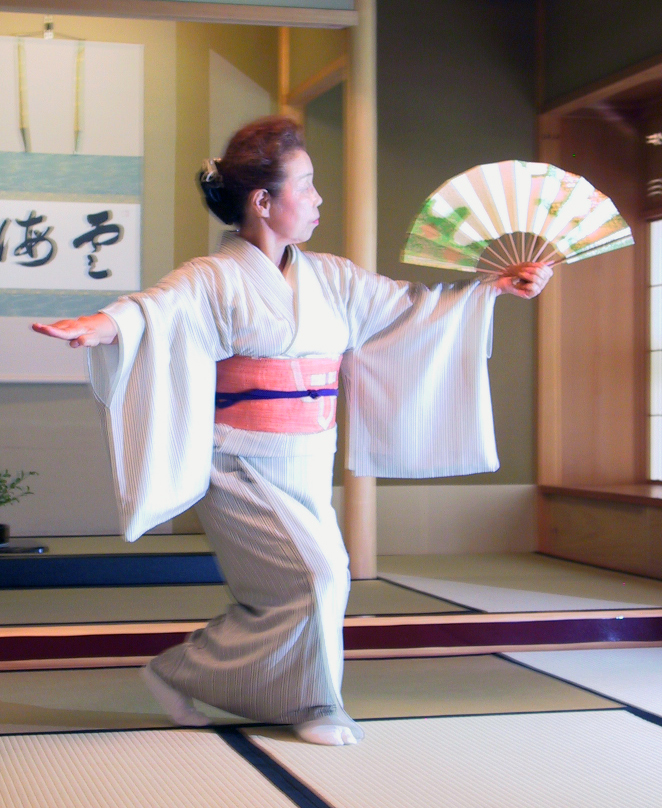
O dansatoare tradițională japoneză

Cultura japoneză contemporană combină influențe din Asia, Europa și America de Nord. Artele tradiționale japoneze includ meșteșuguri precum ceramică, textile, obiecte lăcuite, săbii și păpuși; spectacole de bunraku, kabuki, noh, dans și rakugo; și alte practici cum ar fi ceremonia ceaiului, ikebana, arte marțiale, caligrafia, origami, băile termale onsen, Geisha și jocuri. Japonia are un sistem dezvoltat pentru protecția și promovarea atât a proprietăților culturale tangibile, cât și intangibile și a Tezaurului Național. Douăzeci și două de situri au fost înscrise pe Lista Patrimoniului Mondial UNESCO, dintre care optsprezece au semnificație culturală. Japonia este considerată o superputere culturală.

### Patrimoniu mondial
Între 1993-2013 pe lista patrimoniului mondial UNESCO au fost incluse 17 obiective culturale sau naturale din Japonia.

### Artă și arhitectură

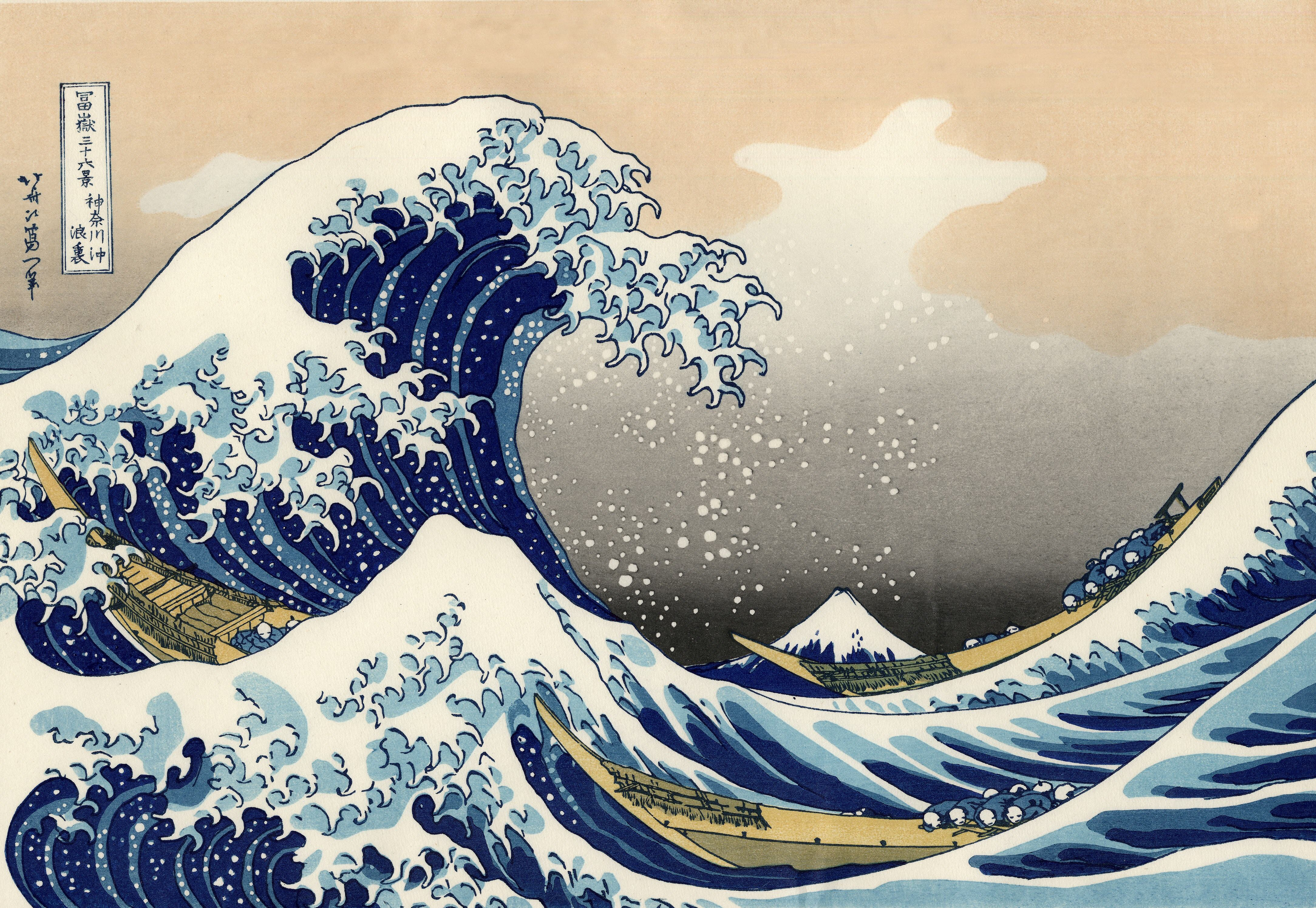
Gravura în lemn ukiyo-e a lui Hokusai din secolul al XIX-lea.

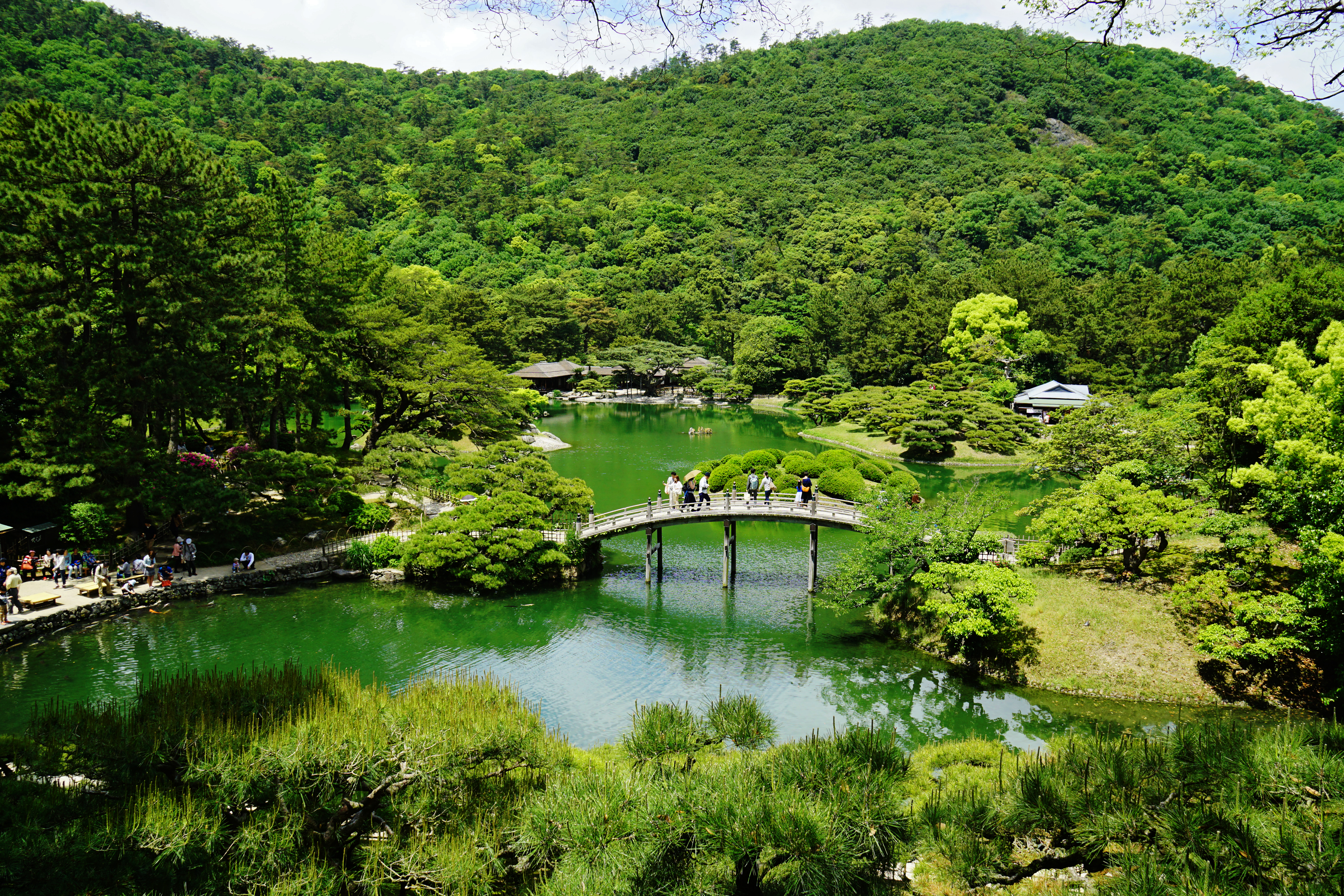
Grădina Ritsurin, una dintre cele mai faimoase grădini din Japonia

Istoria picturii japoneze prezintă o sinteză și o competiție între estetica nativă japoneză și ideile importate. Interacțiunea dintre arta japoneză și cea europeană a fost semnificativă: de exemplu, gravurile ukiyo-e, care au început să fie exportate în secolul al XIX-lea în mișcarea cunoscută sub numele de Japonism, au avut o influență semnificativă asupra dezvoltării artei moderne în Occident, în special în post-impresionism.
Arhitectura japoneză este o combinație de influențe locale și străine. Ea este tradițional caracterizată de structuri din lemn sau tencuială de lut, ușor ridicate deasupra solului, cu acoperișuri din țiglă sau paie. Casele tradiționale și multe clădiri de temple folosesc tatami-uri și uși glisante care estompează distincția între camere și spațiul interior și exterior. Din secolul al XIX-lea, Japonia a integrat multă din arhitectura modernă occidentală în construcție și design. Abia după Al Doilea Război Mondial arhitecții japonezi au făcut o impresie puternică în scenă internațională, în primul rând prin lucrările unor arhitecți precum Kenzō Tange, și apoi cu mișcări precum Metabolismul.

### Literatură și filozofie

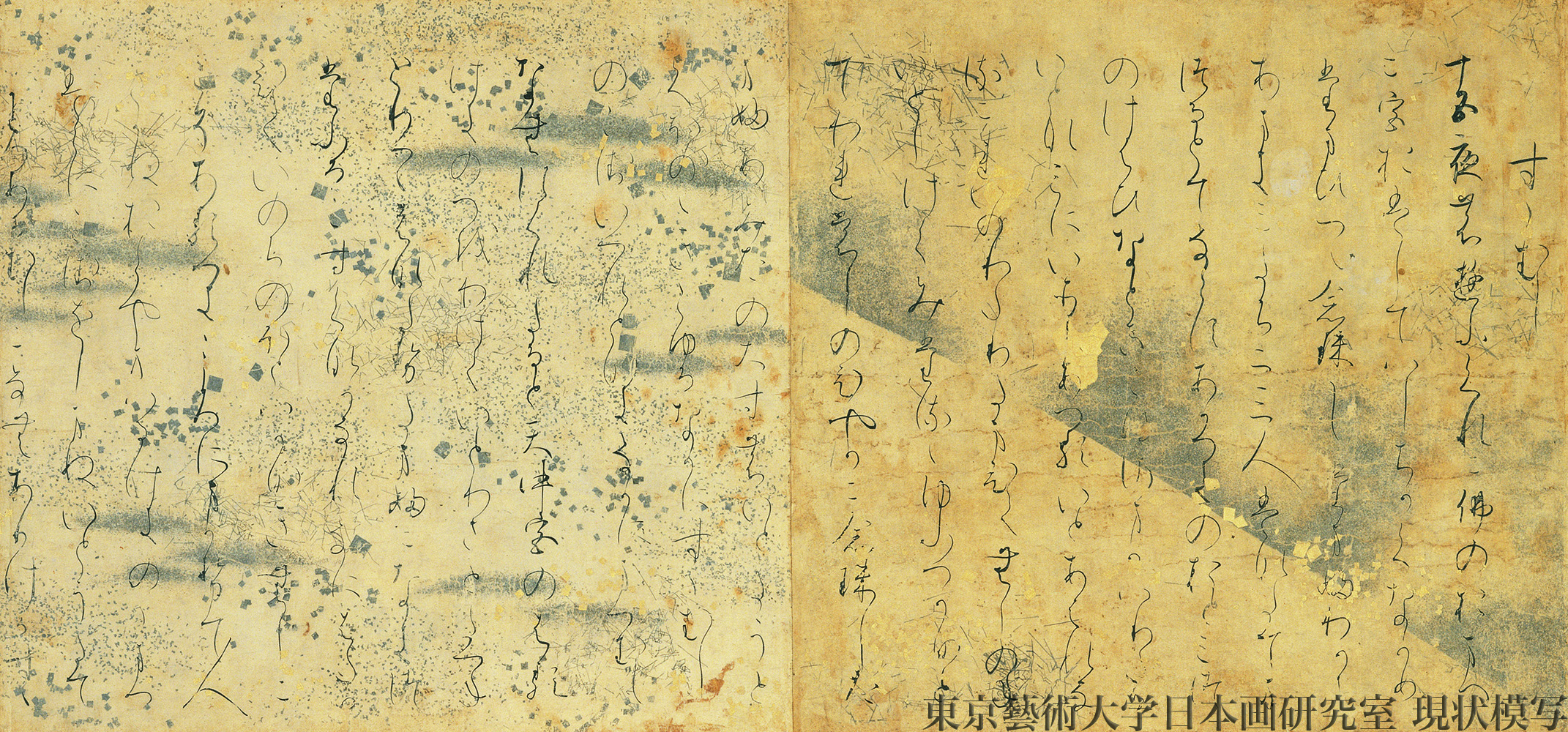
Ilustrație din secolul al XII-lea din Povestea lui Genji, o comoară națională.

Cele mai vechi lucrări ale literaturii japoneze includ cronicele Kojiki și Nihon Shoki și antologia de poezie Man'yōshū, toate din secolul al VIII-lea și scrise în caractere chinezești. În perioada Heian timpurie, s-a dezvoltat sistemul de fonograme cunoscut sub numele de kana (hiragana și katakana). Povestea Tăietorului de bambus este considerată cea mai veche narativă japoneză existentă. Descrierea vieții curții este prezentată în Cărțulia de pernă de Sei Shōnagon, în timp ce Povestea lui Genji de Murasaki Shikibu este adesea descrisă ca primul roman din lume.
În perioada Edo, clasa chōnin ("oamenii orașului") a depășit aristocrația samurailor ca producători și consumatori de literatură. Popularitatea operelor lui Saikaku, de exemplu, reflectă această schimbare în public și autoritate, în timp ce Bashō a revitalizat tradiția poetică a Kokinshū cu haikai-ul său (haiku) și a scris jurnalul poetic de călătorie Oku no Hosomichi. Perioada Meiji a marcat declinul formelor literare tradiționale, odată cu integrarea influențelor occidentale în literatura japoneză. Natsume Sōseki și Mori Ōgai au fost romancieri semnificativi în primele decenii ale secolului al XX-lea, urmați de Ryūnosuke Akutagawa, Jun'ichirō Tanizaki, Kafū Nagai și, mai recent, Haruki Murakami și Kenji Nakagami. Japonia are doi autori laureați ai Premiului Nobel – Yasunari Kawabata (1968) și Kenzaburō Ōe (1994).
Filozofia japoneză a fost istoric o combinație de elemente străine, în special chinezești și occidentale, și elemente unice japoneze. În formele sale literare, filozofia japoneză a început acum aproximativ paisprezece secole. Idealurile confucianiste rămân evidente în conceptul japonez despre societate și sine, în organizarea guvernului și în structura societății. Budismul a avut un impact profund asupra psihologiei, metafizicii și esteticii japoneze.

### Arta spectacolului

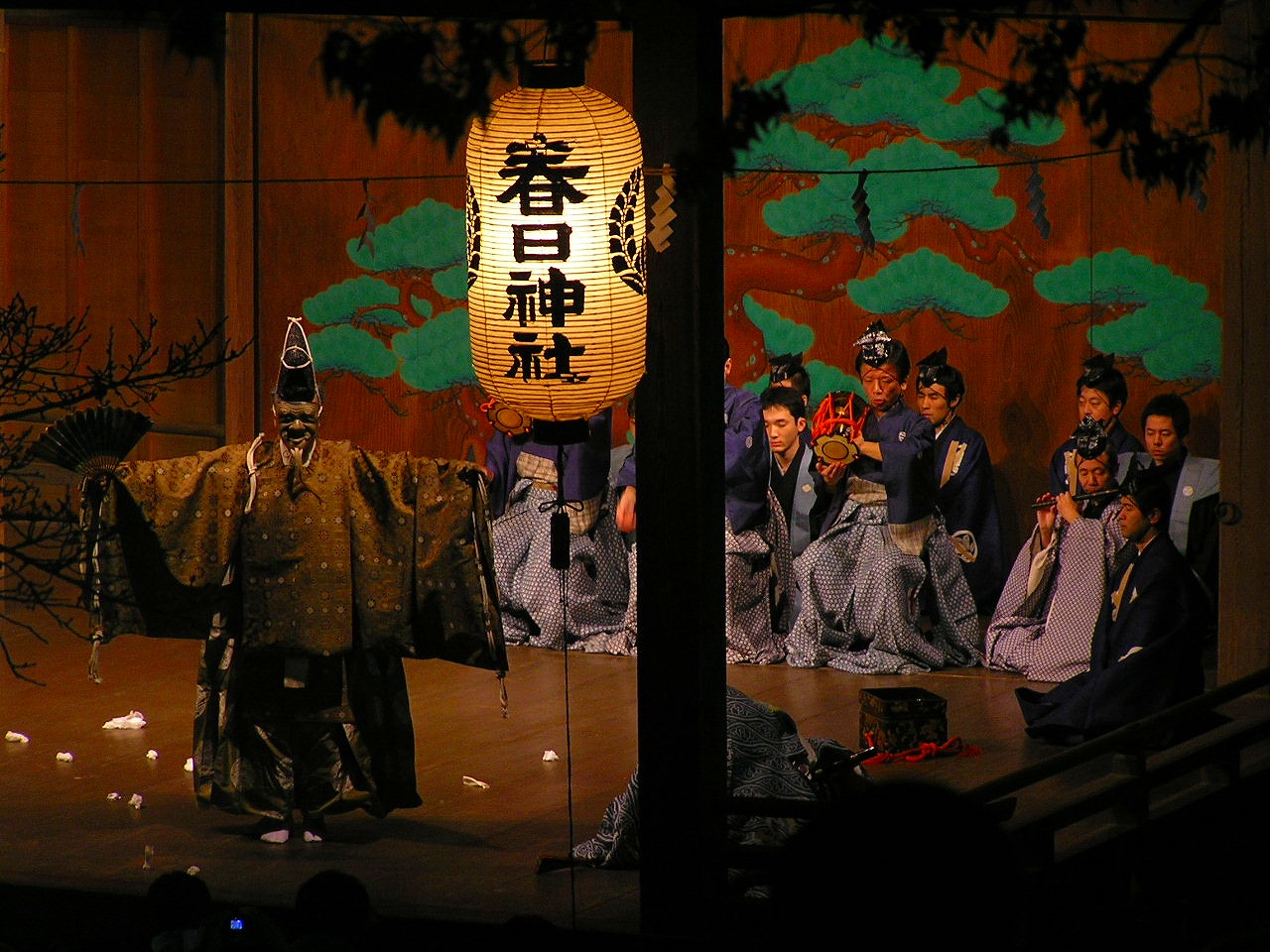
Spectacol Noh la un altar Shinto.

Muzica japoneză este eclectică și diversă. Multe instrumente, precum koto, au fost introduse în secolele al IX-lea și al X-lea. Muzica populară tradițională, cu instrumentul asemănător chitarei shamisen, datează din secolul al XVI-lea. Muzica clasică occidentală, introdusă la sfârșitul secolului al XIX-lea, formează o parte integrală a culturii japoneze. Kumi-daiko (ensemble de tobe) s-a dezvoltat în Japonia de după război și a devenit foarte popular în America de Nord. Muzica populară din Japonia de după război a fost puternic influențată de tendințele americane și europene, ceea ce a dus la evoluția J-pop-ului. Karaoke-ul este o activitate culturală semnificativă.
Cele patru teatre tradiționale japoneze sunt noh, kyōgen, kabuki și bunraku. Noh este una dintre cele mai vechi tradiții teatrale continue din lume.

### Media
Conform sondajului NHK din 2015 privind vizionarea televiziunii în Japonia, 79% dintre japonezi urmăresc televiziunea zilnic. Dramaturgiile japoneze de televiziune sunt vizionate atât în Japonia, cât și în întreaga lume. Multe francize media japoneze au dobândit o popularitate globală considerabilă și se numără printre cele mai profitabile francize media din lume. Ziarele japoneze se numără printre cele mai răspândite din lume în 2016.
Japonia are una dintre cele mai vechi și mai mari industrii de film din lume. Filmul Godzilla al lui Ishirō Honda a devenit un icon internațional al Japoniei și a generat întreaga subgen de filme kaiju, precum și cea mai longevivă franciză de film din istorie. Benzile desenate japoneze, cunoscute sub numele de manga, s-au dezvoltat în a doua jumătate a secolului al XX-lea și au devenit populare la nivel mondial. Un număr mare de serii manga au devenit unele dintre cele mai bine vândute serii de benzi desenate din toate timpurile, rivalizând cu industria americană de benzi desenate. Filmele animate și serialele de televiziune japoneze, cunoscute sub numele de anime, au fost puternic influențate de manga japoneză și au devenit extrem de populare la nivel global.

### Gastronomie

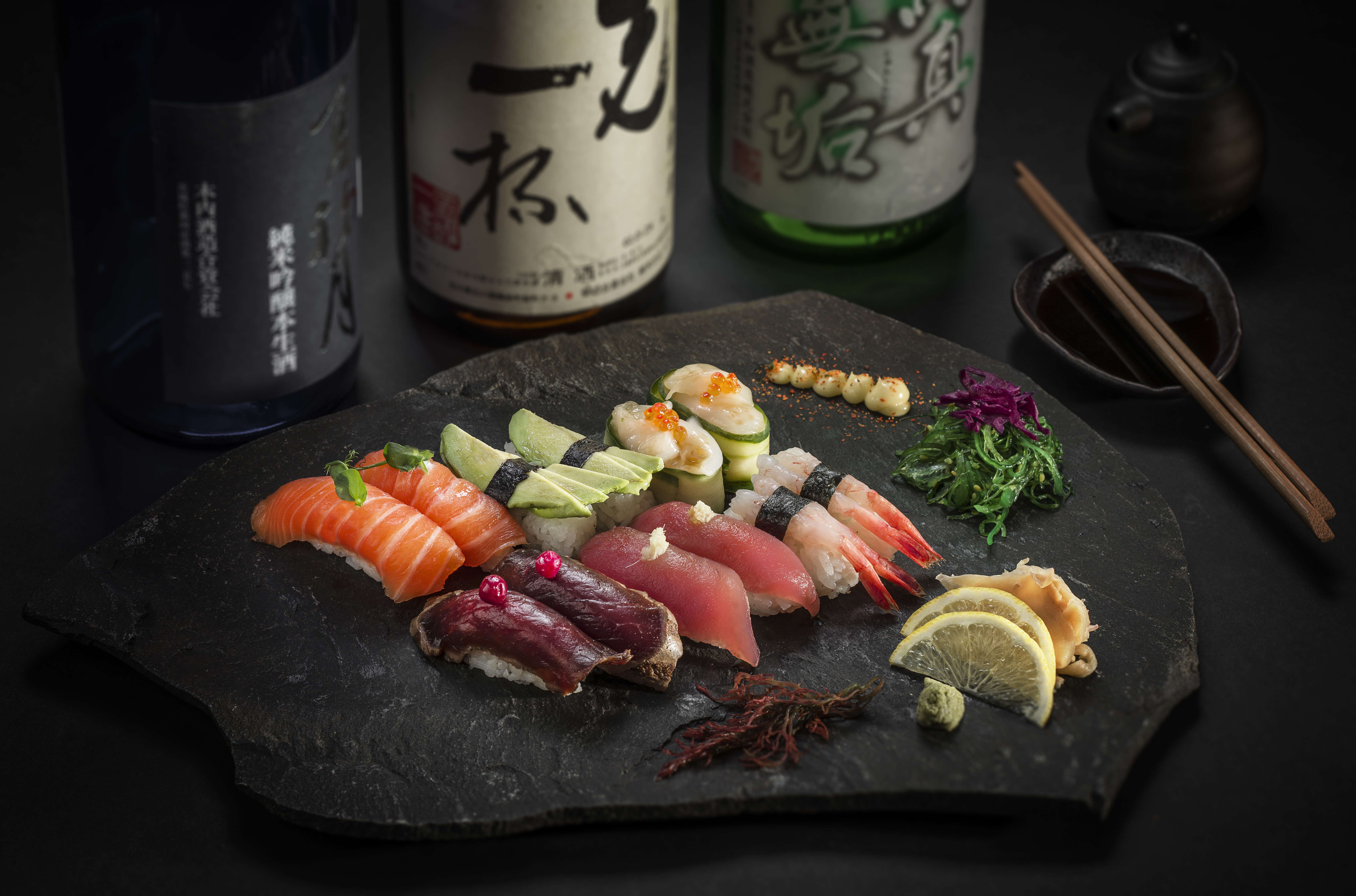
O farfurie de nigiri-sushi.

Ingredientele principale ale bucătăriei japoneze tradiționale sunt: peștele și alte produse marine, zarzavaturile și orezul. Peștele este deseori servit crud, ceea ce necesită ca el să fie foarte proaspăt și să fie tăiat cu un cuțit bine ascuțit. Abundența produselor marine în apele care înconjoară Japonia și religia budistă (care este împotriva uciderii animalelor) au făcut ca japonezii să folosească carne, produse lactate, grăsimi animale etc. în mod mai redus.
Condimentele principale sunt produse din soia (sosul soia și miso - pastă de fasole soia - sau orez (sake, oțet din orez, mirin- un sake dulce). Pentru a menține gustul original al ingredientelor, bucătăria japoneză nu prea folosește condimente iuți, ci mai mult plante aromatice sau wasabi (hrean japonez), yuzu, ghimbir, myōga (tot un fel de ghimbir), kinome (lujeri ai plantei sanshō (Zanthoxylum piperitum) sau semințe uscate și măcinate ale aceleiași plante sanshō.
Există trei feluri de mâncăruri japoneze tradiționale (meniu complet) care se servesc tot anul (deci nu de sărbători): honzen ryōri (servită la banchete oficiale), chakaiseki ryōri (servite uneori înaintea ceremoniei ceaiului), și kaiseki ryōri (servite la petreceri sau la restaurantele ryōtei- restaurante care servesc numai mâncăruri japoneze). Alte tipuri de mâncăruri sunt osechi ryōri (servite de Anul Nou) sau shōjin ryōri (mâncăruri budiste vegetariene).

### Muzică și film
Odată cu mijlocul secolului al XIX-lea au început să prevaleze influențele vestice, cea americană devenind dominantă după cel de-al Doilea Război Mondial (1945). Aceste influențe sunt vizibile în cultura populară japoneză contemporană, care combină influențele asiatice, europene și, începând cu 1950, americane. Deopotrivă, în țară sau în străinătate, japonezii au cucerit recunoașterea internațională în domeniul modei, cinematografiei, literaturii, al programelor de televiziune, al jocurilor video sau pe computer, dar și al muzicii. Muzica japoneză este de două feluri: muzica tradițională și modernă. Muzica japoneză modernă este constituită din două genuri muzicale: J-pop(engleză : Japanese Pop), J-rock(engleză : Japanese Rock) și Visual kei.
Principalele posturi de televiziune din Japonia sunt NHK, ANN, FNN, TXN (TV Tokyo) și NNN (Nippon Television), prima dintre ele este televiziunea națională japoneză. Aceste posturi de televiziune au regizat filme și seriale care se bucură de succes chiar și pe plan internațional. Postul de televiziune NHK, produce filme și seriale istorice, care poartă denumirea de "Taiga drama". Postul de televiziune Animax este dedicat copiilor și tineretului.

### Sport

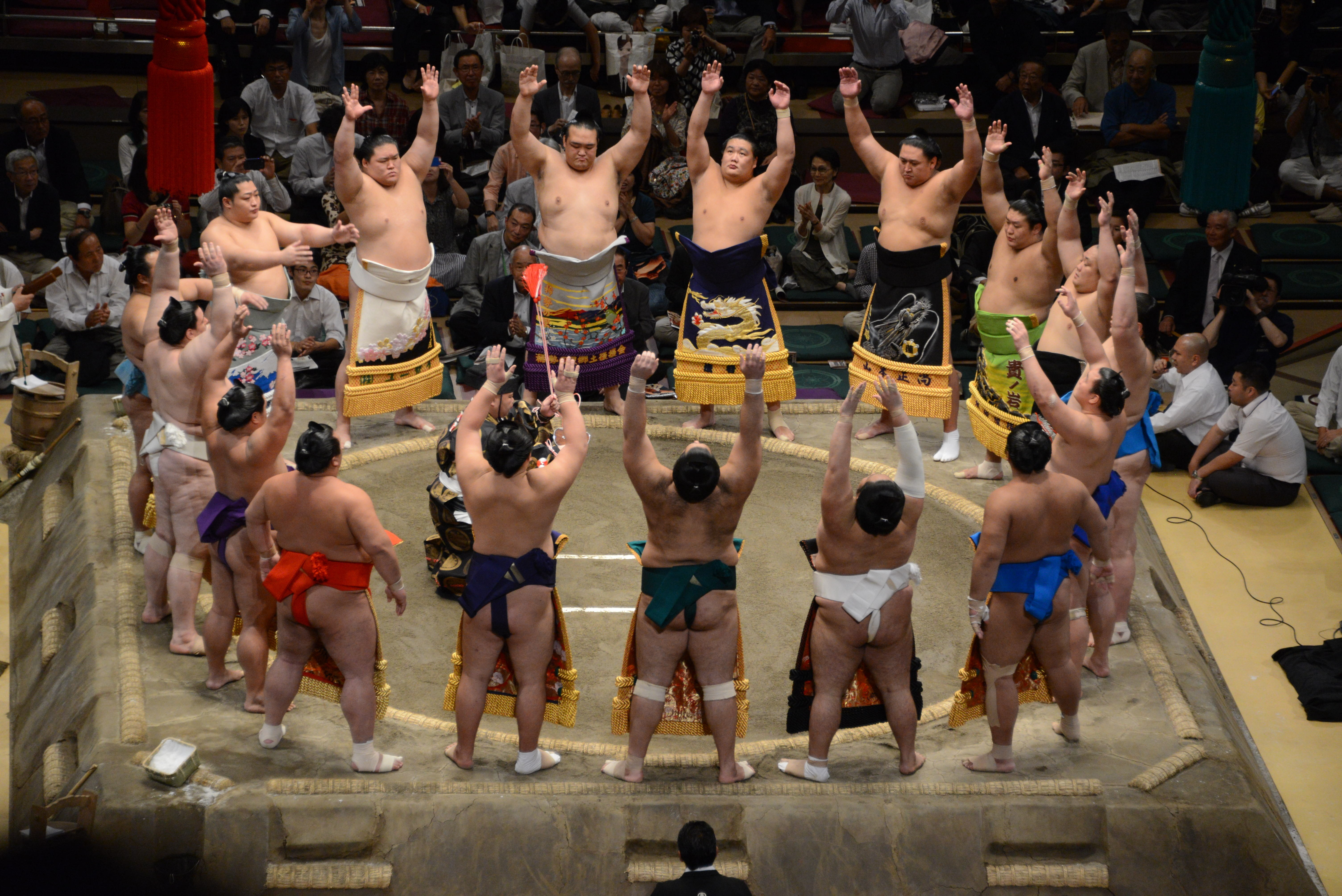
Luptătorii de sumo se formează în jurul arbitrului în timpul ceremoniei de intrare în ring.

Tradițional, sumo este considerat sportul național al Japoniei. Arte marțiale japoneze precum judo și kendo sunt incluse în curriculumul obligatoriu al școlii gimnaziale. Baseball-ul este cel mai popular sport din țară. Liga profesională de top din Japonia, Nippon Professional Baseball (NPB), a fost înființată în 1936. De la înființarea Japan Professional Football League (J.League) în 1992, fotbalul a câștigat o mare popularitate. Țara a co-găzduit Cupa Mondială FIFA din 2002 împreună cu Coreea de Sud. Japonia are una dintre cele mai de succes echipe de fotbal din Asia, câștigând de patru ori Cupa Asiatică și Cupa Mondială Feminină FIFA în 2011. Golf-ul este, de asemenea, popular în Japonia.
În motorsport, producătorii auto japonezi au avut succes în multiple categorii, obținând titluri și victorii în serii precum Formula 1, MotoGP și Campionatul Mondial de Raliuri. Pilotii din Japonia au câștigat curse precum Indianapolis 500 și 24 de ore de la Le Mans, au obținut podiumuri în Formula 1, în plus față de succesul în campionatele interne. Super GT este seria națională de curse cea mai populară din Japonia, în timp ce Super Formula este seria internă de top open-wheel. Țara găzduiește curse importante precum Marele Premiu al Japoniei.
Japonia a găzduit Jocurile Olimpice de vară la Tokyo în 1964 și Jocurile Olimpice de iarnă la Sapporo în 1972 și la Nagano în 1998. Țara a fost gazda Campionatului Mondial de Baschet în 2006 și a co-găzduit Campionatul Mondial de Baschet din 2023. Tokyo a găzduit Jocurile Olimpice de vară din 2020 în 2021, făcând din Tokyo primul oraș asiatic care a găzduit de două ori Jocurile Olimpice. Japonia a obținut drepturile de găzduire pentru Campionatul Mondial de Volei Feminin de cinci ori, mai mult decât orice altă țară. Japonia este cea mai de succes țară din Asia în rugby și a găzduit Cupa Mondială de Rugby IRB 2019.

### Sărbători naționale
| Nume                                                          | Data                              | Comentarii |
| ------------------------------------------------------------- | --------------------------------- | --- |
| Anul Nou 元日 (Ganjitsu)                                      | 1 ianuarie                        | Din 1948. Majoritatea locurilor de muncă dau liber angajaților între 29 decembrie și 3 ianuarie. |
| Ziua Majoratului 成人の日 (Seijin no hi)                      | A doua zi de luni din ianuarie.   | Din 1948, pentru a-i sărbători pe cei care împlinesc 20 de ani (vârsta majoratului în Japonia) în anul respectiv. Inițial a fost sărbătorită pe 15 ianuarie, dar din 2000 este a doua zi de luni a lunii ianuarie.                                                                                      |
| Ziua Fondării Națiunii 建国記念の日 (Kenkoku kinen no hi)     | 11 februarie                      | Din 1966 (sărbătorită prima dată în 1967). Între 1872 și 1948, a fost cunoscută ca Kigen-setsu (紀元節?), ziua în care cf. a holiday "Nihon-shoki"—Împăratul Jimmu a fost întronat în 660 î.H. |
| Echinoxul De Primăvară 春分の日 (Shunbun no hi)               | 21 martie                         | Din 1948. Înainte de 1948, la data echinoxului de primăvară avea loc festivalul Shunki kōrei-sai (春季皇霊祭?). |
| Ziua Shōwa 昭和の日 (Shōwa no hi)                             | 29 aprilie                        | Din 2007. Ziua de naștere a fostului împărat Shōwa. După decesul său în 1989, sărbătoarea a fost numită "Ziua Verdeții". În 2007, "Ziua Verdeții" a fost trecută pe data de 4 mai, iar 29 aprilie a fost numită "Ziua Shōwa". Ziua Shōwa este începutul așa-numitei "Golden Week" ("Săptămâna de aur"). |
| Ziua Constituției 憲法記念日 (Kenpō kinenbi)                  | 3 mai                             | Din 1948 pentru a comemora ziua în care Constituția nouă a intrat în vigoare. |
| Ziua Verdeții みどりの日 (Midori no hi)                       | 4 mai                             | Vezi comentariul la "Ziua Shōwa". |
| Ziua Copiilor こどもの日 (Kodomo no hi)                       | 5 mai                             | Din 1948. Este ultima zi a "Săptămânii de aur" (vezi comentariul la "Ziua Shōwa"). |
| Ziua Mării 海の日 (Umi no hi)                                 | A treia zi de luni din iulie      | Din 1995 (sărbătorită din 1996). Inițial sărbătorită pe data de 20 iulie, a fost schimbată în 2003 în a treia zi de luni din iulie. |
| Ziua Respectului Față De Cei În Vârstă 敬老の日 (Keirō no hi) | a treia zi de luni din septembrie | Din 1966. Inițial sărbătorită pe data de 15 septembrie ca Old Folks' Day (老人の日 Rōjin no hi?). În 2003, a fost schimbată în a treia zi de luni din septembrie. |
| Echinoxul De Toamnă 秋分の日 (Shūbun no hi)                   | Cam 23 septembrie                 | Din 1948. Înainte de 1948, la data echinoxului de toamnă avea loc festivalul Shūki kōrei-sai (秋季皇霊祭?). |
| Ziua Educației Fizice 体育の日 (Taiiku no hi)                 | a doua zi de luni din octombrie   | Din 1966. Inițial sărbătorită pe data de 10 octobrie pentru a comemora deschiderea Jocurilor Olimpice de vară din 1964 din Tokio. În 2000 a fost schimbată pe a doua zi de luni a lunii octombrie. |
| Ziua Culturii 文化の日 (Bunka no hi)                          | 3 noiembrie                       | Din 1948.Comemorează 3 noiembrie 1946, când a fost anunțată noua Constituție. Înainte de 1948, a fost o sărbătoare numită Meiji-setsu (明治節?) care comemoora ziua de naștere a Împăratului Meiji. |
| Ziua Recunoștinței Muncii 勤労感謝の日 (Kinrō kansha no hi)   | 23 noiembrie                      | Din 1948.Înainte de 1948, a fost ziua festivalului Niiname-sai (新嘗祭?). |
| Ziua de Naștere a Împăratului 天皇誕生日 (Tennō tanjōbi)      | 23 decembrie                      | Ziua de naștere a împăratului a fost sărbătoare națională începând cu 1868. Inițial cunoscută drept Tenchō-setsu (天長節?), a fost redenumită Tennō tanjōbi (天皇誕生日?) în 1948. Ziua de naștere a împăratului Akihito, născut în 1933.                                                               |

### Cărți în limba română
- Ioan Timuș, „Japonia”, cu 2 volume: Japonia, viața și obiceiurile și Japonia, arta, femeia, viața socială, Editura Casa Școalelor 1924-1925
- Ioan Timuș, „Ogio-san”, două ediții (Editura Cugetarea, 1938, iar a doua - Editura Dacia din Cluj-Napoca, 1984)
- Ioan Timuș, „Basme Japoneze", Editura Cugetarea, 1940
- Ioan Timuș, „Japonia de ieri și de azi”, Editura Universul București, 1942 premiată de Academia Româna în 1943 cu Premiul Năsturel
- Ioan Timuș, „Caracterele civilizației japoneze”, 1942, premiată de Societatea pentru Relații Internaționale din Tokio "Kokusai Bunka Shinkokai"
- Ioan Timuș, „La transcription dans la langue roumaine du systhème phonetique japonais”, revista Studia et Acta orientalia vol. II 1959
- Ioan Timuș, „Poezia japoneză” studiu, revista literară Secolul XX nr 9, 1963
- Florea Țuiu, „Japonia, un miracol?”, Editura Politică, 1975, reportaje de călătorie
- Florea Țuiu, „Niponism, Teorie și acțiune”, București, Editura Politică, 1987, eseu economic
- Octavian Simu, „Dicționar de literatură japoneză”, București, Editura Albatros, 1994
- Mihnea Voicu Șimăndan, „Spiritul Japoniei medievale – The Spirit of Mediaeval Japan”, ediție bilingvă (română-engleza), Editura Nipponica, București, 1999.
- A.D., „Koto - muzică japoneză” „Studii nipone” (An II, nr.2, ianuarie - februarie 2001)
- Constantin Bușe, Zorin Zamfir, „Japonia un secol de istorie 1853-1945”, Editura Humanitas, București, 1990.
- Vadime și Danielle Elisseeff, „Civilizația japoneză”, Editura Meridiane, București, 1996.
- Mihnea Voicu Șimăndan, „Restaurația Meiji (1868-1912)”, în „Jurnal studențesc” (An V, nr. 5, septembrie 2000)
- Mihnea Voicu Șimăndan, „Incursiune în istoria Japoniei”, în „Cetatea culturală” (Cluj, mai 2000)
- Claudia Golea, „Planeta Tokyo”, Editura Polirom, 2005
- Claudia Golea, „Tokyo by Night. Planeta Tokyo 2”, Editura Polirom, 2005
- Neculai Amălinei, Jack Halpern, „Dicționar japonez-român de Gakushū Kanji”, Editura Polirom, Iași, 2008
- Octavian Simu, „Civilizația japoneză tradițională[nefuncțională]
”, Editura Herald, 2011
- George Moise, „Iertați-mă că nu sunt japonez”, Editura Curtea Veche, București, 2011.
- Neculai Amălinei, Jack Halpern, „Dicționar japonez-român”, Editura Polirom, Iași, 2013

### Situri oficiale
- Courts.go.jp Arhivat în 16 iunie 2006, la Wayback Machine. - Official site of the Japanese Supreme Court
- Kantei.go.jp - Official prime ministerial and cabinet site
- Kunaicho.go.jp - Official site of the Imperial family.
- Links to Ministries and other Organizations
- Ministry of Foreign Affairs - Detailed papers on Japan's foreign policy, education programs, culture and life.
- Sangi-in.go.jp - Official site of the House of Councillors
- Shugi-in.go.jp - Official site of the House of Representatives
- Stat.go.jp - Statistics Bureau Home Page (English)

### Media
- NHK Online Arhivat în 20 septembrie 2009, la Wayback Machine.
- Crisscross News Japan Arhivat în 1 aprilie 2006, la Wayback Machine.
- Kyodo News Arhivat în 23 aprilie 2008, la Wayback Machine.
- 3Yen (News blog)

### Alte situri
- CIA World Factbook - Japan Arhivat în 6 septembrie 2004, la Wayback Machine.
- Congressional Research Service (CRS) Reports regarding Japan Arhivat în 19 decembrie 2007, la Wayback Machine.
- electronic journal of contemporary japanese studies
- Guardian Unlimited - Special Report: Japan
- Library of Congress - Country Study: Japan data as of January 1994
- Japonia Blog - Imagini si scurte articole despre Japonia Arhivat în 3 mai 2009, la Wayback Machine.

### Reportaje
- Japonia, marginea lumii unde Pacificul se unește cu cerul, 25 aprilie 2014, Alexandra Tătaru, Adevărul